# Pittura ritrattistica

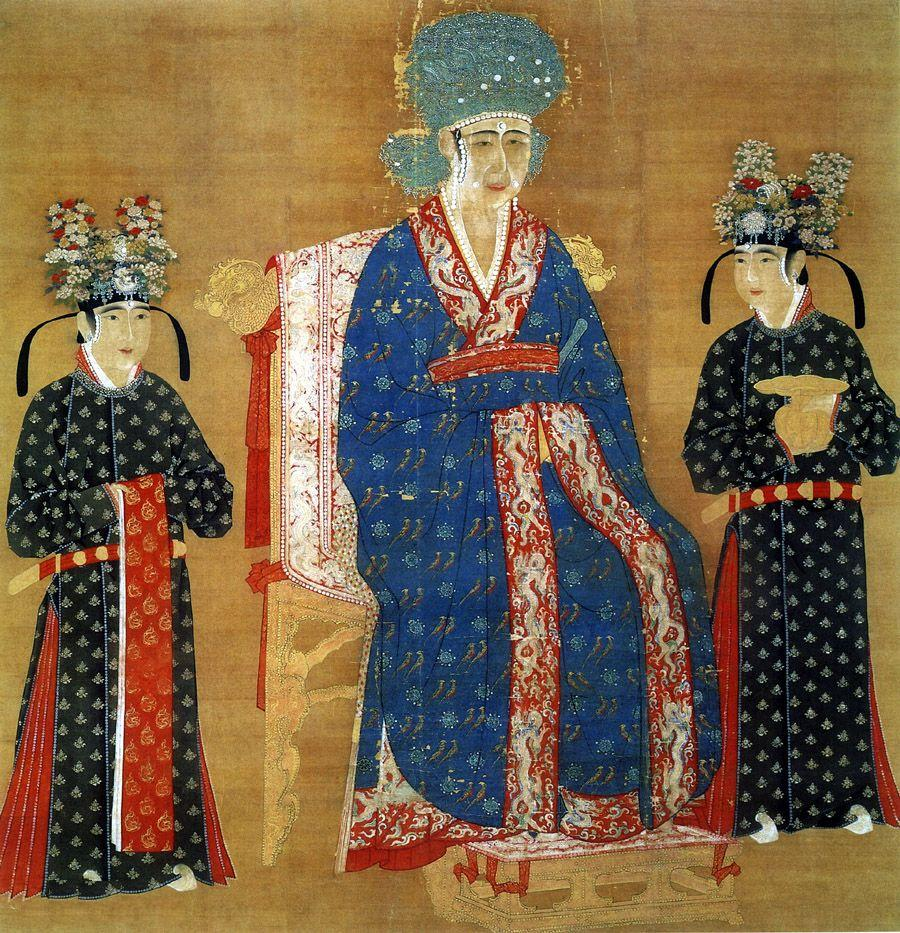
Ritratto ufficiale della corte cinese dipinto dall'imperatrice Cao (moglie dell'imperatore Song Renzong) della dinastia Song, XI secolo

La pittura ritrattistica è un genere di pittura, nella quale l'intento è quello di rappresentare un soggetto umano. Il termine pittura ritrattistica può anche descrivere il ritratto vero e proprio. I ritrattisti possono creare il lavoro su commissione, sia per personaggi pubblici che per privati, o possono essere ispirati da ammirazione ed affetto verso il soggetto da riprodurre. I ritratti sono spesso importanti ricordi di Stato e/o di famiglia.
Storicamente nei ritratti vengono immortalati, in primo luogo i ricchi e i potenti. Nel corso del tempo, però, divenne più accessibile, per i clienti della classe media, commissionare ritratti dei loro familiari e colleghi. Oggi i ritratti sono ancora commissionati da governi, aziende, gruppi, club e singoli individui. Oltre alla pittura, i ritratti possono essere fatti anche con altri media, come incisione, litografia, fotografia, video e media digitali.

## Tecnica e pratica

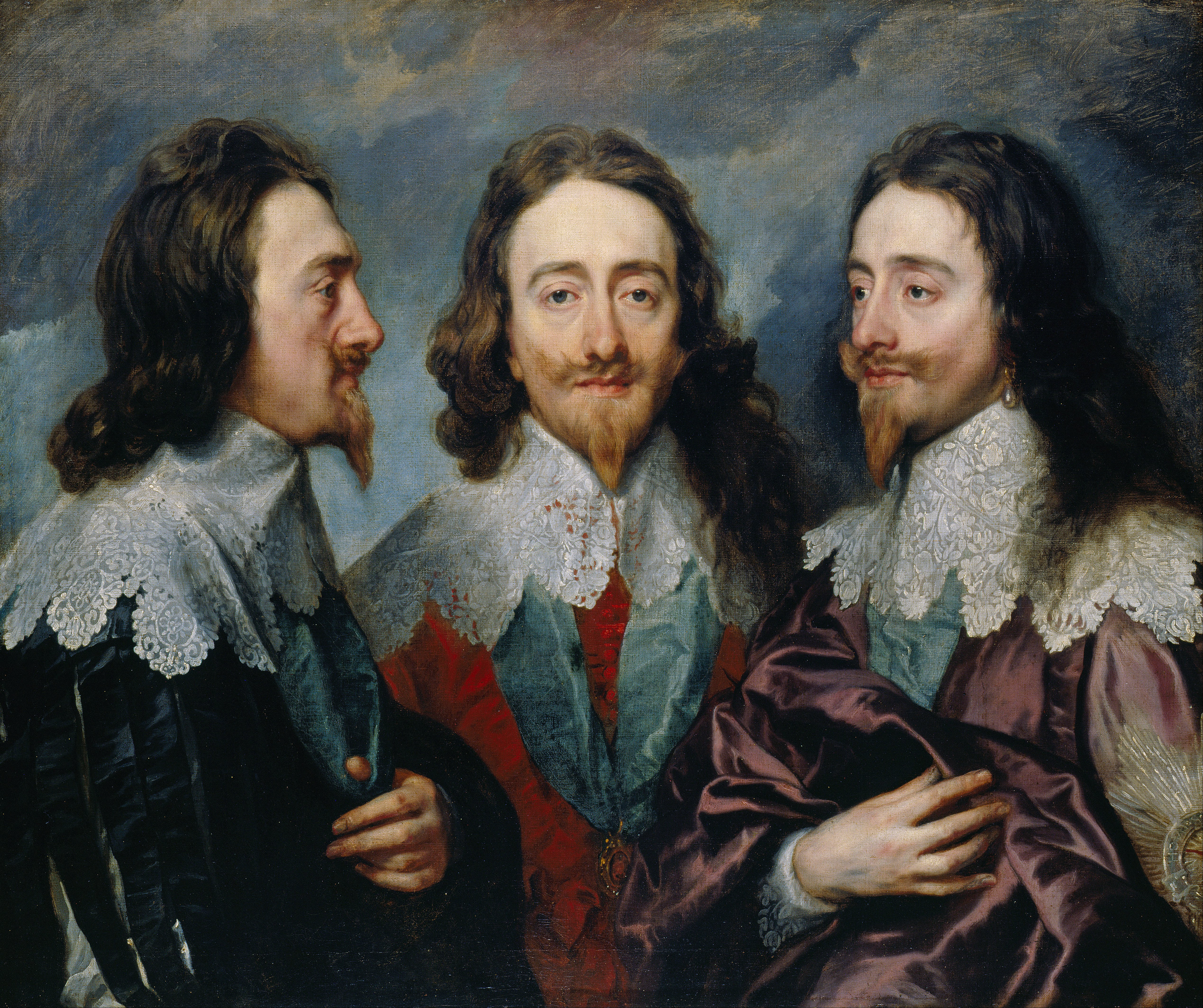
Anthony van Dyck, Triplo ritratto di Carlo I, 1635-1636, mostrato di profilo, in vista frontale e di tre quarti, inviato a Bernini a Roma, quando doveva scolpire il busto di questo personaggio.

Un ritratto ben eseguito deve mostrare l'essenza interiore del soggetto (dal punto di vista dell'artista) o una rappresentazione lusinghiera, non solo una somiglianza letterale. Come scrisse Aristotele "è obiettivo dell'arte rappresentare non l'aspetto esteriore delle cose, ma il loro significato interiore, per questo, non la figura esterna e il dettaglio costituiscono la vera realtà." Gli artisti possono lottare per il realismo fotografico o per una somiglianza impressionista nel raffigurare il loro soggetto, ma questo si differenzia da una caricatura che cerca di svelare il personaggio attraverso l'esagerazione delle caratteristiche fisiche. L'artista tenta in genere una rappresentazione oggettiva, come dichiarò Edward Burne-Jones "L'unica ammissibile espressione in un grande ritrattistica è quella di carattere e qualità morale, non vi è nulla di temporaneo, effimero o accidentale."
Nella maggior parte dei casi, questo si traduce in uno sguardo serio e labbra chiuse, raramente atteggiate ad un leggero sorriso. Come disse Charles Dickens "ci sono solo due stili nella pittura di ritratto:. Il serio e il sorriso affettato." Nonostante queste limitazioni, è possibile evidenziare una gamma completa di emozioni sottili, dalla tranquilla minaccia alla dolce soddisfazione. Tuttavia, con la bocca relativamente neutra, gran parte dell'espressione facciale deve essere creata attraverso gli occhi e le sopracciglia. Come autore e artista Gordon C. Aymar afferma "gli occhi sono il luogo in cui si guarda per le informazioni più complete, affidabili e pertinenti". E le sopracciglia possono registrare "quasi da sole, meraviglia, compassione, paura, dolore, cinismo, concentrazione, malinconia, dispiacere e attesa, in infinite variazioni e combinazioni."
La pittura ritrattistica può rappresentare il soggetto intero, a mezzo busto, testa e spalle (chiamato anche "busto") o testa, sia di profilo che di tre quarti o a faccia piena, con vari effetti di luce e ombra. Di tanto in tanto, gli artisti hanno creato ritratti con più visualizzazioni, come Anthony van Dyck nel Triplo ritratto di Carlo I. Ci sono anche alcuni ritratti dove la faccia del soggetto non è visibile. Il dipinto di Andrew Wyeth, Il mondo di Cristina (1948) ne è un famoso esempio, dove la posa della ragazza disabile, con la schiena rivolta allo spettatore, si integra con il contesto in cui si trova e trasmette l'interpretazione dell'artista.

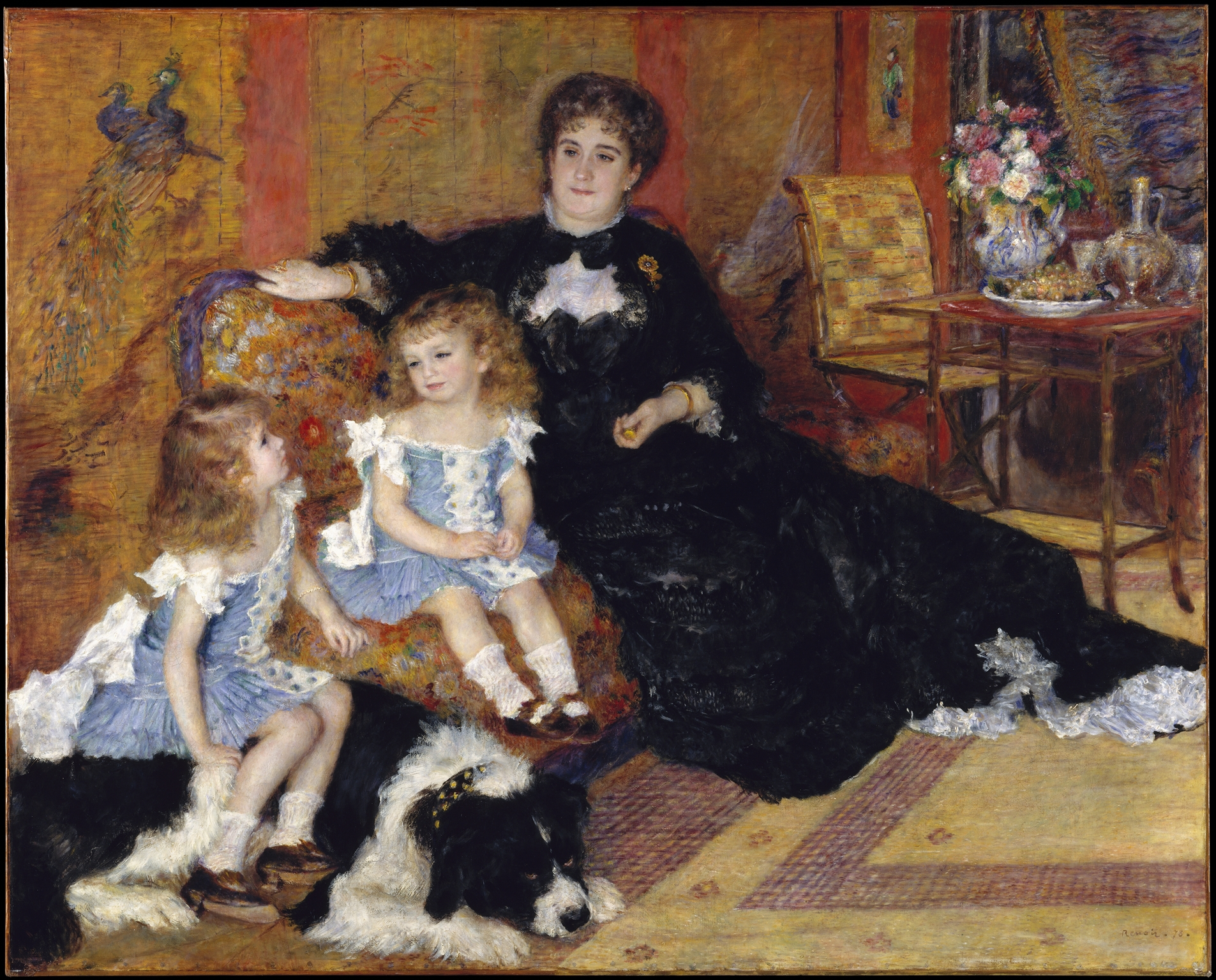
Mme. Charpentier e i suoi bambini, 1878, Metropolitan Museum of Art, New York

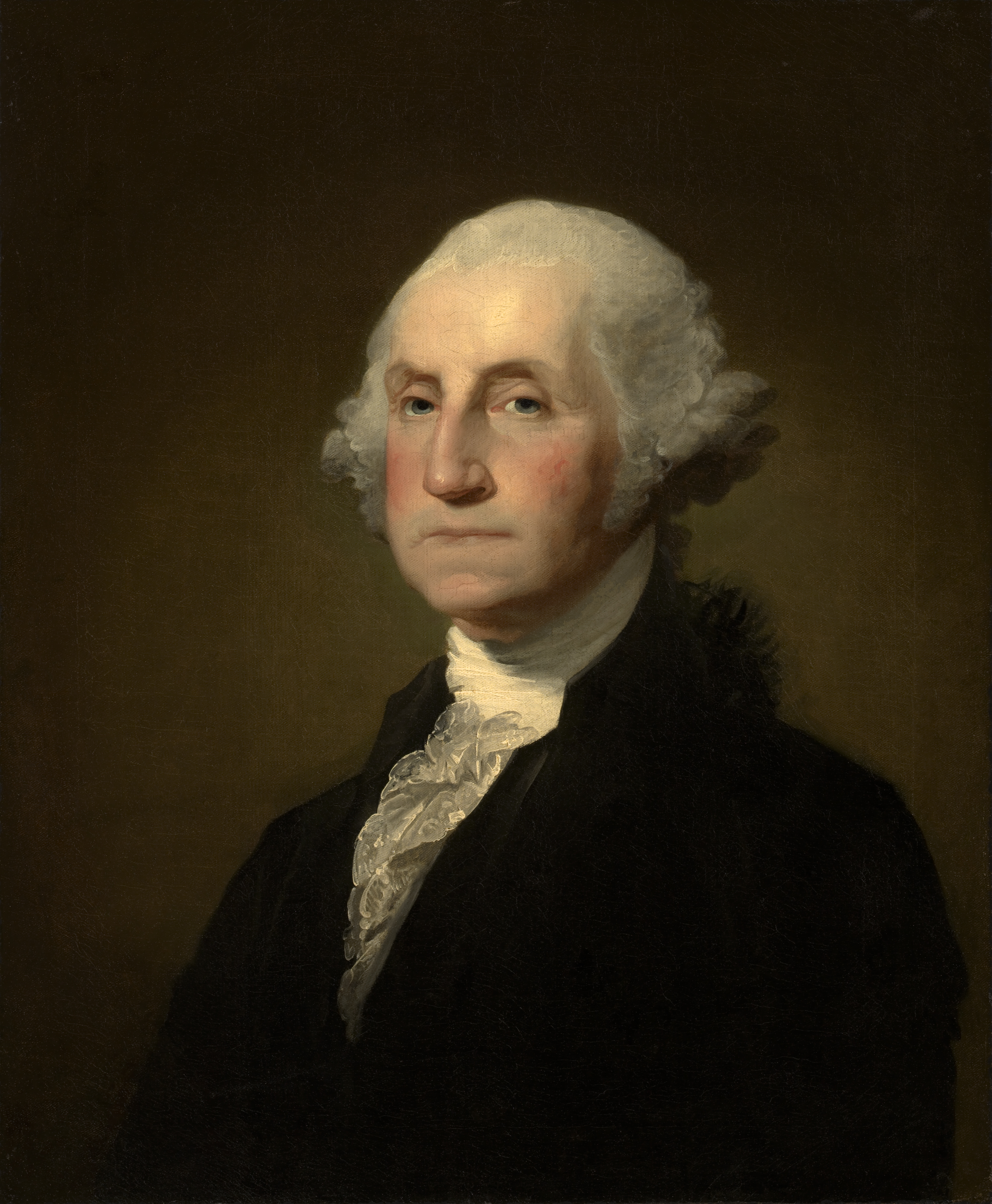
Gilbert Stuart, Ritratto di George Washington, c.1796

Tra le altre possibili variabili, il soggetto può essere vestito o nudo; in interno o in esterno; in piedi, seduto o reclinato; montato a cavallo. I ritratti possono essere di singoli, coppie, genitori e figli, famiglie o gruppi collegiali. Possono essere creati su vari supporti, tra cui oli, acquerello, china, matita, carboncino, pastello e tecnica mista. Gli artisti possono impiegare un'ampia gamma di colori, come Pierre-Auguste Renoir in Mme. Charpentier e i suoi bambini (1878) o limitarsi al bianco e nero, come Gilbert Stuart in Ritratto di George Washington (1796).
Talvolta, la dimensione complessiva del ritratto è una considerazione importante. Gli enormi ritratti di Chuck Close, creati per la visualizzazione in un museo, sono molto diversi dalla maggior parte dei ritratti progettati per adattarsi ad una casa o per essere trasportati facilmente dal cliente. Spesso, un artista prende in considerazione il luogo in cui il ritratto verrà posizionato ed i colori e lo stile del decoro circostante.
Creare un ritratto può richiedere molto tempo, normalmente diverse sedute del soggetto. Cézanne, caso estremo, obbligò a più di 100 sedute i suoi soggetti. Goya d'altra parte, preferiva una lunga seduta di un'intera giornata. La media è comunque di quattro. I ritrattisti, a volte, presentano ai loro soggetti un portfolio di disegni o foto da cui il soggetto seleziona una posa preferita, come usava fare Sir Joshua Reynolds. Alcuni, come Hans Holbein il Giovane facevano un disegno della faccia, quindi completavano con calma il resto del quadro senza la presenza del soggetto. Nel XVIII secolo era normale far passare un anno per completare un ritratto.
Gestire le aspettative e l'umore del soggetto è una seria preoccupazione per ogni ritrattista. Per quanto riguarda la fedeltà del ritratto all'aspetto del soggetto, i ritrattisti sono generalmente coerenti nel loro approccio. I clienti che avevano scelto Joshua Reynolds sapevano che avrebbero ricevuto un risultato lusinghiero, mentre quelli che si rivolgavano a Thomas Eakins sapevano di aspettarsi un realistico e spietato ritratto. Alcuni soggetti esprimono forti preferenze mentre altri lasciano all'artista ogni decisione. Oliver Cromwell notoriamente chiedeva che il suo ritratto non contenesse "tutte queste asperità, brufoli, verruche, e tutto ciò che vedi, altrimenti non pagherò mai un centesimo."
Dopo aver messo il soggetto a proprio agio, favorendo una posa naturale, l'artista studia il suo soggetto alla ricerca di quella espressione facciale, tra le tante, che soddisfi il suo concetto di essenza del soggetto. La postura è anche considerata con attenzione per rivelare lo stato emotivo e fisico del personaggio, come del resto l'abito. Per mantenere il soggetto impegnato e motivato, l'artista abile spesso tiene un contegno piacevole e adotta la conversazione. Élisabeth Vigée Le Brun invitava gli altri artisti ad adulare le donne e a complimentarsi per il loro aspetto per ottenere la loro cooperazione nel corso della seduta.
Centrale per il buon esito del ritratto è una padronanza completa dell'anatomia umana. I volti umani sono asimmetrici e gli abili ritrattisti li riproducono con sottili differenze tra la sinistra e la destra del viso. Gli artisti hanno bisogno di essere informati circa la struttura ossea e dei tessuti sottostanti per fare un ritratto convincente.

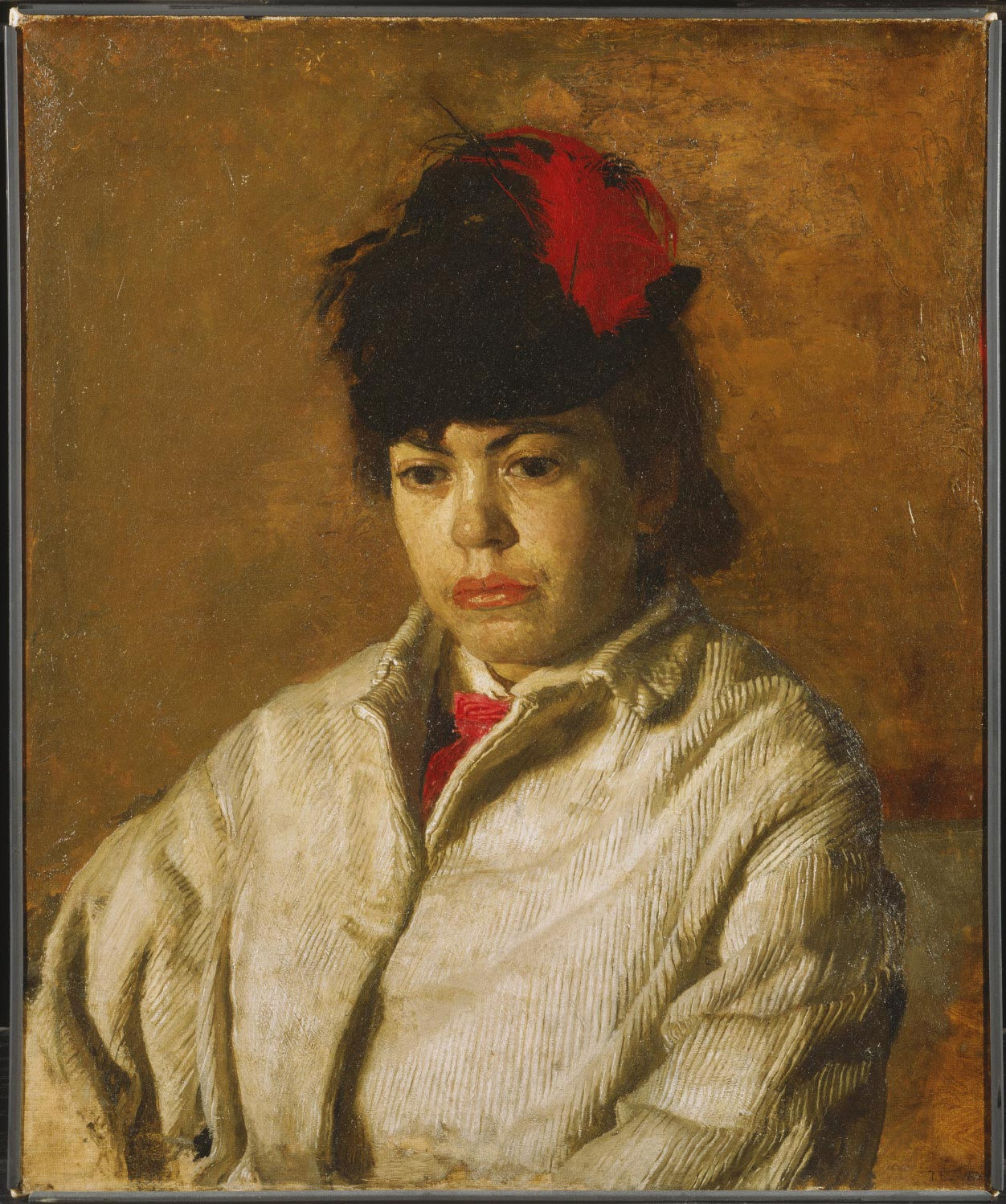
Margaret in costume da pattinaggio di Thomas Eakins.

Per composizioni complesse, l'artista può prima fare uno schizzo completo a matita, inchiostro, carboncino o olio, particolarmente utile se il tempo a disposizione del soggetto è limitato. In caso contrario, crea un abbozzo approssimativo delineandolo sulla tela a matita, carboncino o ad olio sottile. In molti casi, il volto viene completato prima e il resto in seguito. Nelle botteghe di molti dei grandi ritrattisti, il maestro faceva solo la testa e le mani, mentre l'abbigliamento e lo sfondo venivano completati dai principali apprendisti. C'erano anche specialisti esterni che gestivano gli elementi specifici come tendaggi e abbigliamento, come ad esempio Joseph van Aken Alcuni artisti in passato utilizzavano modelli o bambole per aiutare a stabilire ed eseguire la posa e l'abbigliamento. L'uso di elementi simbolici disposti intorno al soggetto (compresi i segni, oggetti di casa, animali e piante) era spesso utilizzato per codificare il dipinto con il carattere morale o religioso del soggetto, o con simboli che rappresentavano l'occupazione dello stesso, gli interessi o lo stato sociale. Lo sfondo poteva essere completamente nero e senza contenuto o una scena piena che poneva il soggetto nel suo ambiente sociale o ricreativo.
Gli autoritratti sono generalmente prodotti con l'aiuto di uno specchio e il risultato finale è un ritratto speculare, un'inversione di ciò che avviene in un ritratto normale quando soggetto e artista sono di fronte l'uno all'altro. In un autoritratto, un artista destrorso sembrerebbe essere in possesso di un pennello nella mano sinistra, a meno che l'artista non corregga deliberatamente l'immagine o utilizzi un secondo specchio mentre dipinge.

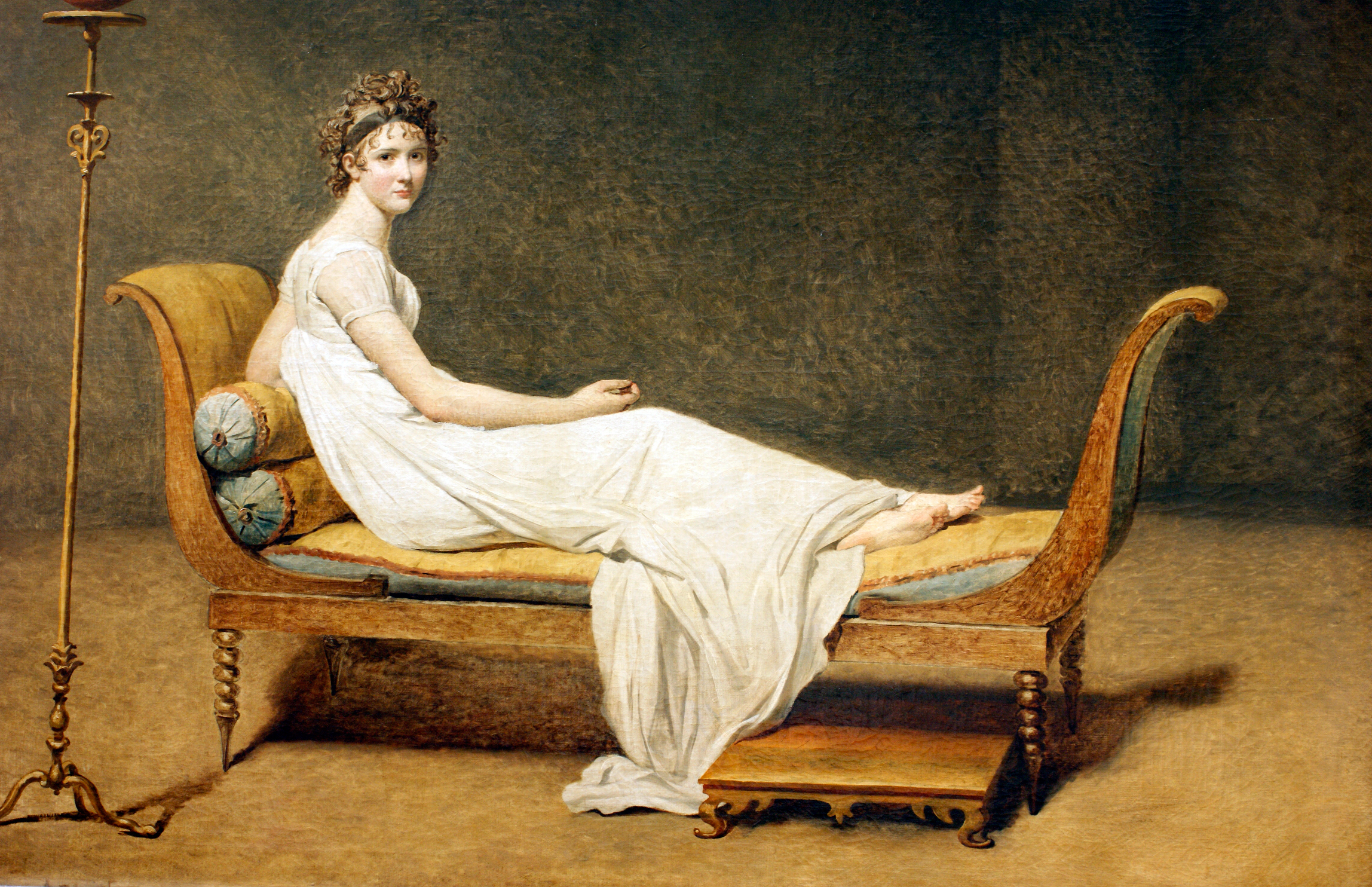
Jacques-Louis David, ritratto di Madame Récamier (1800), Museo del Louvre, Parigi

Di tanto in tanto, il cliente o la famiglia del cliente rimane insoddisfatta del ritratto risultante e l'artista ha l'obbligo di ritoccarlo, farlo meglio o ritirarsi dalla commissione senza essere pagato, subendo l'umiliazione del fallimento. Jacques-Louis David con il celebre ritratto di Madame Récamier, molto popolare nelle mostre, venne respinto dal soggetto, come era capitato a John Singer Sargent con il famigerato Ritratto di Madame X. Il ritratto a figura intera che John Trumbull realizzò del generale George Washington a Trenton venne respinto dalla commissione che lo aveva ordinato. Il famoso e permaloso Gilbert Stuart, una volta rispose, alla insoddisfazione di un cliente per il ritratto di sua moglie, "Mi hai portato una patata e ti aspettavi una pesca!"
Un ritratto di successo, tuttavia, può far guadagnare la gratitudine eterna di un cliente. Il conte Balthazar era così contento del ritratto di sua moglie, realizzato da Raffaello, che disse all'artista "La tua immagine ... da sola può alleggerire le mie pene. Quell'immagine è la mia gioia. Dirigo i miei sorrisi ad essa, è la mia gioia."

## Storia

### Antichità

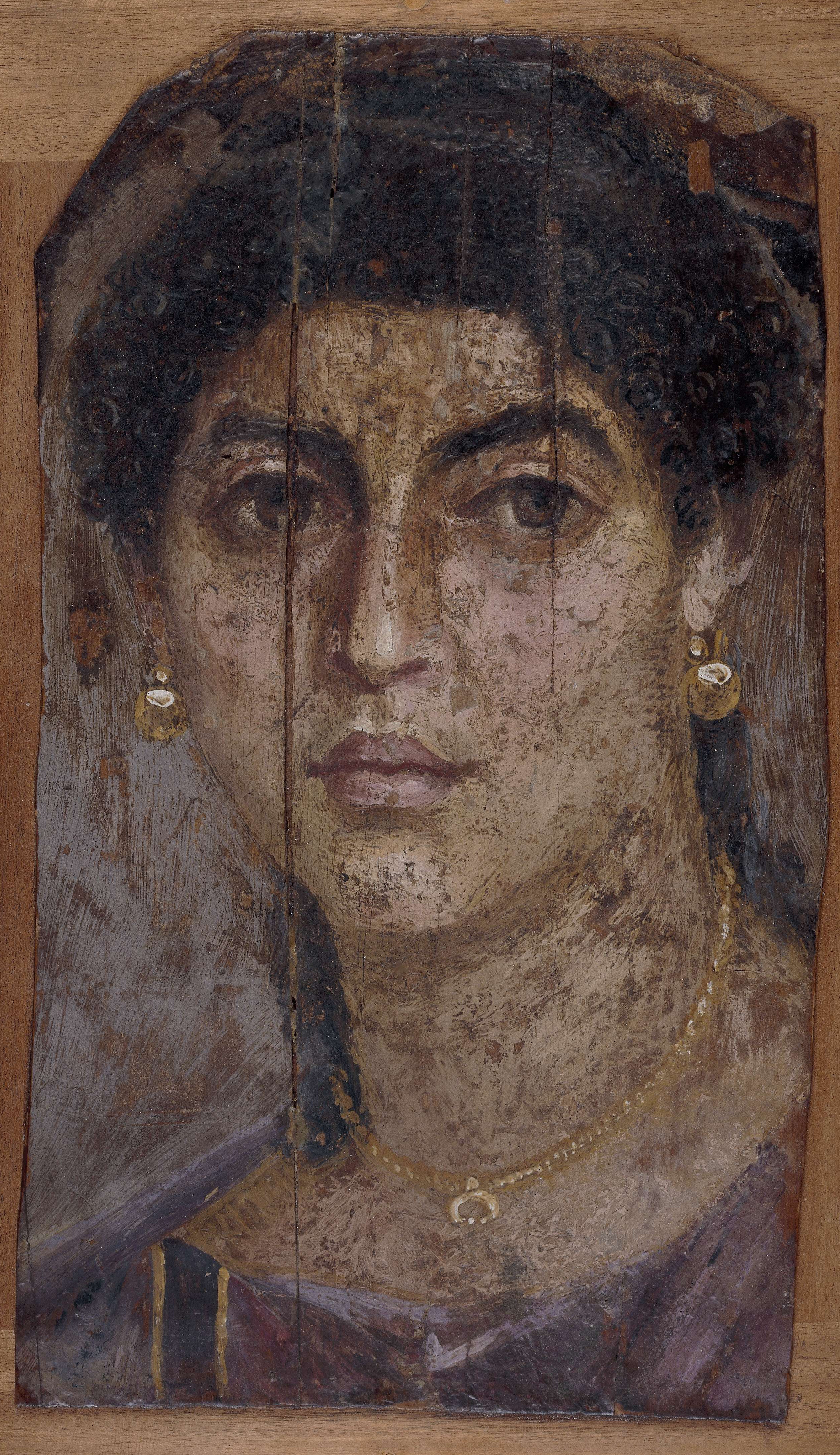
Ritratto funebre di donna, romano-egiziano

Le radici della ritrattistica vanno probabilmente trovate in epoca preistorica anche se alcune di queste opere sopravvivono ancora oggi. Nell'arte delle antiche civiltà della Mezzaluna Fertile, in particolare in Egitto, abbondano le raffigurazioni di governanti e dei. Tuttavia, la maggior parte sono state fatte in modo estremamente stilizzato e di profilo, di solito sulla pietra, sul metallo, sull'argilla, sul gesso o sul cristallo. La ritrattistica egiziana pose relativamente poco l'accento sulla somiglianza, almeno fino al tempo di Akhenaton nel XIV secolo a.C. 
Il ritratto in pittura di notabili in Cina risale probabilmente a prima del 1000 a.C., anche se nulla è sopravvissuto di quell'epoca. I ritratti cinesi esistenti risalgono a circa l'anno 1000.
Da testimonianze letterarie sappiamo che l'antica pittura greca, ritrattistica inclusa, spesso era estremamente precisa, se dobbiamo credere alle lodi degli scrittori, ma non ci sono giunti esempi di dipinti dell'epoca. Teste scolpite di governanti e personalità famose come Socrate sopravvivono in una certa quantità, assieme ai busti ellenistici di governanti impressi sulle monete, dimostrando che la ritrattistica greca potrebbe aver raggiunto una buona somiglianza e i soggetti erano raffigurati senza indulgere eccessivamente a lusinghe - i ritratti di Socrate mostrano il perché aveva la reputazione di essere brutto. I successori di Alessandro Magno iniziarono la pratica di aggiungere la sua testa (come figura divinizzata) nelle loro monete e ben presto utilizzarono anche la propria.
La ritrattistica romana adottò le tradizioni sia di quella etrusca che di quella greca, e sviluppò una forte tradizione, legata al loro uso religioso dei ritratti degli antenati e dei loro politici. Anche in questo caso, i pochi dipinti sopravvissuti, nei Ritratti del Fayyum, nella Tomba di Aline e nel Tondo severiano, tutti dall'Egitto sotto il dominio romano, sono produzioni chiaramente provinciali che riflettono lo stile greco piuttosto che quello romano, ma abbiamo una ricchezza di teste scolpite, tra cui molti ritratti provenienti da tombe della classe media e migliaia di tipi di ritratti nelle monete.
Gran parte dei ritratti dipinti pervenuti sono dipinti funebri sopravvissuti nel clima secco del distretto d'Egitto di Fayum (vedi figura in basso), che vanno dal II al IV secolo. Questi sono quasi gli unici dipinti del periodo romano che sono sopravvissuti, oltre agli affreschi, anche se è noto dagli scritti di Plinio il Vecchio che la pittura di ritratto era ben definita in epoca greca e praticata da artisti di entrambi i sessi. Al suo tempo, Plinio si lamentava dello stato di declino dell'arte ritrattistica romana: "La pittura di ritratti che è stata usata per trasmettere attraverso i secoli le somiglianze accurate delle persone, si è del tutto estinta ... l'indolenza ha distrutto le arti." Questi ritratti integrali dell'Egitto romano sono eccezioni fortunate. Essi presentano un senso un po' realistico delle proporzioni e dei dettagli individuali (anche se gli occhi sono generalmente di grandi dimensioni e l'abilità varia notevolmente da artista ad artista). I ritratti del Fayum sono stati dipinti su legno o avorio in cera e resina di colori (encausto) o a tempera, e inseriti nel bendaggio delle mummie per rimanere con il corpo nell'eternità.
Mentre la ritrattistica in se stessa diminuì a Roma, l'arte del ritratto fiorì nelle sculture romane, dove i soggetti richiedevano realismo, anche se poco lusinghiero. Nel corso del IV secolo dominò il ritratto scolpito a favore di un simbolo idealizzato di ciò che quella persona sembrava (confrontare i ritratti degli imperatori romani Costantino I e Teodosio I). Nella tarda antichità l'interesse per una somiglianza dell'individuo diminuì considerevolmente e la maggior parte dei ritratti sulle monete romane del tardo periodo e sui dittici consolari sono quasi non individualizzate, anche se allo stesso tempo l'arte paleocristiana stava evolvendo verso immagini abbastanza standardizzate per la raffigurazione di Gesù e le altre figure principali dell'arte cristiana, come ad esempio Giovanni Battista e San Pietro.

### Medioevo

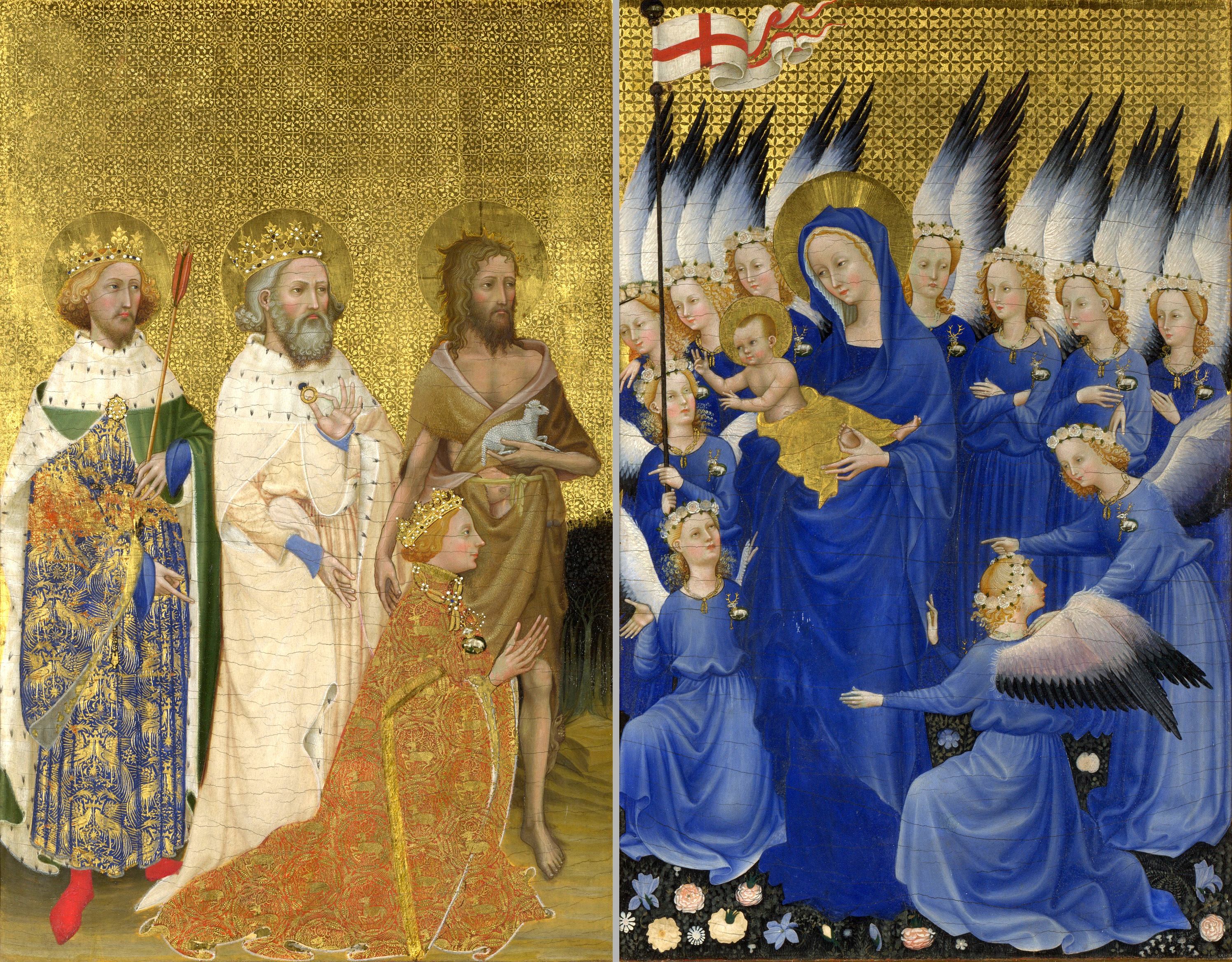
Dipinto di piccolo formato del Dittico Wilton per Riccardo II d'Inghilterra, c. 1400, con sfondo in oro e molto blu.

La maggior parte dei primi ritratti medievali erano ritratti del donatore, inizialmente soprattutto dei mosaici di papi a Roma e manoscritti miniati; un esempio è un autoritratto della scrittrice, mistica, scienziata, miniatrice e musicista Ildegarda di Bingen (1152). Anche nelle monete contemporanee c'era poca somiglianza. La pietra tombale si diffuse nell'arte romanica del periodo. Tra il 1350 e il 1400, le figure profane cominciarono a riapparire negli affreschi e nei dipinti su tavola, come ad esempio in Carlo IV riceve professione di fedeltà del Maestro Teodorico, e i ritratti raggiunsero somiglianze evidenti. Verso la fine del secolo, emersero in Borgogna e in Francia i primi ritratti a olio di individui contemporanei di pittura su tavola di piccole dimensioni, prima come profili, poi in altre viste. Il Dittico Wilton (circa 1400) è uno dei due pannelli superstiti del ritratto di Riccardo II d'Inghilterra, il primo re inglese per il quale abbiamo esempi contemporanei. I maggiori esponenti dei maestri primitivi fiamminghi del ritratto furono Jan van Eyck, Robert Campin e Rogier van der Weyden.

### Rinascimento

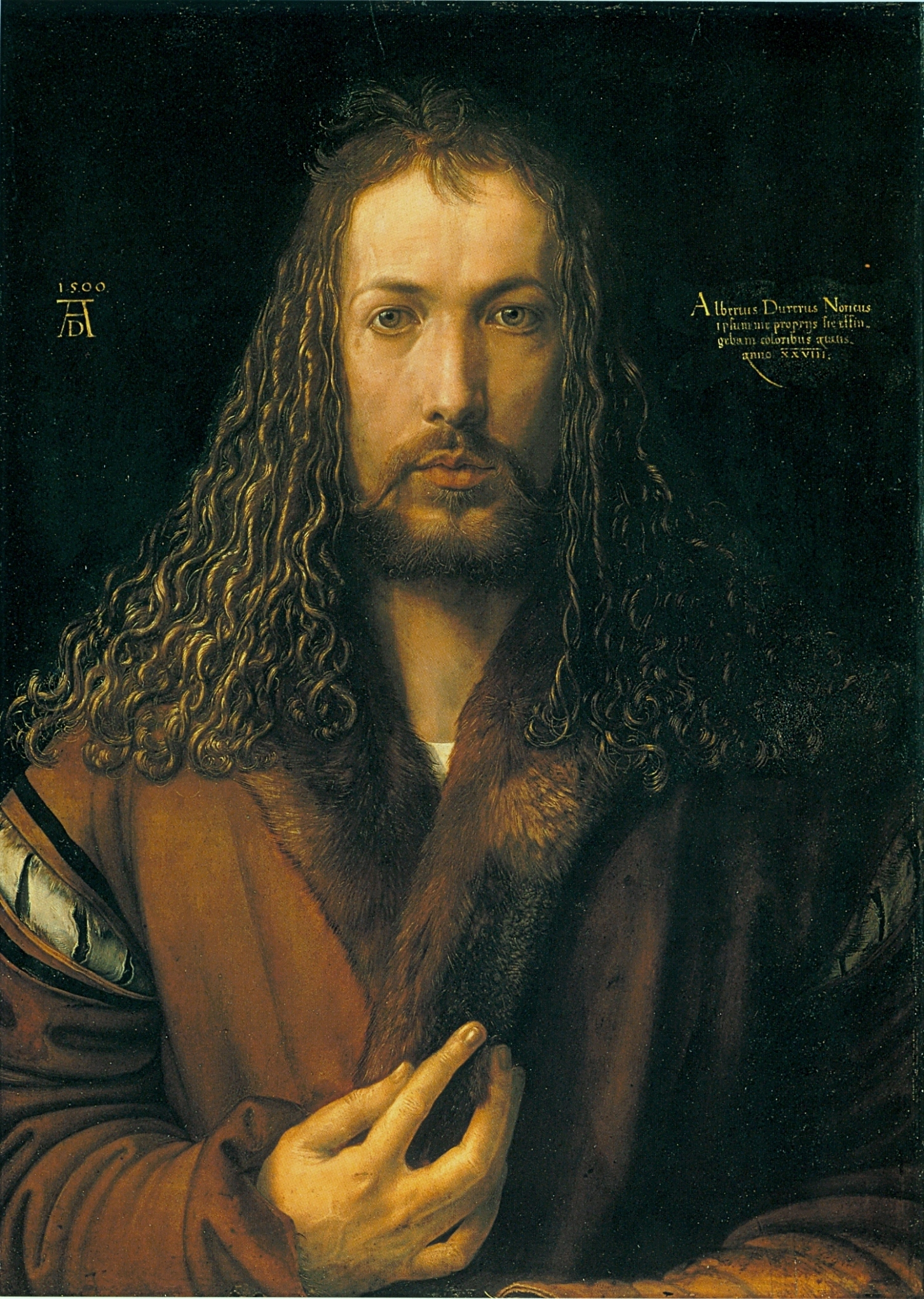
Albrecht Dürer, Autoritratto con pelliccia, 1500

Il Rinascimento segnò un punto di svolta nella storia della ritrattistica. Mostrando scarso interesse per il mondo naturale e in parte per le culture classiche dell'antica Grecia e Roma, i ritratti, sia dipinti che scolpiti, assunsero un ruolo importante nella società rinascimentale e vennero valutati come oggetti e raffigurazioni di successo terreno e status. La pittura, in generale, raggiunse un nuovo livello di equilibrio, armonia e comprensione, ed i più grandi artisti (Leonardo, Michelangelo e Raffaello) furono considerati "geni", molto al di sopra dello status di servitori della corte e della chiesa.
Molte innovazioni, nelle varie forme di ritrattistica, si evolvettero nel corso di questo fertile periodo. Ebbe inizio la tradizione del ritratto in miniatura che rimase popolare fino all'avvento della fotografia, sviluppando delle competenze dei pittori del manoscritto miniato. I ritratti di profilo, ispirati agli antichi medaglioni, erano particolarmente popolari in Italia tra il 1450 e il 1500. Le medaglie, con le loro immagini fronte-retro, ispirarono anche una moda di breve durata per quadri su due facciate nel primo Rinascimento. Sculture classiche, come l'Apollo del Belvedere, influenzarono la scelta di pose utilizzate dai ritrattisti del Rinascimento, pose che continuarono a rimanere in uso attraverso i secoli.
Gli artisti del Nord Europa aprirono la strada a ritratti realistici di soggetti laici. Il maggior realismo e il dettaglio degli artisti nordici, durante il XV secolo, fu dovuto in parte alle pennellate più fini e ad effetti possibili con i colori ad olio, mentre i pittori italiani e spagnoli usavano ancora la tempera. Tra i primi pittori a sviluppare la tecnica ad olio fu Jan van Eyck. I colori ad olio producevano maggior consistenza e gradi di spessore e potevano essere stratificati a più livelli, con l'aggiunta di strati sempre più spessi, uno sopra l'altro (noto ai pittori come grasso su magro). Inoltre, i colori ad olio asciugavano più lentamente, permettendo all'artista di apportare modifiche successive, come ad esempio alterando i dettagli del viso. Antonello da Messina fu uno dei primi italiani ad approfittare della pittura ad olio. Formatosi a Napoli intorno al 1450, dove entrò in contatto con i maestri fiamminghi collezionati dal nuovo Re Alfonso V d'Aragona, si stabilì a Venezia intorno al 1475 ed esercitò una grande influenza su Giovanni Bellini e la scuola italiana del nord. Nel corso del XVI secolo la pittura ad olio si diffuse in tutta Europa, consentendo una più sontuosa rappresentazione di abbigliamento e gioielli. A migliorare ulteriormente la qualità delle immagini provvide il passaggio dalla tavola di legno alla tela come supporto, a partire dall'Italia nella prima parte del XVI secolo, diffondendosi poi al Nord Europa nel corso del XVII secolo. La tela non aveva il problema delle screpolature connaturato al legno, teneva meglio i pigmenti e aveva bisogno di una preparazione inferiore, ma inizialmente era molto più scarsa rispetto al legno.
Nella fase iniziale, gli europei del nord abbandonarono la rappresentazione di profilo e iniziarono la produzione di ritratti di volume realistico e di prospettiva. Nei Paesi Bassi, Jan van Eyck era il principale ritrattista. Il Ritratto dei coniugi Arnolfini (1434, National Gallery, Londra) è un punto di riferimento dell'arte occidentale, uno dei primi esempi a tutta lunghezza del ritratto delle coppie, superbamente dipinto in colori ricchi e squisiti dettagli. Ma con altrettanta importanza si mise in mostra la tecnica di nuova concezione della pittura ad olio introdotta da van Eyck, che rivoluzionò l'arte e si diffuse in tutta Europa.

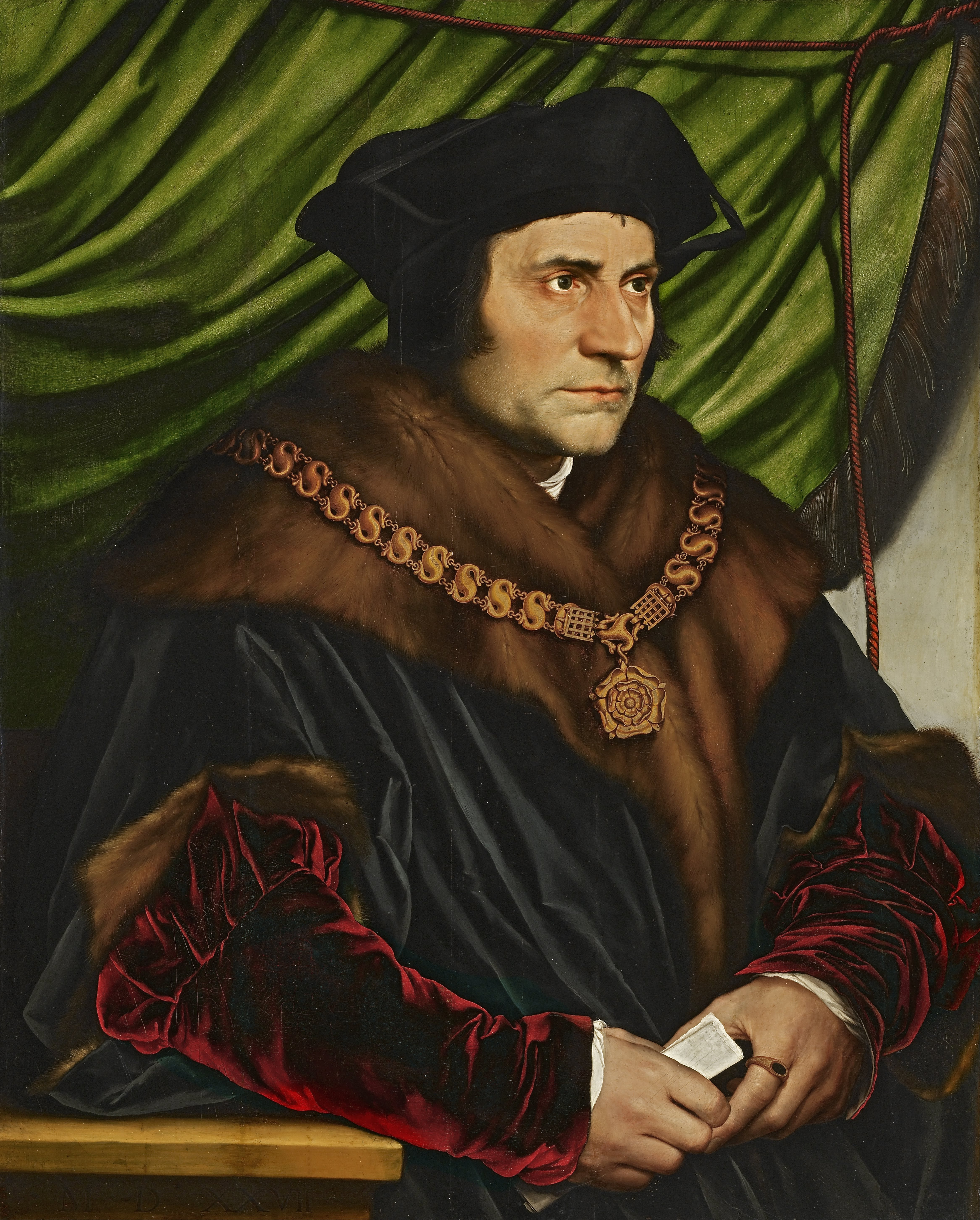
Hans Holbein il Giovane, Ritratto di Sir Thomas More, 1527

Tra i grandi ritrattisti tedeschi vi furono Lucas Cranach, Albrecht Dürer e Hans Holbein il Giovane che usarono la tecnica ad olio. Cranach fu uno dei primi artisti a dipingere delle figure intere a grandezza naturale su commissione, che divenne una tradizione da allora in poi. All'epoca l'Inghilterra non aveva ritrattisti di primo piano, e pittori come Holbein erano richiesti dagli inglesi. Il suo ritratto di Sir Thomas More (1527), il suo primo mecenate importante in Inghilterra, ha il realismo di una fotografia. Holbein ebbe grande successo con i dipinti della famiglia reale, compreso quello di Enrico VIII. Dürer fu un disegnatore eccezionale e uno dei primi grandi artisti a fare una serie di autoritratti, tra cui un dipinto del volto. Egli inserì il suo autoritratto (come spettatore) in molti dei suoi dipinti religiosi. Dürer iniziò a produrre autoritratti all'età di tredici anni. Successivamente, Rembrandt amplificò questa tradizione.
In Italia, Masaccio aprì la strada alla modernizzazione dell'affresco con l'adozione di una prospettiva più realistica. Filippo Lippi sviluppò i contorni nitidi e le linee sinuose e gli allievi di Raffaello estesero il realismo in Italia ad un livello molto più elevato, nei decenni successivi, con i loro affreschi monumentali. Durante questo periodo divenne popolare il ritratto di fidanzamento, una particolare specialità di Lorenzo Lotto. Nel primo Rinascimento, i ritratti erano generalmente piccoli e talvolta protetti da ante, battenti o scorrevoli.
Durante il Rinascimento, i fiorentini e la nobiltà milanese, in particolare, chiesero rappresentazioni più realistiche di se stessi. La sfida di creare convincenti viste complete e di tre quarti stimolò la sperimentazione e l'innovazione. Sandro Botticelli, Piero della Francesca, Domenico Ghirlandaio, Lorenzo di Credi, Leonardo e altri artisti ampliarono la loro tecnica con l'aggiunta della ritrattistica ai tradizionali soggetti religiosi e classici. Leonardo e Pisanello furono tra i primi artisti italiani ad aggiungere simboli allegorici ai loro ritratti laici.

Leonardo da Vinci, La Gioconda o Monna Lisa, 1503–1505/1507

Uno dei più bei ritratti del mondo occidentale è il dipinto intitolato La Gioconda di Leonardo da Vinci, dal personaggio rappresentato ritenuto essere Lisa del Giocondo, un membro della famiglia Gherardini di Firenze e moglie del ricco mercante di seta fiorentino Francesco del Giocondo. Il famoso "sorriso di Monna Lisa" è un eccellente esempio dell'applicazione dell'asimmetria ad un volto. Nel suo diario, Leonardo fornì dei consigli sulle qualità della luce nella pittura ritrattistica:
(Leonardo da Vinci)
Leonardo fu allievo del Verrocchio. Dopo esser diventato membro della gilda dei pittori, iniziò ad accettare commissioni personali. Grazie ai suoi molteplici interessi e in conformità con la sua mente scientifica, la sua produzione di disegni e studi preliminari fu immensa anche se la sua produzione artistica finale fu relativamente modesta. Tra gli altri suoi ritratti memorabili ci sono quelli delle nobildonne Ginevra de' Benci e Cecilia Gallerani.
I ritratti su commissione superstiti di Raffaello sono molto più numerosi di quelli di Leonardo e mostrano una maggiore varietà di pose, d'illuminazione e di tecnica. Invece di produrre innovazioni rivoluzionarie, la grande realizzazione di Raffaello fu quella di rafforzare e raffinare le correnti di evoluzione dell'arte rinascimentale. Fu particolarmente esperto nei ritratti di gruppo. Il suo capolavoro La scuola di Atene è uno dei più famosi affreschi, contenente i ritratti di Leonardo, Michelangelo, Bramante e Raffaello stesso, sotto le spoglie di filosofi antichi. Esso non fu però il primo ritratto di gruppo di artisti. Decenni prima, Paolo Uccello aveva dipinto un gruppo di artisti comprendente Giotto, Donatello, Antonio Manetti e Brunelleschi. Via via che aumentava la sua fama, Raffaello divenne il ritrattista preferito dei papi. Mentre molti artisti rinascimentali accettarono con entusiasmo commissioni di ritratti, alcuni artisti le rifiutarono, in particolare il rivale di Raffaello, Michelangelo, che invece intraprese l'enorme commissione della Cappella Sistina.
A Venezia, intorno al 1500, Gentile e Giovanni Bellini dominarono il genere della pittura ritrattistica ricevendo commissioni dalle più alte cariche dello Stato. Il ritratto di Bellini del doge Loredan è considerato come uno dei più bei ritratti del Rinascimento e dimostra l'abile padronanza, da parte dell'artista, della tecnica pittorica appena arrivata (pittura ad olio). Bellini fu anche uno dei primi artisti in Europa a firmare le sue opere, anche se raramente ne indicò la data. Nel tardo XVI secolo, Tiziano assunse lo stesso ruolo, in particolare ampliando la varietà di pose dei suoi soggetti regali. Tiziano fu forse il primo grande ritrattista di bambini. Dopo Tiziano, morto di peste, Tintoretto e Veronese divennero i pittori veneziani preminenti che aiutarono la transizione al manierismo italiano. I manieristi contribuirono con numerosi ritratti eccezionali che enfatizzavano la ricchezza materiale con pose eleganti e complesse, come nelle opere di Agnolo Bronzino e Jacopo da Pontormo. Il Bronzino creò la sua fama nel ritrarre la famiglia Medici. Il suo audace ritratto di Cosimo I de' Medici, mostra il sovrano austero nella sua armatura con un occhio diffidente che guarda alla sua estrema destra, in netto contrasto con la maggior parte dei dipinti regali che mostravano i loro soggetti come sovrani benevoli. El Greco, che studiò a Venezia per dodici anni, andò in una direzione più estrema dopo il suo ritorno in Spagna, sottolineando la sua "visione interiore" del personaggio, fino al punto di diminuire la realtà dell'aspetto fisico. Uno dei migliori ritrattisti italiani del XVI secolo fu Sofonisba Anguissola di Cremona, che inserì un maggior livello di complessità nei ritratti, sia individuali che di gruppo.
La ritrattistica di corte in Francia iniziò quando il fiammingo Jean Clouet dipinse la somiglianza opulenta di Francesco I di Francia intorno al 1525. Re Francesco era un grande mecenate degli artisti e un avido collezionista d'arte che invitò Leonardo da Vinci a vivere in Francia durante i suoi anni più tardi. La Gioconda rimase in Francia dopo la sua morte.

### Barocco e Rococò

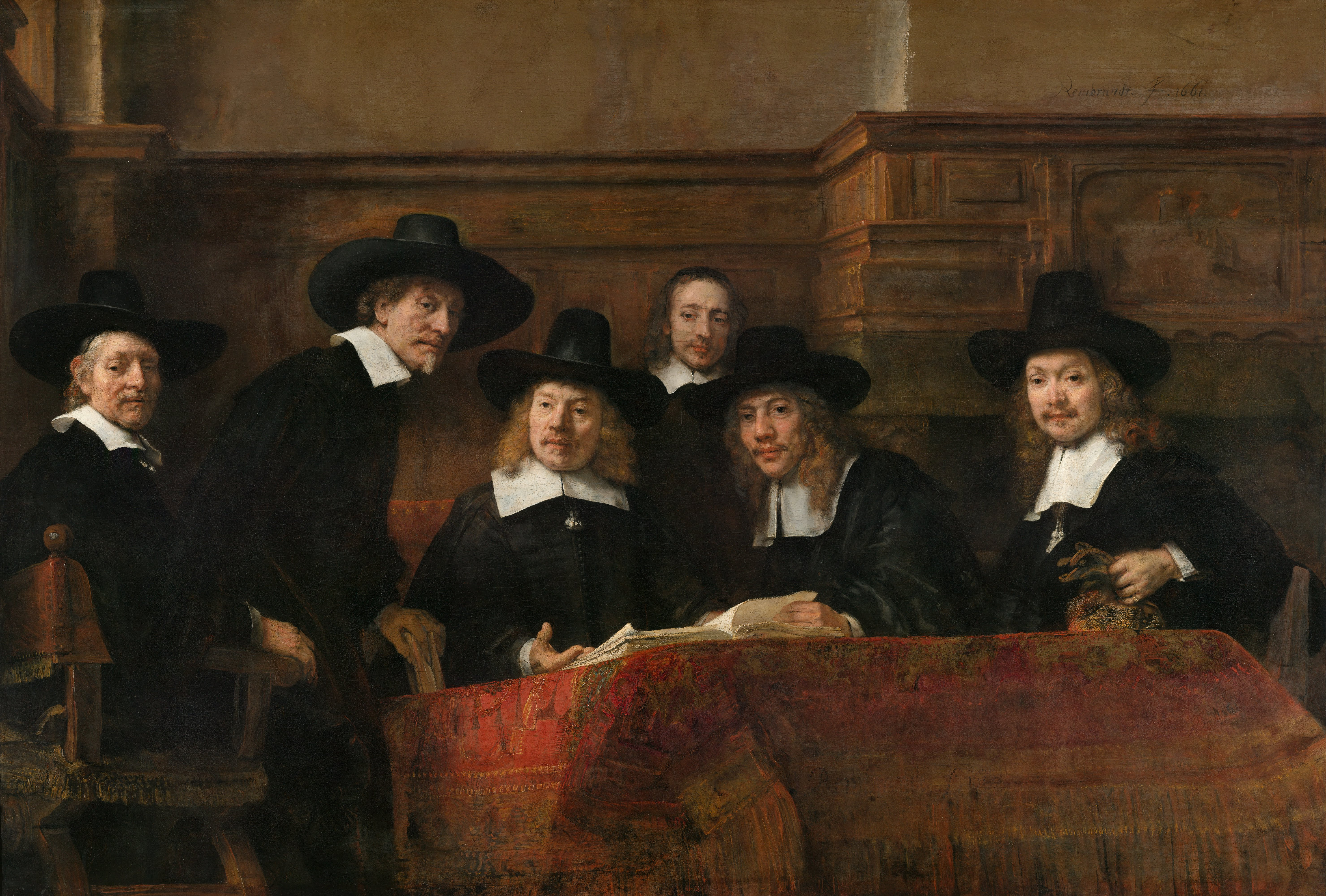
Rembrandt ritratto di gruppo, I sindaci della gilda dei tessitori, 1662.

Durante l'epoca del barocco e del rococò (XVII e XVIII secolo rispettivamente), i ritratti divennero ancora più importanti per evidenziare lo status e la posizione di un personaggio. In una società dominata sempre più dai laici nelle potenti corti europee, le immagini di figure riccamente vestite erano un mezzo per affermare l'autorità delle persone importanti. I pittori fiamminghi Anthony van Dyck e Peter Paul Rubens eccellevano in questo tipo di ritrattistica, mentre Jan Vermeer produsse ritratti per lo più della classe media, sul lavoro e nelle attività domestiche. L'autoritratto di Rubens e della sua prima moglie (1609) nei loro abiti di nozze è un esempio virtuoso di ritratto di coppia. La fama di Rubens si estese oltre la sua arte, visto che fu uomo di corte, diplomatico, collezionista d'arte e uomo d'affari di successo. Il suo studio era uno dei più ampi di quel tempo, impiegando specialisti di natura morta, paesaggio, pittura di animali e scene di genere, oltre al ritratto. Van Dyck vi fece apprendistato per due anni. Carlo I d'Inghilterra si affidò prima a Rubens e poi chiamò van Dyck che nominò suo pittore di corte, conferendogli il titolo di cavaliere e lo status di cortigiano. Van Dyck adottò i metodi di produzione di Rubens e le sue competenze negli affari, ma anche i suoi modi eleganti e l'aspetto. Secondo le fonti "Vestiva sempre magnificamente, aveva una servitù numerosa e una nobile tavola, nel suo appartamento, che pochi principi erano meglio serviti." In Francia, Hyacinthe Rigaud dominò più o meno allo stesso modo, come notevole cronista della famiglia reale, dipingendo i ritratti di cinque re francesi.
Una delle innovazioni dell'arte rinascimentale fu la migliore resa delle espressioni facciali per evidenziare le diverse emozioni. In particolare, il pittore olandese Rembrandt esplorò le molte espressioni del volto umano, divenendo uno dei principali autoritrattisti (ne realizzò più di 60 nella sua vita). Questo interesse per il volto umano favorì la creazione delle prime caricature, accreditata all'Accademia Carracci, gestita dai pittori della famiglia Carracci nel tardo XVI secolo a Bologna (vedi Annibale Carracci).

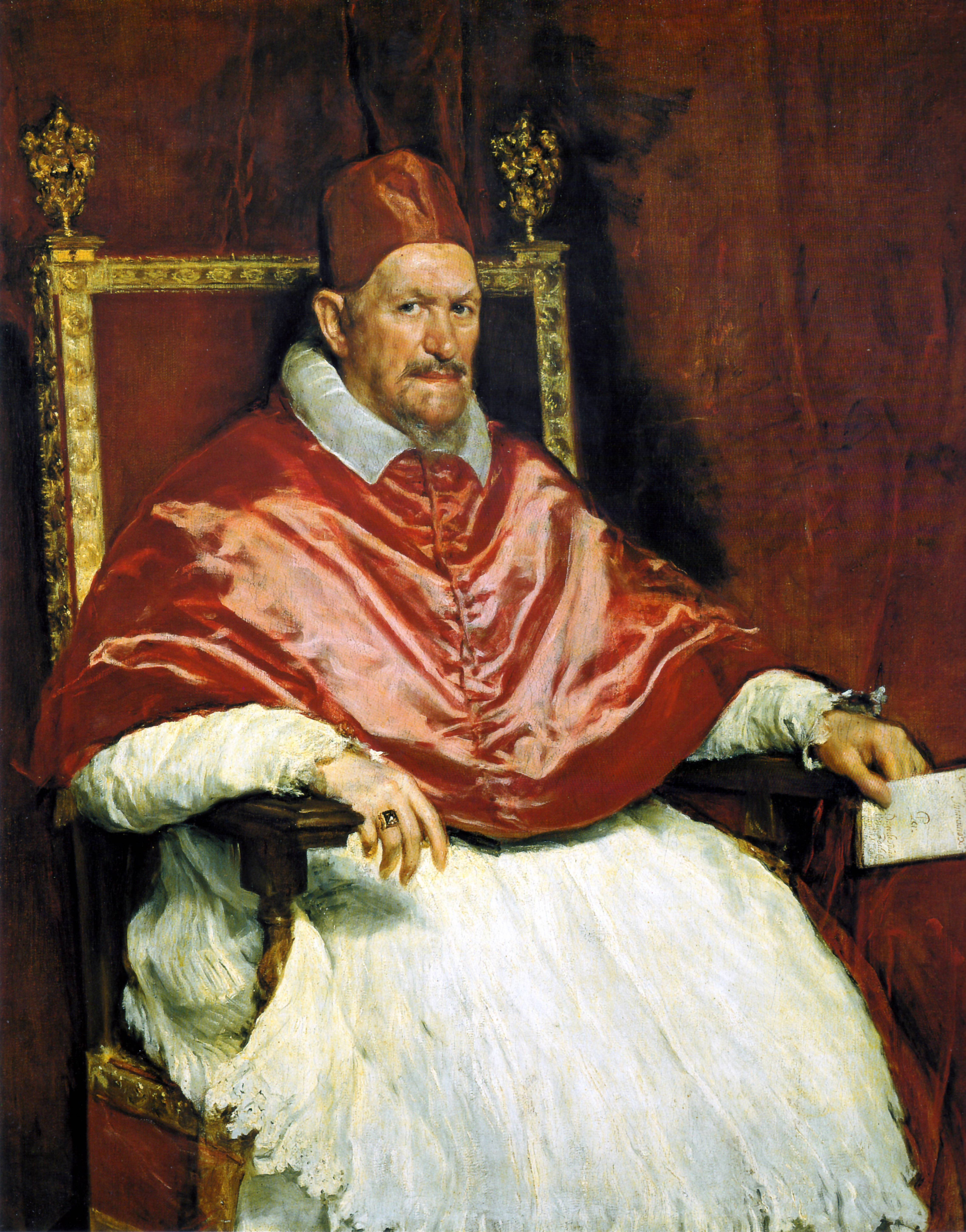
Velázquez, Papa Innocenzo X, c. 1650, Galleria Doria Pamphilj, Roma.

I ritratti di gruppo vennero prodotti in gran numero durante il periodo barocco, in particolare nei Paesi Bassi. A differenza del resto d'Europa, gli artisti olandesi non ricevettero commissioni dalla Chiesa calvinista, che aveva vietato tali immagini, ne dall'aristocrazia che era praticamente inesistente. Invece, le commissioni provenivano da associazioni civiche e imprese. Il pittore olandese Frans Hals usò pennellate fluide di colori vivaci per ravvivare i suoi ritratti di gruppo, compresi quelli delle guardie civili di cui faceva parte. Rembrandt beneficiò notevolmente di tali commissioni e del generale apprezzamento dell'arte da parte di clienti borghesi, che sostennero la ritrattistica come la natura morta e il paesaggio. Inoltre, i primi significativi mercanti d'arte e rivenditori fiorirono in Olanda in quel periodo.
Con l'abbondanza di domanda, Rembrandt fu in grado di sperimentare la tecnica e la composizione non convenzionale, come ad esempio il chiaroscuro. Evidenziò queste innovazioni, introdotte da maestri italiani come Caravaggio, in particolare nella sua famosa Ronda di notte (1642). Lezione di anatomia del dottor Tulp (1632) è un altro esempio della maestria di Rembrandt nei dipinti di gruppo, nel quale mette il cadavere in piena luce per attirare l'attenzione al centro del dipinto, mentre l'abbigliamento e lo sfondo si fondono nel nero, facendo spiccare le facce del chirurgo e degli studenti. Fu anche il primo quadro che Rembrandt firmò con il suo nome completo.
In Spagna, Diego Velázquez dipinse Las Meninas (1656), uno dei più famosi ed enigmatici ritratti di gruppo di tutti i tempi. Esso commemora l'artista ed i bambini della famiglia reale spagnola, e a quanto pare i soggetti sono la coppia reale che è vista solo come riflessa in uno specchio. Esordendo come pittore di genere, Velázquez salì rapidamente alla ribalta come pittore di corte di Filippo IV, eccellendo nell'arte del ritratto e in particolare, estendendo la complessità dei ritratti di gruppo.
Gli artisti rococò, che erano particolarmente interessati alla decorazione ricca e complessa, furono padroni del ritratto raffinato. La loro attenzione ai dettagli del vestire e alla consistenza, aumentò l'efficacia dei ritratti come testimonianze della ricchezza mondana, come evidenziato da François Boucher nel famoso ritratto di Madame de Pompadour vestita in abiti di seta fluttuanti.

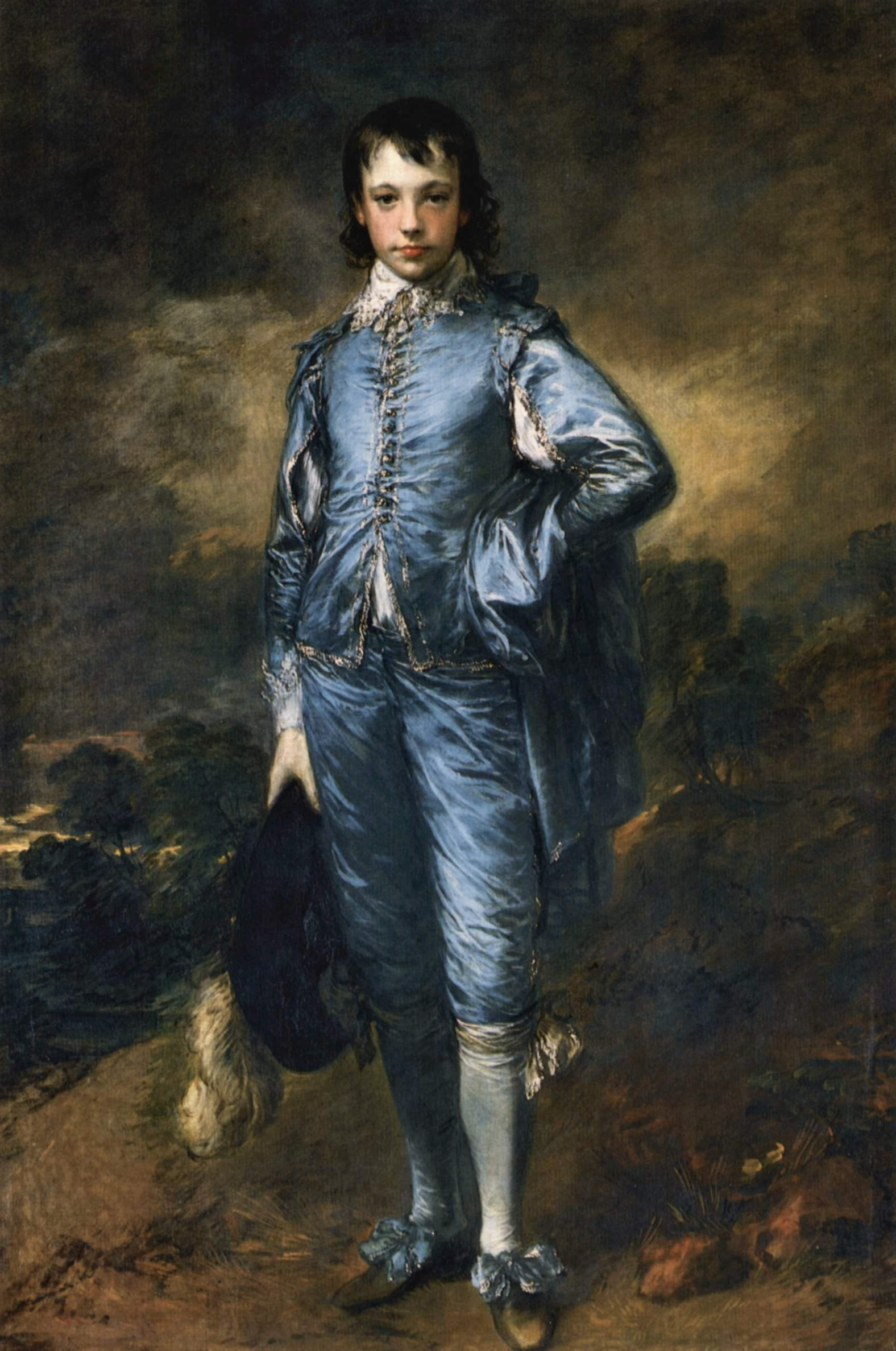
Thomas Gainsborough, Il ragazzo in azzurro, 1770 circa, Huntington Library, San Marino (California)

I primi grandi ritrattisti nativi della scuola britannica furono i pittori inglesi Thomas Gainsborough e Sir Joshua Reynolds, che erano anche specializzati nell'abbigliare i loro soggetti in modo accattivante. Il dipinto di Gainsborough, Blue Boy è uno dei più famosi e riconosciuti ritratti di tutti i tempi, dipinto ad olio con pennellate molto lunghe e sottili per ottenere l'effetto scintillante del vestito blu. Gainsborough è anche noto per gli sfondi molto elaborati dei suoi ritratti.
I due artisti britannici avevano opinioni opposte su come utilizzare gli assistenti. Reynolds li impiegava regolarmente (a volte facendo solo il 20 per cento della pittura), mentre Gainsborough raramente ne fece uso. A volte un cliente chiedeva un impegno all'artista, come fece Sir Richard Newdegate con il ritrattista Peter Lely (successore di van Dyck in Inghilterra), il quale promise che il ritratto sarebbe stato "realizzato, dall'inizio alla fine, esclusivamente con le mie mani." Diversamente dall'esattezza impiegata dai maestri fiamminghi, Reynolds riassunse il suo approccio alla ritrattistica affermando che, "la grazia e, possiamo aggiungere, la somiglianza, consiste più nel prendere l'atmosfera generale, piuttosto che osservare l'esatta similitudine di ogni caratteristica". Altro artista di primo piano in Inghilterra fu William Hogarth, che osò resistere ai metodi convenzionali introducendo tocchi di umorismo nei suoi ritratti. Il suo "Autoritratto con Pug" è chiaramente più di una spiritosaggine sul suo animale domestico in un dipinto auto indulgente.
Nel XVIII secolo le pittrici guadagnarono nuova importanza, in particolare nel campo della ritrattistica. Notevoli artiste furono la pittice francese Élisabeth Vigée Le Brun, l'artista italiana del pastello, Rosalba Carriera e la svizzera Angelica Kauffman. Anche in quel secolo, prima dell'invenzione della fotografia, le miniature, dipinte con incredibile precisione e spesso racchiuse in medaglioni in oro o smaltati, furono molto apprezzate.
Negli Stati Uniti d'America, John Singleton Copley, che aveva studiato alla raffinata scuola britannica, divenne il pittore più apprezzato nei ritratti in miniatura, con le sue immagini iper realistiche di Samuel Adams e Paul Revere. Copley è anche noto per i suoi sforzi nell'unire la ritrattistica con l'arte, accademicamente più venerata, della pittura storica, che tentò di applicare nei suoi ritratti di gruppo di famosi militari. Altrettanto famoso fu Gilbert Stuart che dipinse oltre 1.000 ritratti e fu particolarmente noto per la sua ritrattistica presidenziale. Stuart dipinse oltre 100 ritratti di George Washington. Egli lavorava in maniera molto rapida impiegando pennellate meno dettagliate e più morbide rispetto a Copley, per catturare l'essenza dei suoi soggetti. A volte faceva diverse versioni di un soggetto, per consentire al cliente di scegliere la preferita. Celebre per i suoi toni rosei delle guance, Stuart scrisse "la carne è come nessun'altra sostanza sotto il cielo. Ha tutta l'allegria di un negozio di seta, senza il suo sfarzo di brillantezza e tutta la morbidezza del vecchio mogano, senza la sua tristezza." Altri ritrattisti statunitensi di spicco dell'epoca coloniale furono John Smibert, Thomas Sully, Ralph Earl, John Trumbull, Benjamin West, Robert Feke, James Peale, Charles Willson Peale e Rembrandt Peale.

### XIX secolo

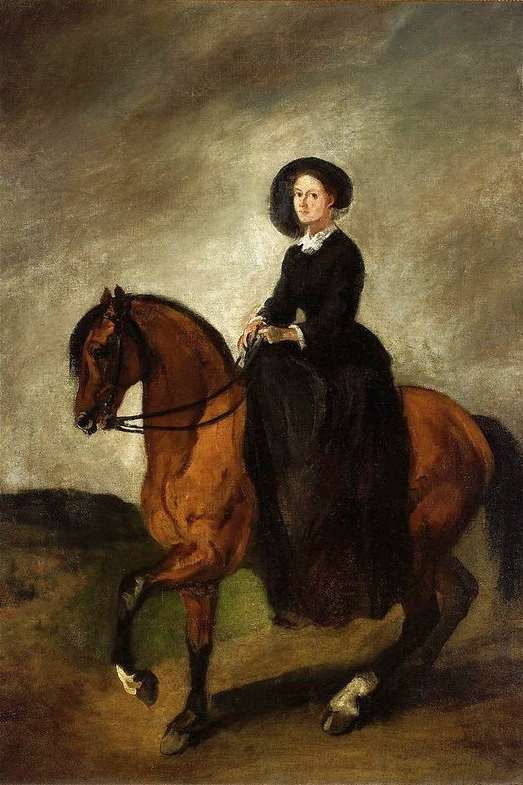
Piotr Michałowski, La figlia dell'artista, 1853 circa, Museo nazionale di Varsavia

Tra la fine del XVIII secolo e l'inizio del XIX, gli artisti del neoclassicismo continuarono la tradizione di dipingere soggetti abbigliati all'ultima moda che, per le donne dell'epoca, significava abiti diafani derivati da antichi abbigliamenti greci e romani. Gli artisti utilizzarono la luce diretta per definire la consistenza e la semplice rotondità dei volti e delle membra. I pittori francesi Jacques-Louis David e Jean-Auguste-Dominique Ingres dimostrarono il loro virtuosismo in questa tecnica simile al disegno e un occhio acuto nel cogliere le atmosfere. Ingres, allievo di David, si distinse per i suoi ritratti in cui figurava uno specchio dietro il soggetto, per simulare una vista posteriore dello stesso. Il suo ritratto di Napoleone sul trono imperiale è un tour de force di ritrattistica regale (vedi galleria di immagini sotto).
Gli artisti romantici che operarono durante la prima metà del XIX secolo, dipinsero ritratti ispitati a personalità, belle donne e soggetti agitati, con vivaci pennellate e luci drammatiche, a volte lunatiche. Gli artisti francesi Eugène Delacroix e Théodore Géricault dipinsero ritratti particolarmente pregiati di questo tipo, soprattutto di focosi cavalieri. Un notevole esempio di artista del periodo romantico in Polonia, che praticava un ritratto di cavalieri, fu Piotr Michałowski (1800-1855). Da segnalare anche la serie di ritratti di pazienti mentali di Géricault (1822-1824). Il pittore spagnolo Francisco de Goya dipinse alcune delle più ricercate e provocatorie immagini di quel periodo, tra cui La maja desnuda (c. 1797-1800), nonché celebri ritratti di corte di Carlo IV.

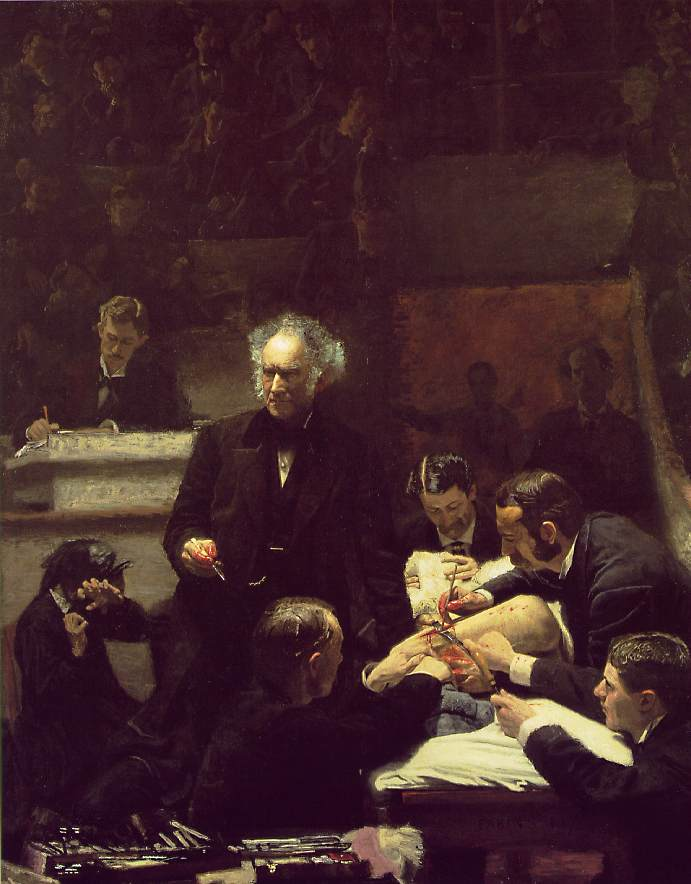
Thomas Eakins, La clinica Gross, 1875

Gli artisti del realismo del XIX secolo, come ad esempio Gustave Courbet, crearono ritratti oggettivi raffiguranti persone della classe media e inferiore. Dimostrando il suo romanticismo, Courbet dipinse diversi autoritratti che mostravano se stesso in vari stati d'animo ed espressioni. Altro pittore francese del realismo fu Honoré Daumier che produsse molte caricature di suoi contemporanei. Henri de Toulouse-Lautrec ritrasse diversi artisti teatrali, come Jane Avril, catturando le loro emozioni. Il pittore francese Édouard Manet, fu un importante artista transizionale che operò tra realismo e impressionismo. Fu un ritrattista di intuizione e tecnica eccezionali, con il suo dipinto di Stéphane Mallarmé che è un buon esempio del suo stile di transizione. Il suo contemporaneo Edgar Degas fu principalmente un realista e il suo dipinto La famiglia Bellelli è una rappresentazione perspicace di una famiglia infelice e uno dei suoi migliori ritratti.
Negli Stati uniti, Thomas Eakins fu il maggior ritrattista, portando il realismo ad un nuovo livello di franchezza, in particolare con i suoi due ritratti di chirurghi al lavoro, così come quelli di atleti e musicisti in azione. In molti ritratti, come nel Ritratto della signora Edith Mahon, Eakins trasmette con coraggio le emozioni poco lusinghiere di dolore e malinconia.

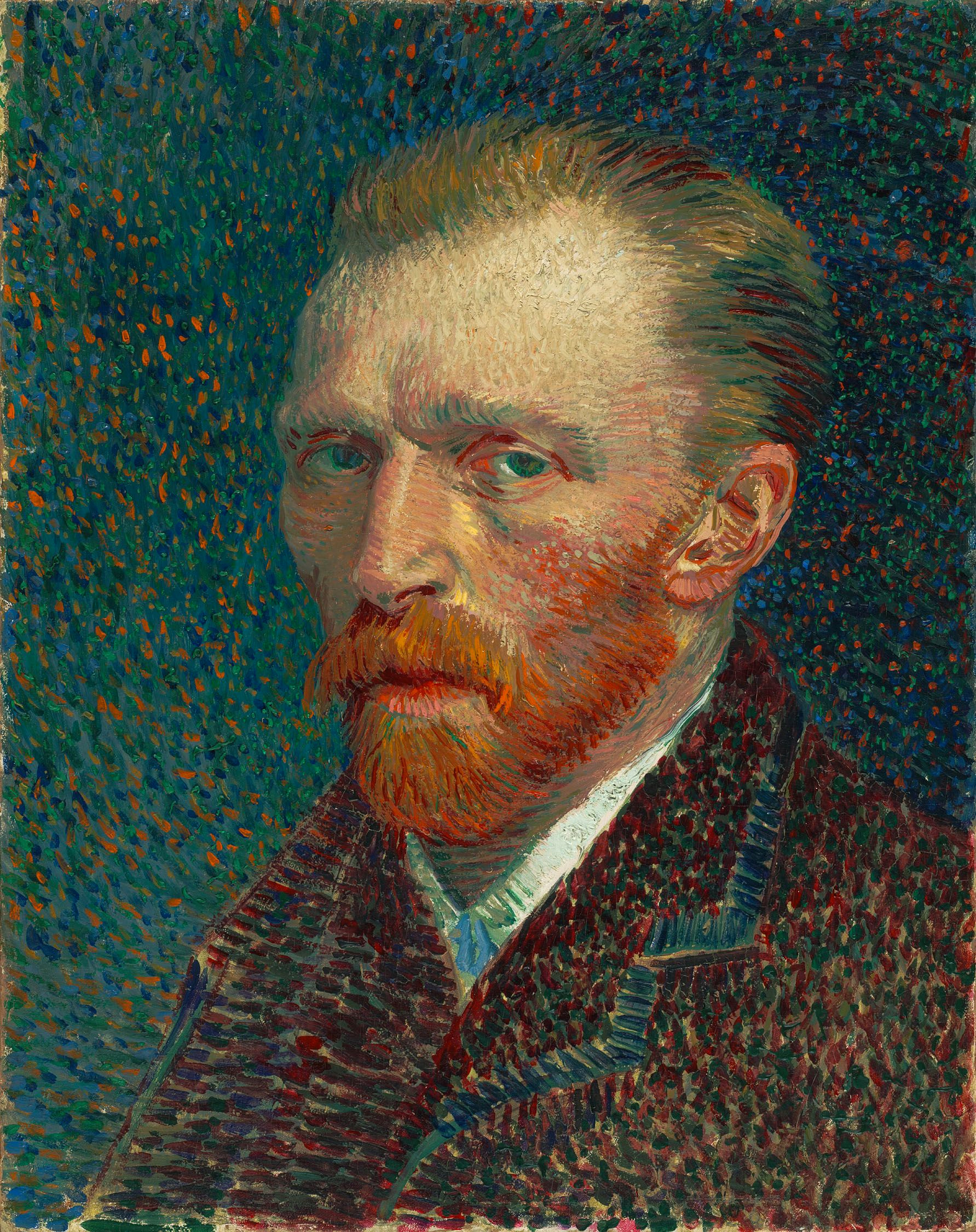
Vincent van Gogh, Autoritratto, 1887

I realisti, per lo più, diedero strada all'impressionismo a partire dagli anni 1870. In parte a causa dei loro magri redditi, molti degli impressionisti utilizzarono la famiglia e gli amici come loro modelli, e dipinsero gruppi intimi e figure singole, sia all'aperto che in interni luminosi. Celebri per le loro superfici scintillanti e ricche di tocchi di vernice, i ritratti degli impressionisti sono spesso disarmantemente intimi ed accattivanti. I pittori francesi Claude Monet e Pierre-Auguste Renoir crearono alcune delle immagini più popolari di singoli e gruppi di soggetti. L'artista statunitense Mary Cassatt, che studiò e lavorò in Francia, è popolare ancora oggi per i suoi coinvolgenti dipinti di madri e bambini, così come Renoir. Paul Gauguin e Vincent van Gogh, entrambi postimpressionisti, dipinsero ritratti di persone che conoscevano, con tocchi vorticosi di colore, ma non necessariamente lusinghieri. Essi sono altrettanto, se non di più, celebri per i loro possenti autoritratti.
John Singer Sargent operò a cavallo di due secoli ma respinse palesemente sia l'impressionismo che il postimpressionismo. Fu il maggior ritrattista di successo della sua epoca, utilizzando una tecnica per lo più realistica, spesso effusa con l'uso brillante del colore. Fu altrettanto adatto a ritratti individuali che di gruppo, in particolare delle famiglie della classe superiore. Sargent nacque a Firenze da genitori statunitensi, studiò in Italia, in Germania e a Parigi ed è considerato l'ultimo grande esponente della tradizione del ritratto britannico a cominciare da Van Dyck. Un altro ritrattista statunitense di primo piano, che studiò all'estero, fu William Merritt Chase. La pittrice della società statunitense, Cecilia Beaux chiamata la "donna Sargent", nacque da padre francese, studiò all'estero e ottenne il successo in patria usando i metodi tradizionali. Un altro ritrattista simile a Sargent, per la sua tecnica lussureggiante, fu il parigino di origine italiana Giovanni Boldini, un amico di Degas e Whistler.
Statunitense di nascita e artista internazionale, James Abbott McNeill Whistler fu a contatto con gli artisti europei e dipinse alcuni ritratti eccezionali, il più famoso dei quali fu Disposizione in grigio e nero, madre dell'artista (1871), noto anche come Madre di Whistler. Anche nei suoi ritratti, come nei paesaggi tonali, Whistler voleva che i suoi spettatori si concentrassero sulla disposizione armonica di forme e colori. Whistler utilizzò una tavolozza tenue per creare i suoi effetti, sottolineando bilanciamento del colore e tonalità delicate. Disse "come la musica è la poesia del suono, così la pittura è la poesia della vista e l'oggetto non ha nulla a che fare con l'armonia del suono o del colore." Forma e colore furono anche al centro dei ritratti di Cézanne, mentre il colore ancora più estremo e il colpo di pennello dominano i ritratti di André Derain e Henri Matisse.
La diffusione della fotografia, nel XIX secolo, ebbe un effetto significativo sulla ritrattistica, soppiantando la precedente camera oscura che era stata anche utilizzata come ausilio nella pittura. Molti modernisti affollarono gli studi fotografici per avere dei loro ritratti, tra cui Baudelaire che, pur proclamando la fotografia una "nemica dell'arte", si trovò attratto dalla franchezza e dal potere della fotografia. Fornendo un'alternativa a basso costo, la fotografia soppiantò gran parte del livello più basso del ritratto. Alcuni artisti realisti, come ad esempio Thomas Eakins e Edgar Degas, furono entusiasti della macchina fotografia e la ritennero un utile ausilio alla composizione. Dagli impressionisti in avanti, i ritrattisti trovarono una miriade di modi per reinterpretare il ritratto al fine di competere efficacemente con la fotografia. Sargent e Whistler furono tra coloro che vennero stimolati ad espandere la loro tecnica per creare effetti che la macchina fotografica non poteva catturare.

### XX secolo
Altri artisti degli inizi del XX secolo ampliarono il repertorio della ritrattistica verso nuove direzioni. L'artista del fauvismo, Henri Matisse, produsse potenti ritratti utilizzando colori non naturali, anche sgargianti, per i toni della pelle. Cézanne invocò forme altamente semplificate nei suoi ritratti, evitando il dettaglio pur sottolineando gli accostamenti di colore. Lo stile unico dell'austriaco Gustav Klimt gli fece applicare motivi bizantini e oro ai suoi memorabili ritratti. Il suo allievo Oskar Kokoschka fu un importante ritrattista dell'alta società viennese. Il prolifico artista spagnolo Pablo Picasso dipinse molti ritratti, comprese immagini cubiste delle sue amanti, nei quali la verosimiglianza del soggetto è grossolanamente distorta per ottenere un effetto emozionale che va al di là della normale caricatura. 
Una straordinaria ritrattista della fine del XX secolo, legata all'impressionismo francese, fu Olga Boznańska (1865-1940).
I pittori espressionisti fornirono alcuni degli studi psicologici più inquietanti e interessanti mai prodotti. Artisti tedeschi come Otto Dix e Max Beckmann produssero notevoli esempi di ritrattistica espressionista. Beckmann fu un autoritrattista prolifico, producendo almeno ventisette dipinti di se stesso. Amedeo Modigliani dipinse molti ritratti nel suo stile dalle forme allungate, che svalutò la "persona interna" a favore di rigorosi studi di forma e di colore. Per contribuire al raggiungimento di ciò, eliminò l'enfasi degli occhi normalmente espressivi e delle sopracciglia, fino al punto da creare fessure annerite e semplici archi.
L'arte britannica fu rappresentata dai vorticisti che dipinsero alcuni ritratti notevoli nella prima parte del XX secolo. Il pittore dadaista Francis Picabia eseguì numerosi ritratti nel suo stile unico. Inoltre i ritratti di Tamara de Lempicka ottennero successo nell'era dell'Art déco con le loro curve snelle, ricche di colori e angoli acuti. Negli Stati Uniti Robert Henri e George Bellows furono raffinati ritrattisti (negli anni 1920 e 1930) della scuola realista americana. Max Ernst produsse un esempio di ritratto moderno collegiale con il suo dipinto del 1922, Tutti gli amici insieme.
Un contributo significativo allo sviluppo della pittura ritrattistica del 1930-2000 venne dato dagli artisti russi, che operarono principalmente nelle tradizioni del realismo e della pittura figurativa. Tra di loro occorre segnalare Isaak Brodskij, Nikolaj Fešin, Abram Archipov e altri.
La produzione del ritratto in Europa (esclusa la Russia) e nelle Americhe in generale, diminuì negli anni 1940 e 1950, a causa del crescente interesse per l'astrattismo e l'arte non figurativa. Un'eccezione, tuttavia, fu rappresentata da Andrew Wyeth che operò come maggior artista statunitense del ritratto realista. Con Wyeth, il realismo, anche se palese, è secondario alle qualità tonali e all'umore dei suoi dipinti. Questo è ben dimostrato dalla sua serie simbolo di dipinti noti come le immagini di Helga, il più grande gruppo di ritratti di una sola persona realizzato da un artista importante (247 studi della sua vicina di casa Helga Testorf, vestita e nuda, in ambienti diversi, dipinti durante il periodo 1971-1985).
Dagli anni 1960 e 1970, ci fu una rinascita della ritrattistica. Artisti britannici come Lucian Freud (nipote di Sigmund Freud) e Francis Bacon produssero dipinti importanti. I ritratti di Bacon sono notevoli per la loro qualità da incubo. Nel maggio 2008, il ritratto di Freud del 1995 Benefits Supervisor Sleeping venne venduto all'asta da Christie's a New York per $ 33,6 milioni stabilendo un record mondiale per valore di vendita di un dipinto di un artista vivente. Molti artisti americani contemporanei, come Andy Warhol, Alex Katz e Chuck Close, hanno reso il volto umano un punto focale delle loro opere. Il dipinto di Warhol di Marilyn Monroe è un esempio iconico. La specialità di Close erano gli enormi ritratti, iper realistici con teste grandi quanto tutta una parete, sulla base di immagini fotografiche. Jamie Wyeth continua nella tradizione realista del padre Andrew, producendo famosi ritratti i cui soggetti spaziano dai presidenti ai maiali.

## Galleria d'immagini

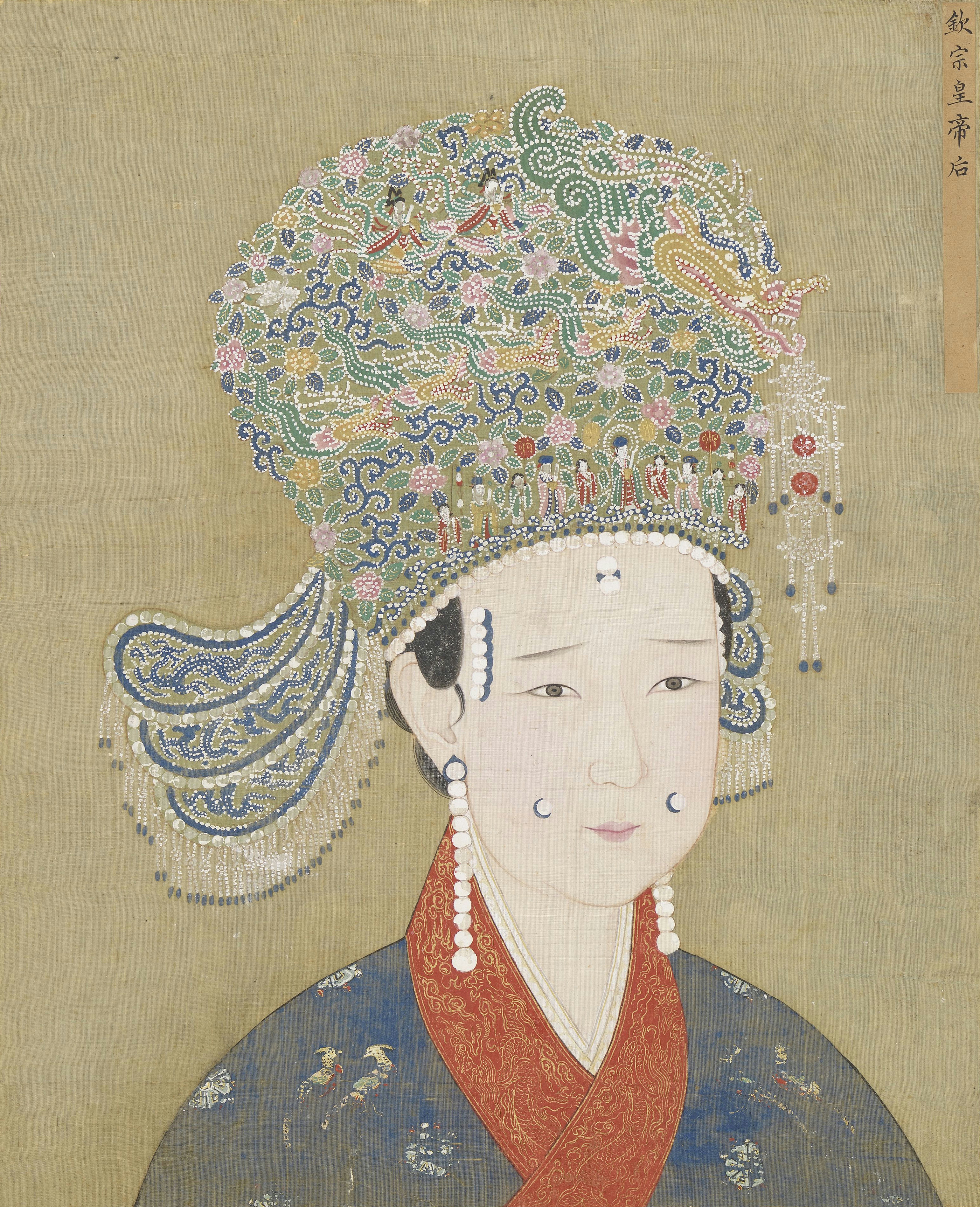
Ritratto di corte dell'imperatrice Renhuai (1016–1079) (moglie dell'imperatore Qinzong Song) della dinastia Song, Cinese
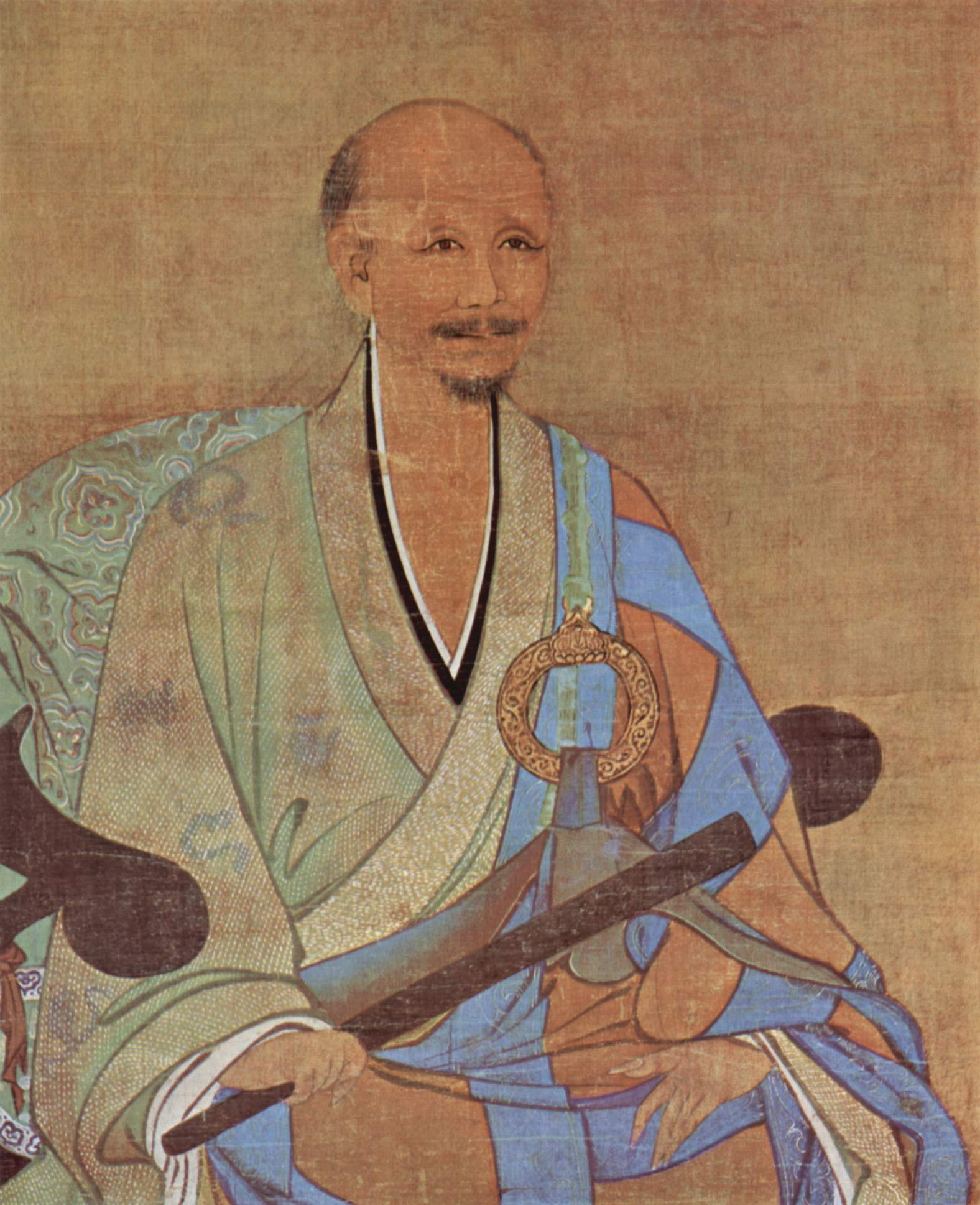
Ritratto del buddhista Zen Wuzhun Shifan, 1238, Cinese
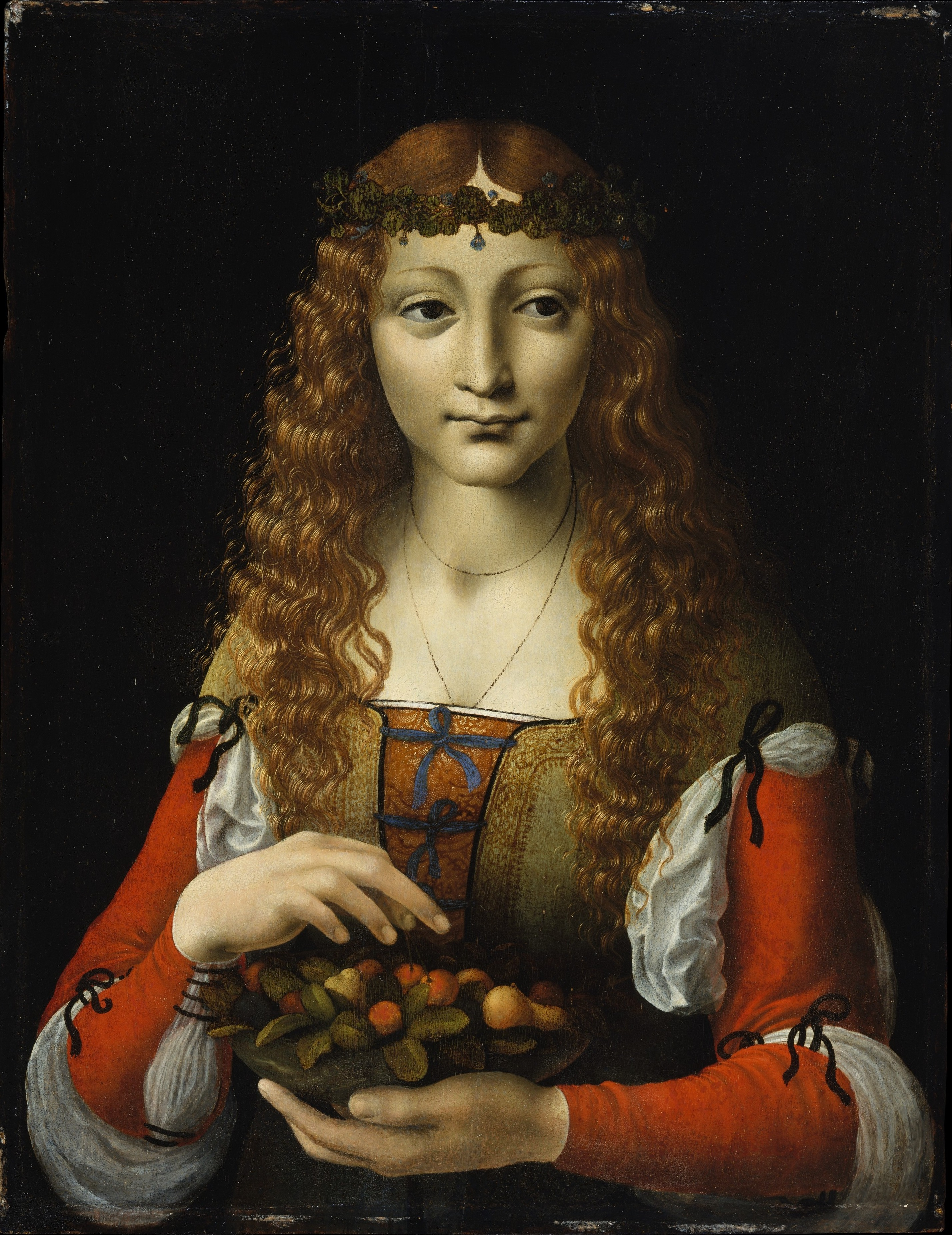
Giovane ragazza con ciliegie Ambrogio de Predis circa 1491–95
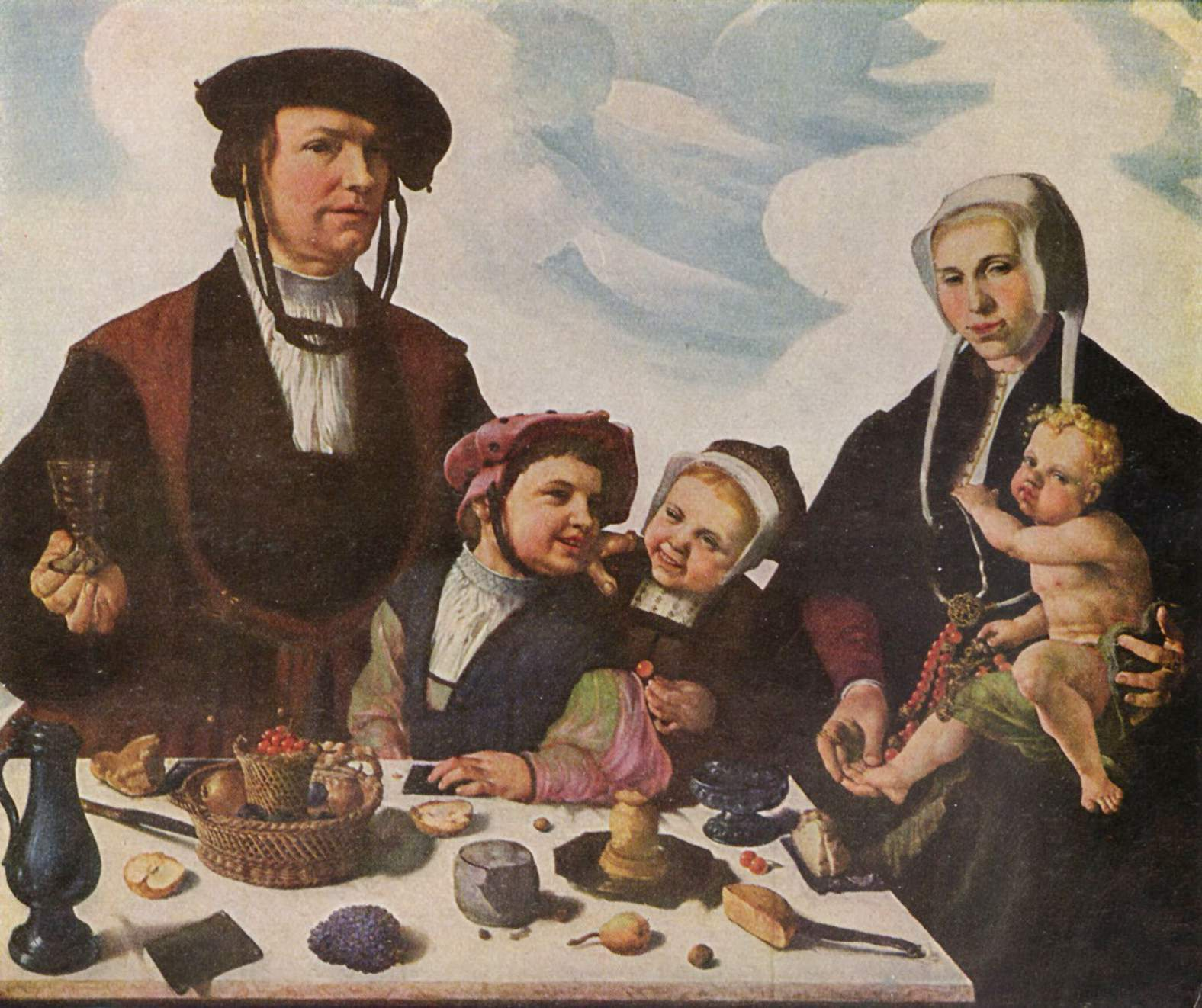
Maarten van Heemskerck (1498–1574), Famiglia di Pieter Jan Foppesz, prima del c.1532, considerato il primo ritratto di famiglia della pittura olandese.
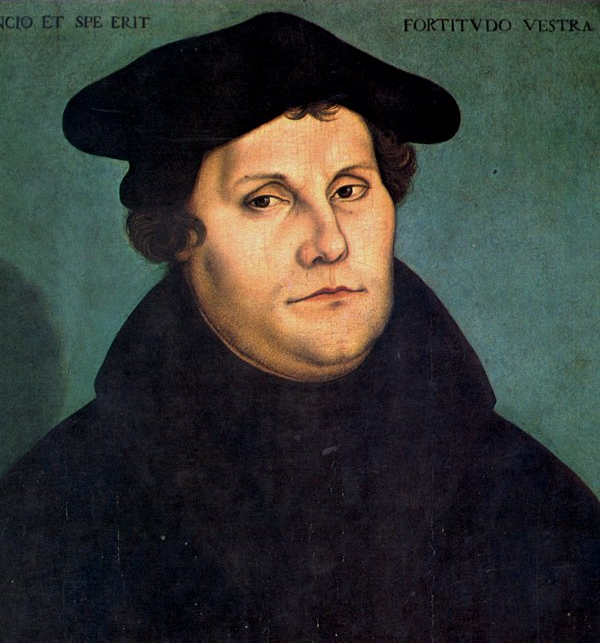
Lucas Cranach il Vecchio, Ritratto di Martin Lutero, 1529, Galleria degli Uffizi
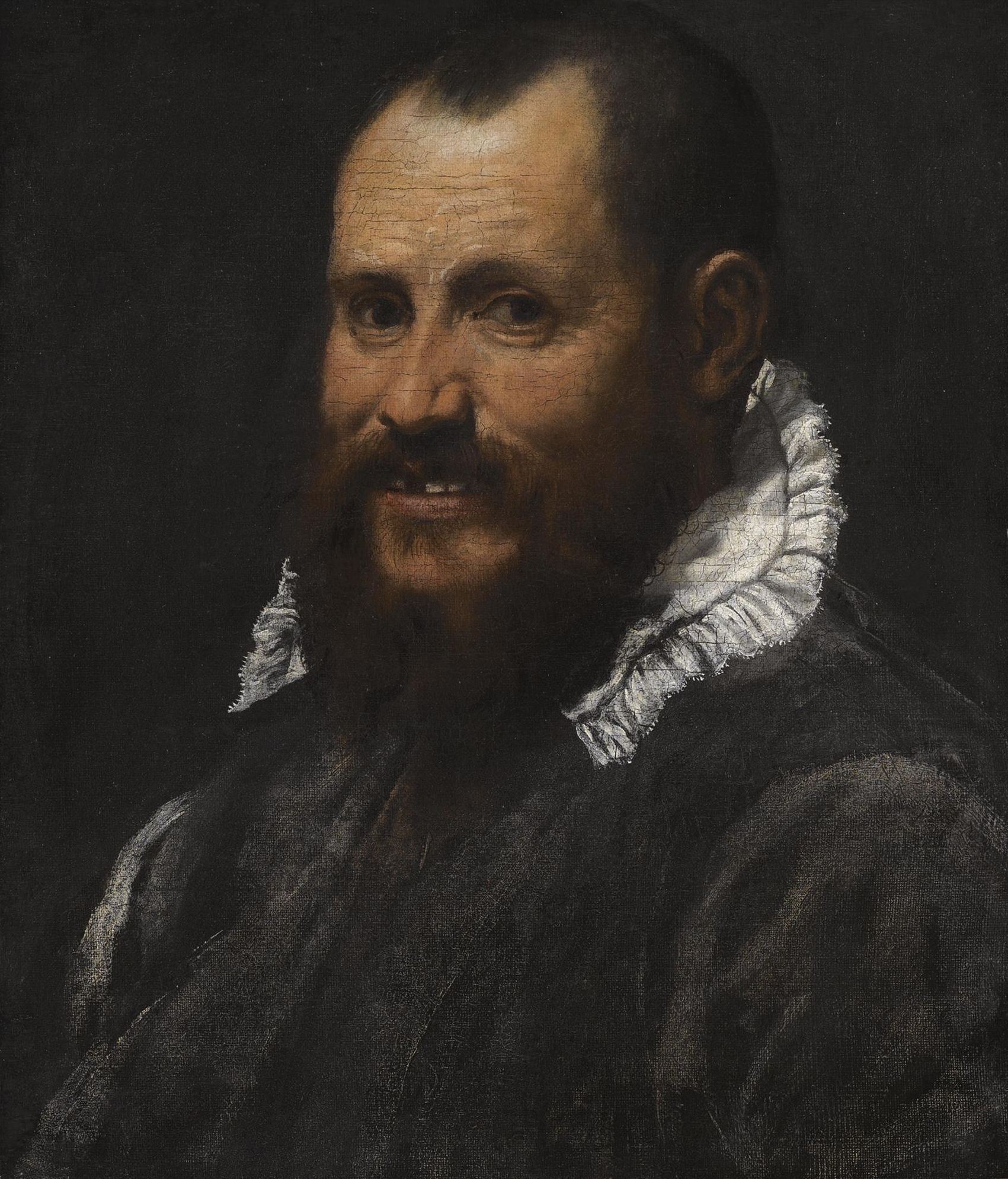
Annibale Carracci, Ritratto di uomo, a mezzo busto e con collare bianco, 1580s
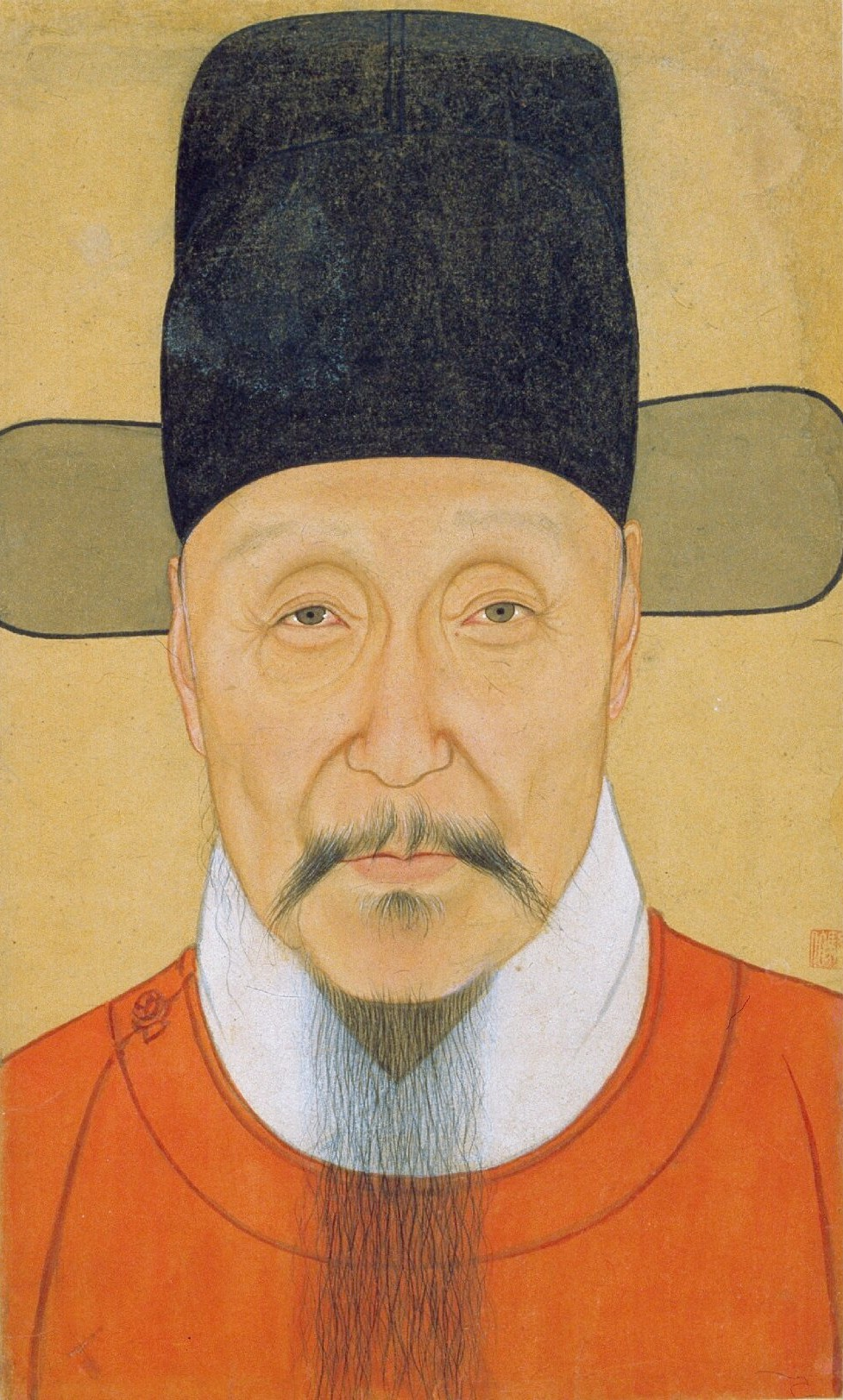
Ritratto di Ho Bun (何斌), studioso-burocrate della tarda dinastia Ming tardo XVI secolo - primo XVII secolo, Cinese
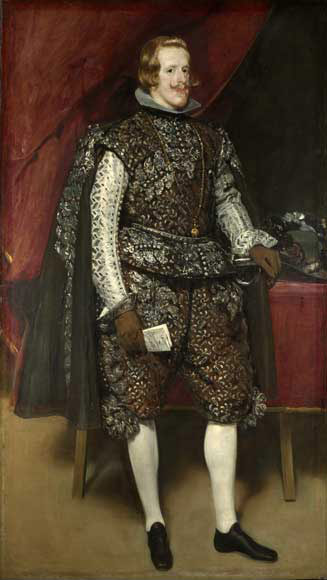
Diego Velázquez, Ritratto di Filippo IV, 1632
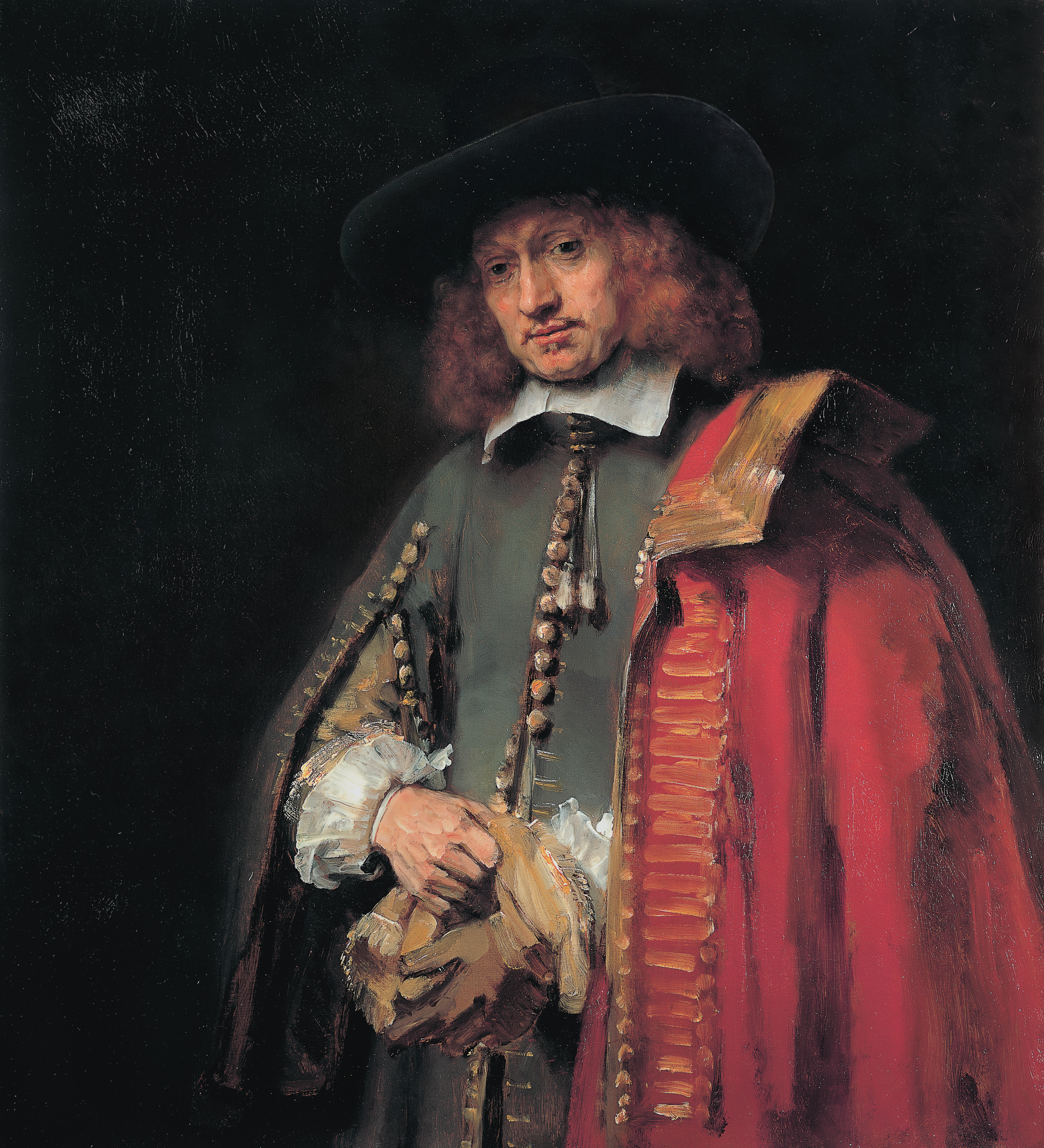
Rembrandt van Rijn, Ritratto di Jan Six, 1654
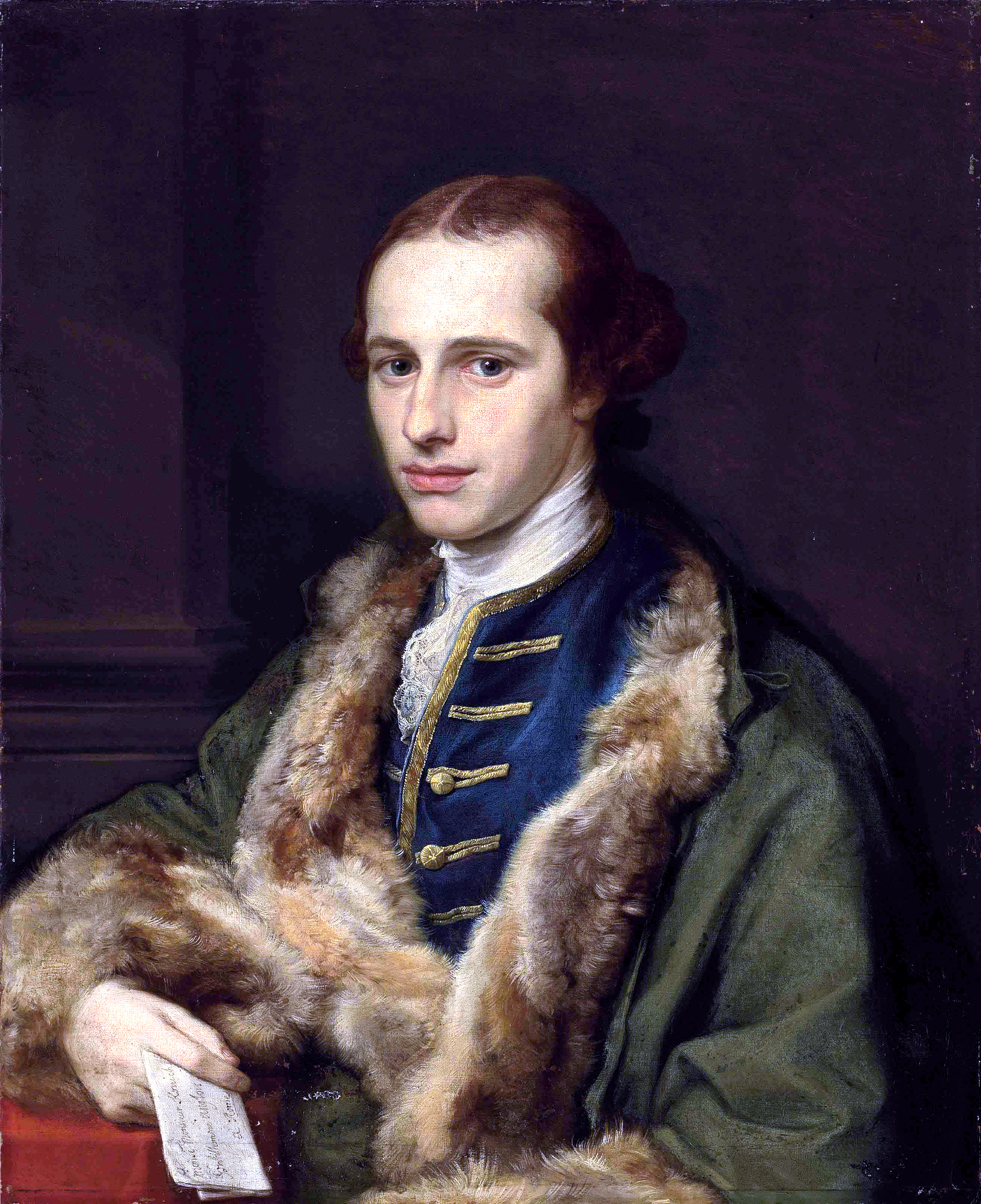
Thomas Kerrich (1748-1828), di Pompeo Batoni
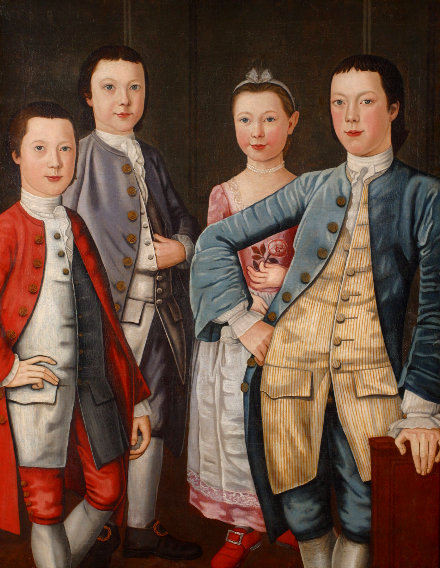
John Durand, I bambini Rapalje, 1768, New-York Historical Society, New York City
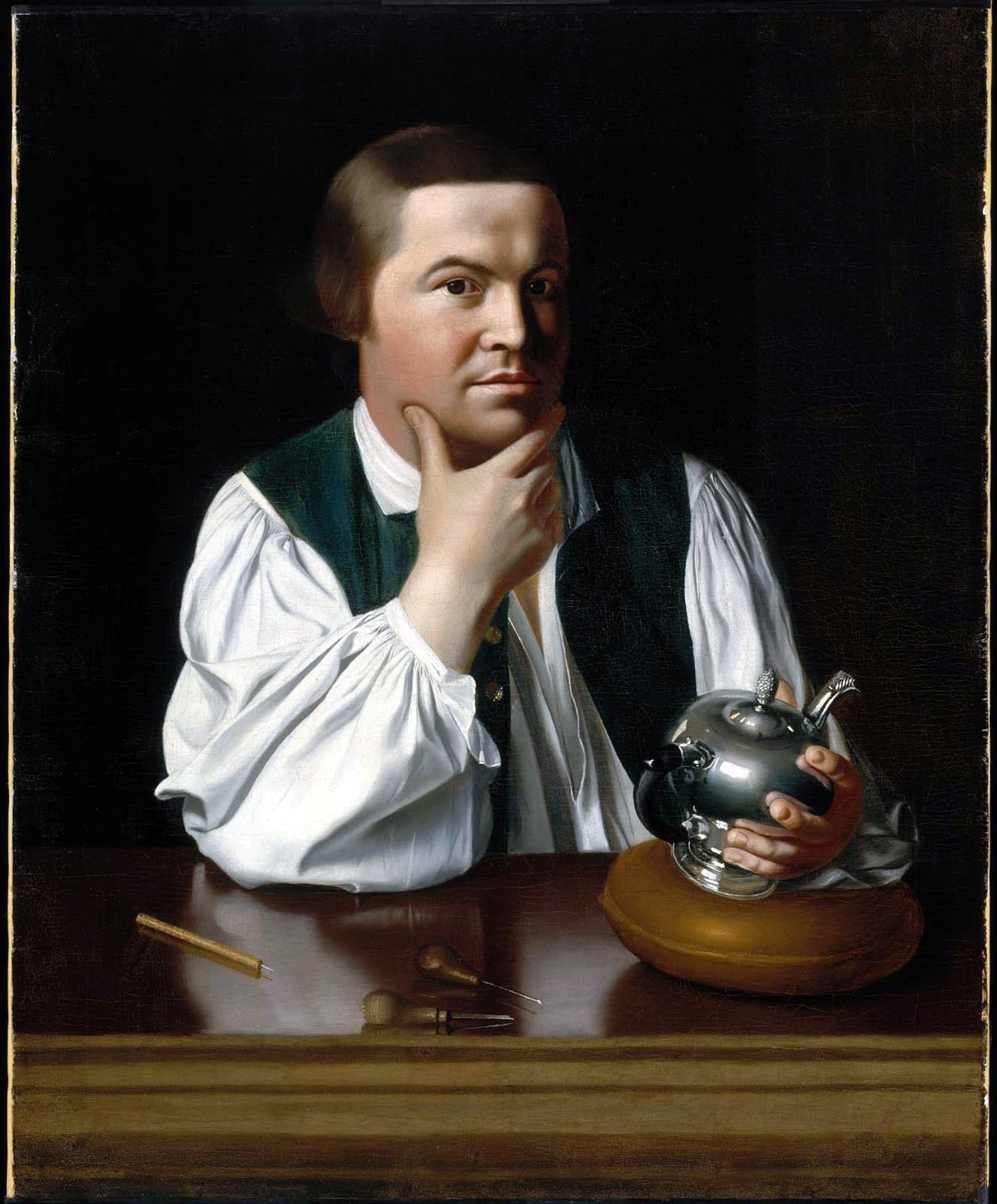
John Singleton Copley, Paul Revere, 1770
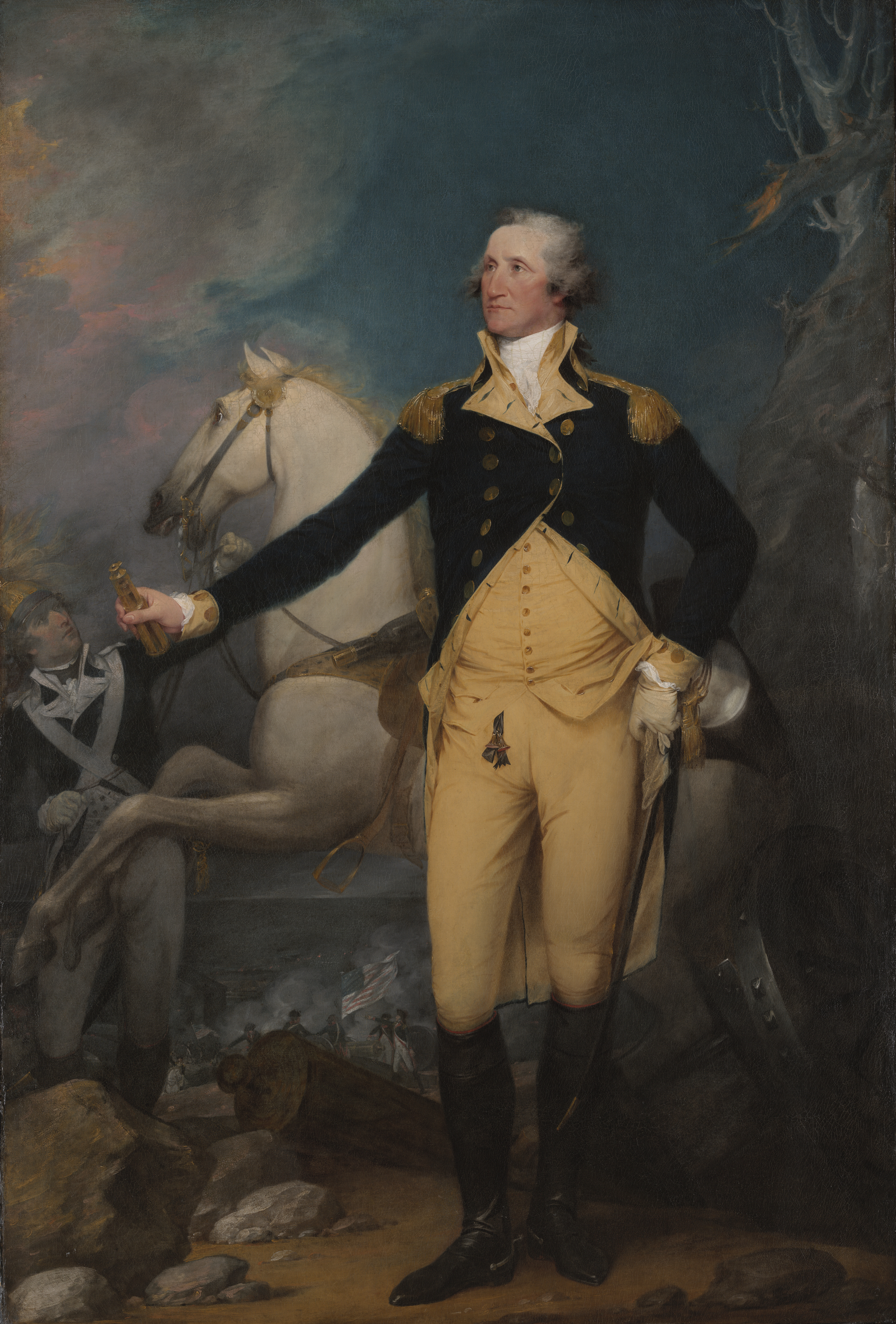
John Trumbull, Il generale George Washington a Trenton, 1792
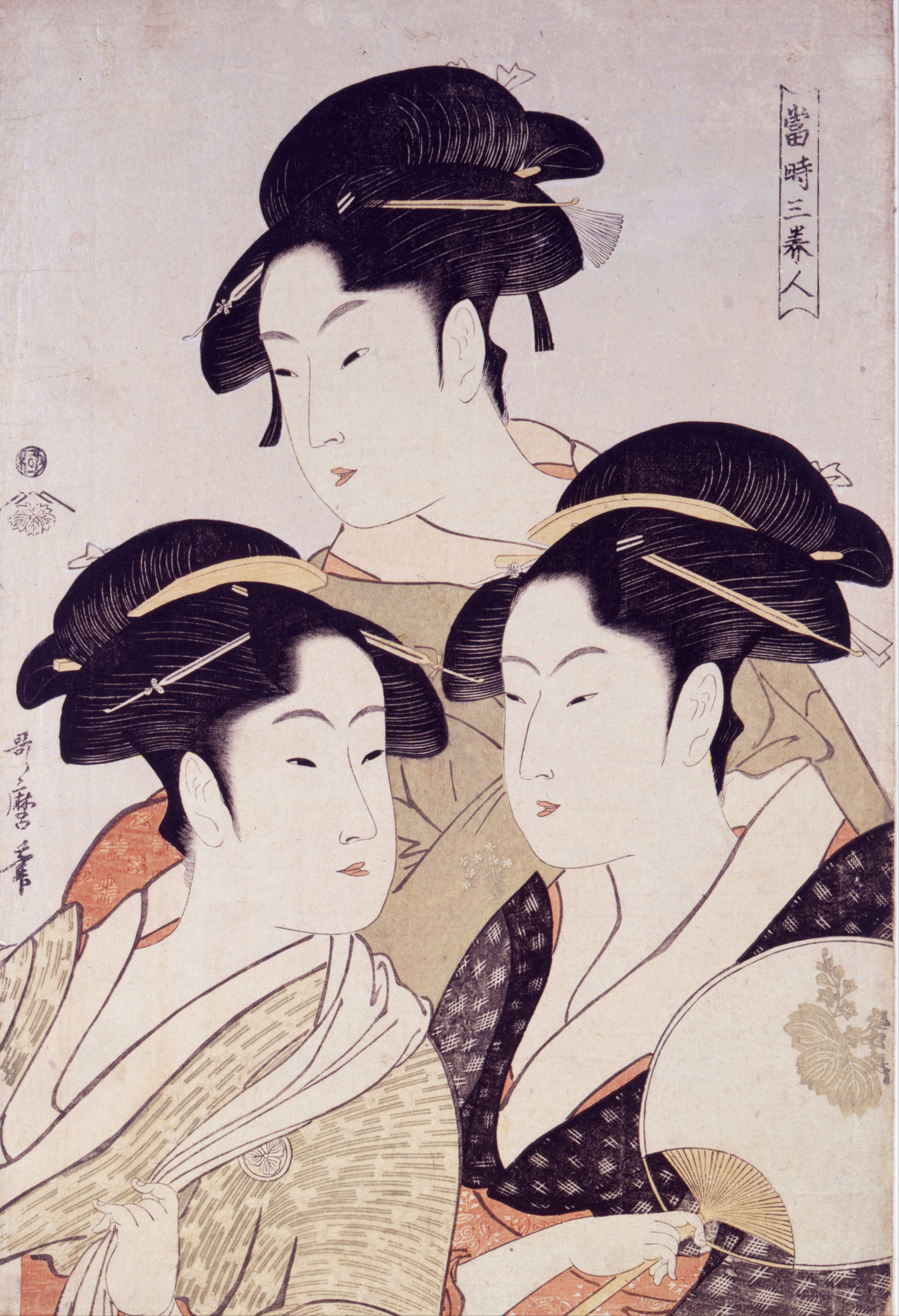
Tre bellezze dei giorni nostri Utamaro, 1793
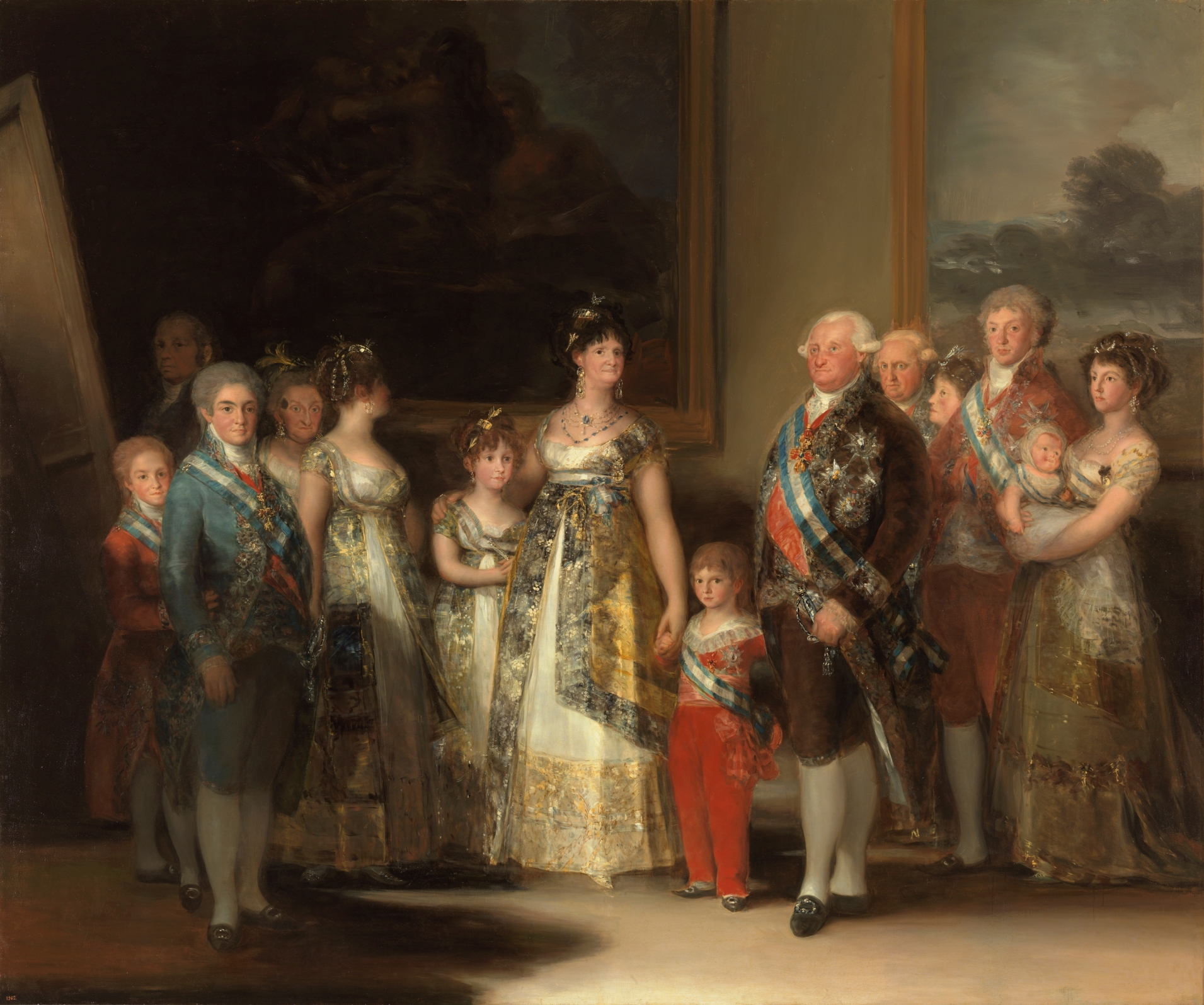
Francisco de Goya, La famiglia di Carlo IV, 1800–1801
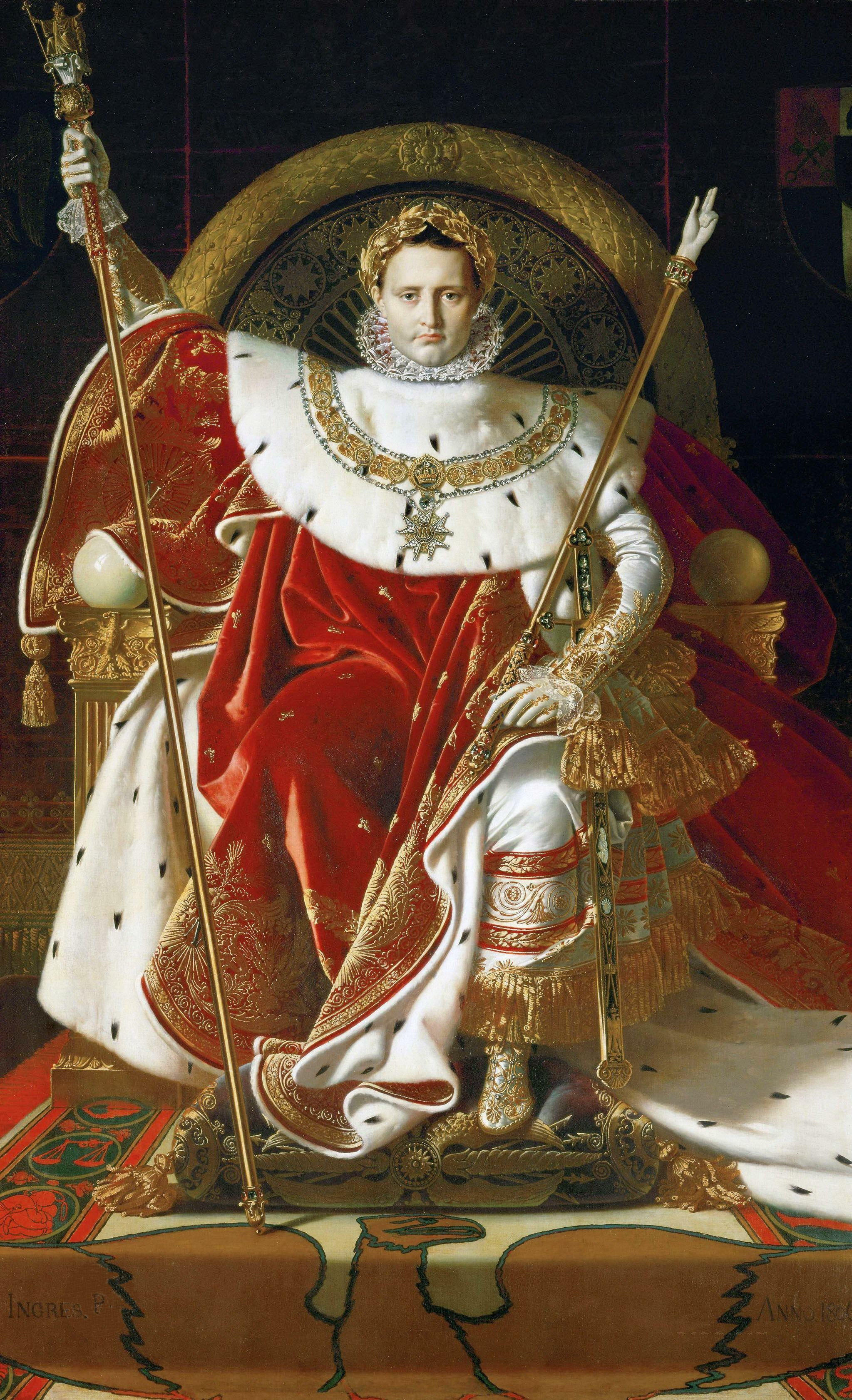
Jean Auguste Dominique Ingres, ritratto di Napoleone I sul trono imperiale, 1806, Musée de l'Armée, Parigi
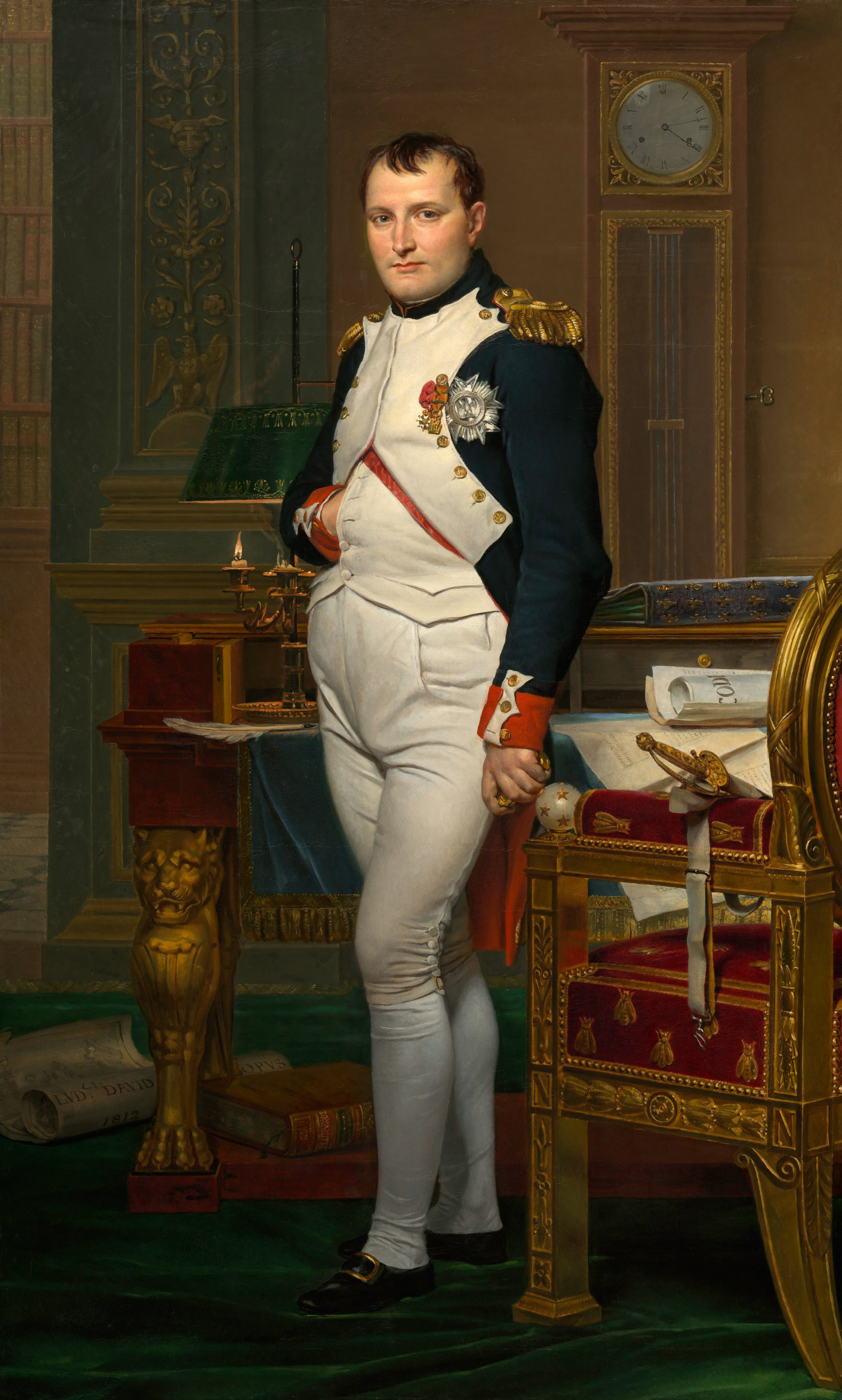
Jacques-Louis David, Napoleone nel suo studio (1812), National Gallery of Art, Washington
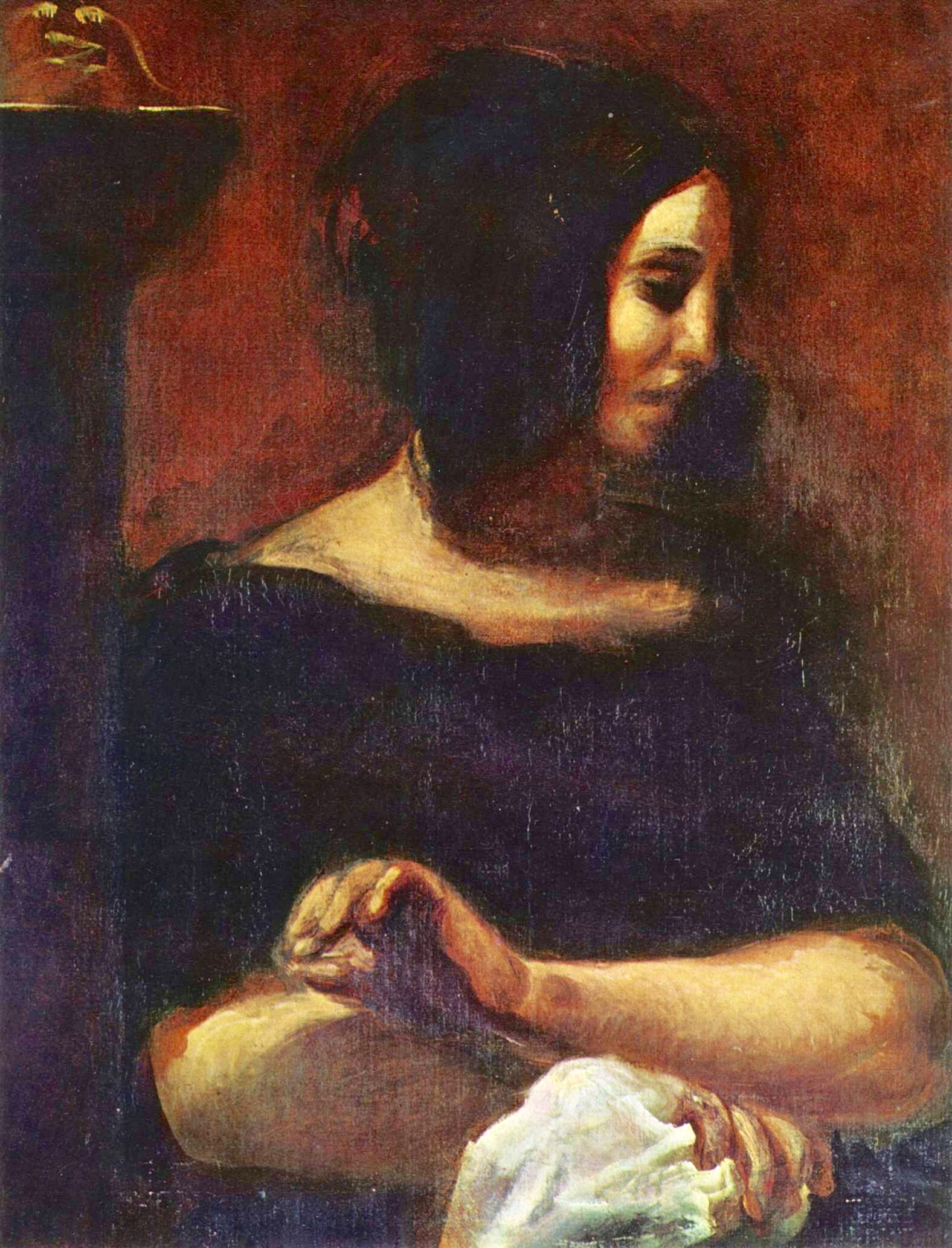
Eugène Delacroix, ritratto di George Sand, 1838, Ordrupgaard Museum, Copenaghen
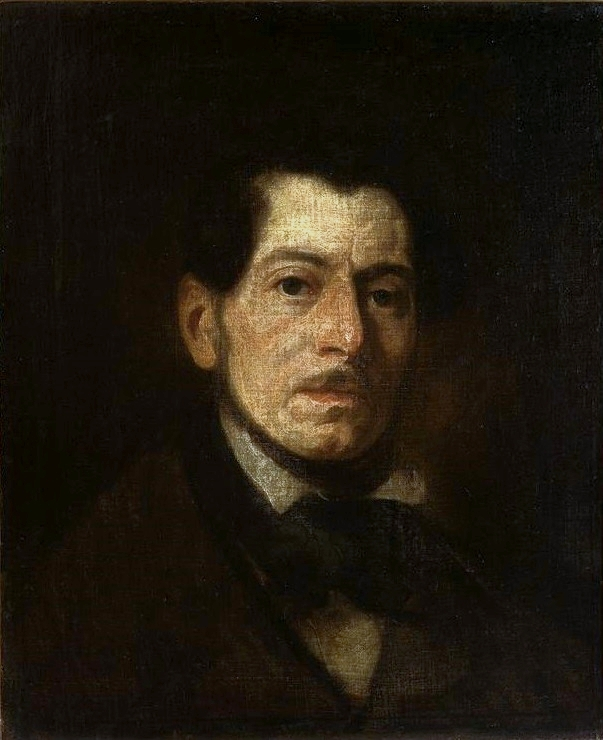
Piotr Michałowski, Autoritratto, 1840, Museo nazionale di Varsavia
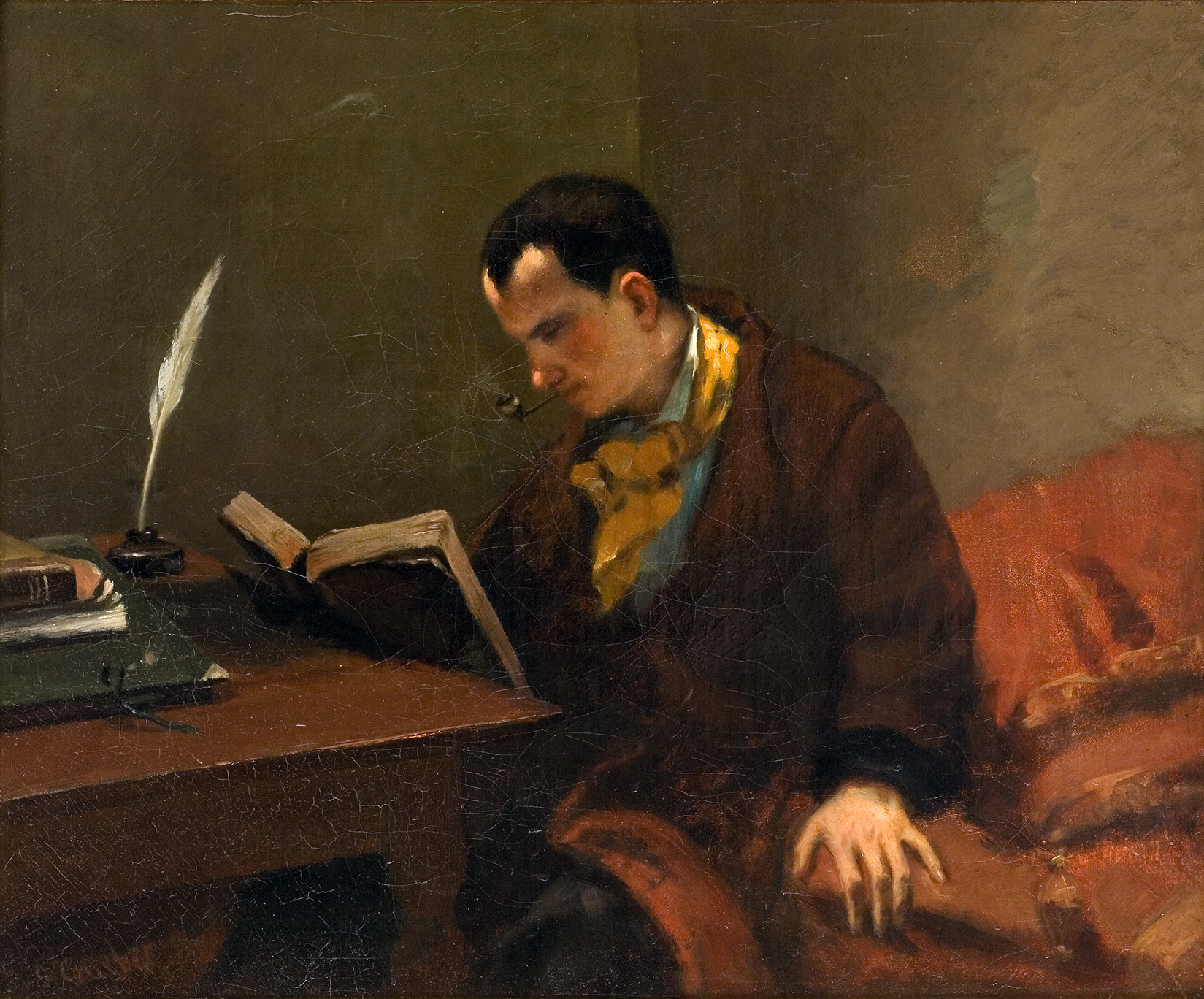
Gustave Courbet, Ritratto di Charles Baudelaire, 1848
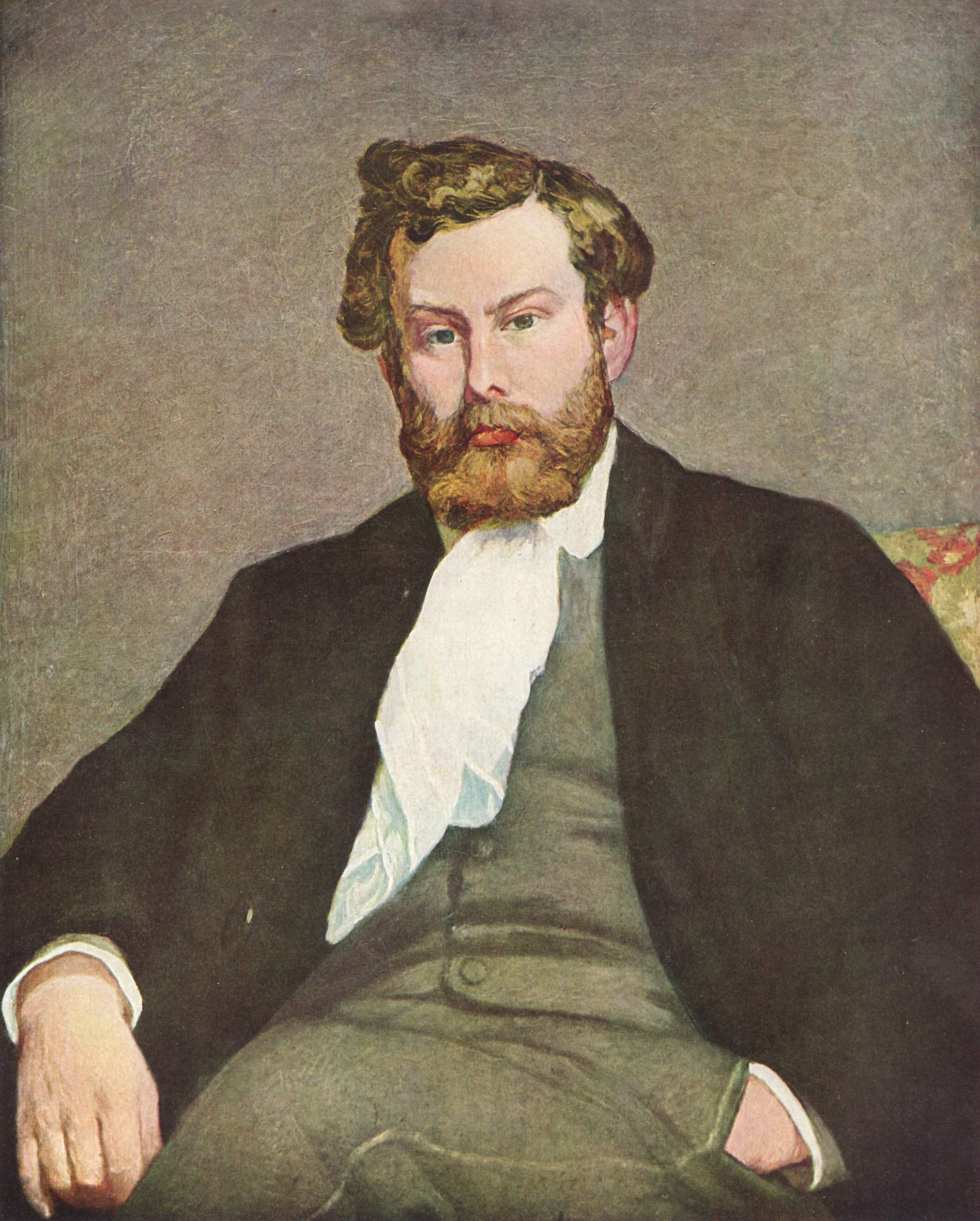
Pierre-Auguste Renoir, Ritratto di Alfred Sisley, 1868
James Abbott McNeill Whistler, Arrangiamento in grigio e nero: la madre dell'artista (1871) noto come La madre di Whistler
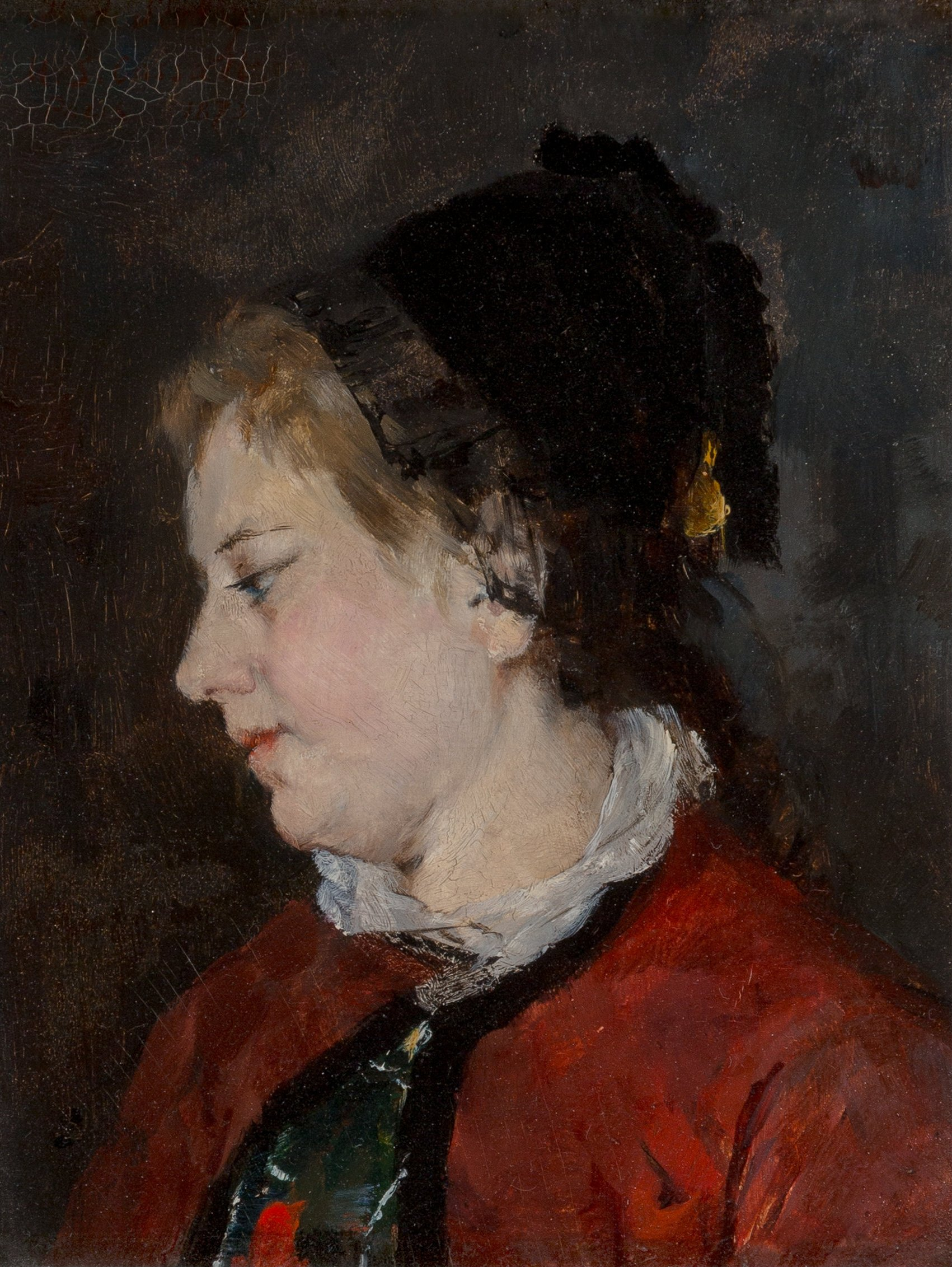
Mary Cassatt, Ritratto di Madame Sisley 1873
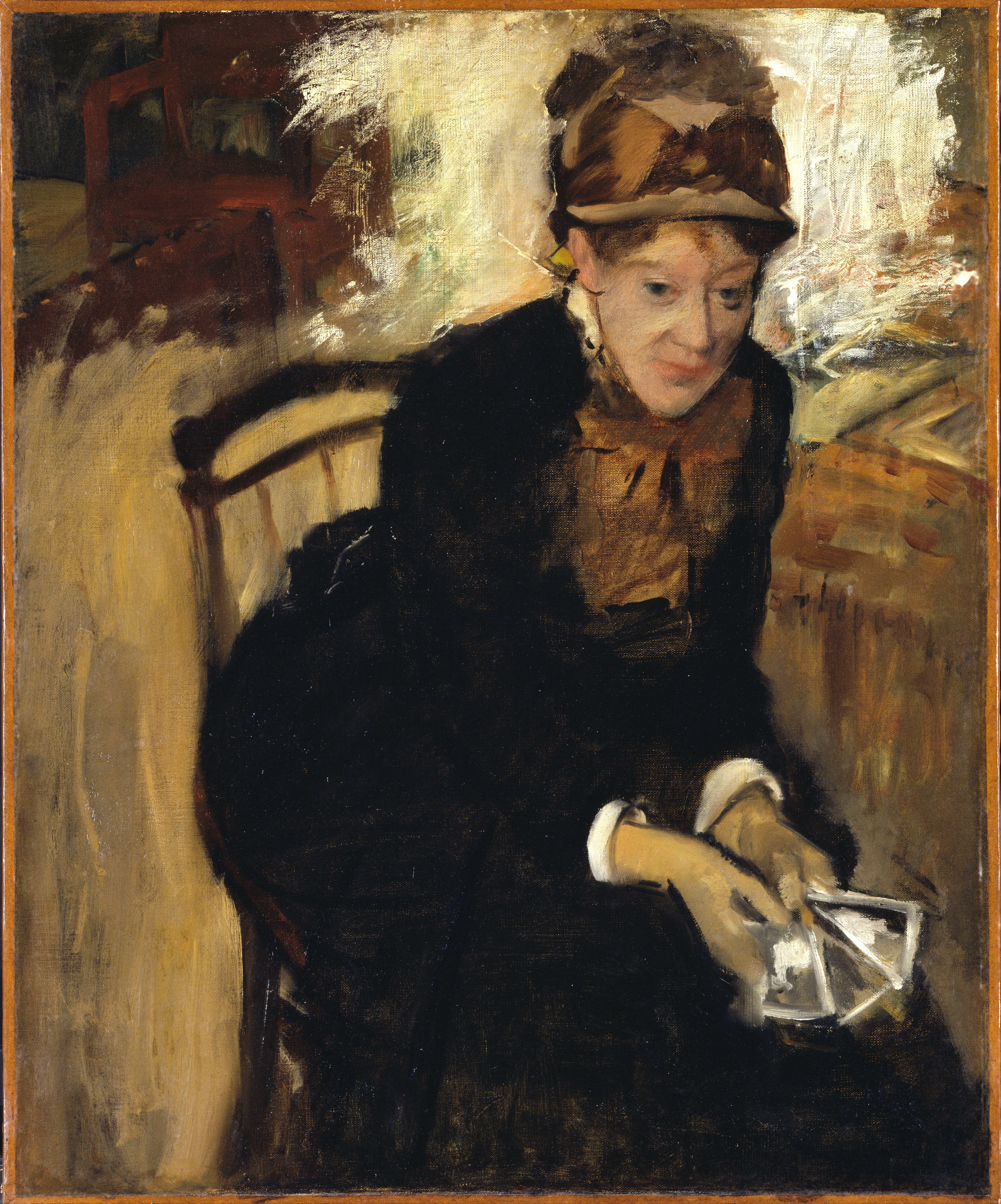
Edgar Degas, Ritratto di Miss Cassatt seduta, con le carte in mano, 1876-1878
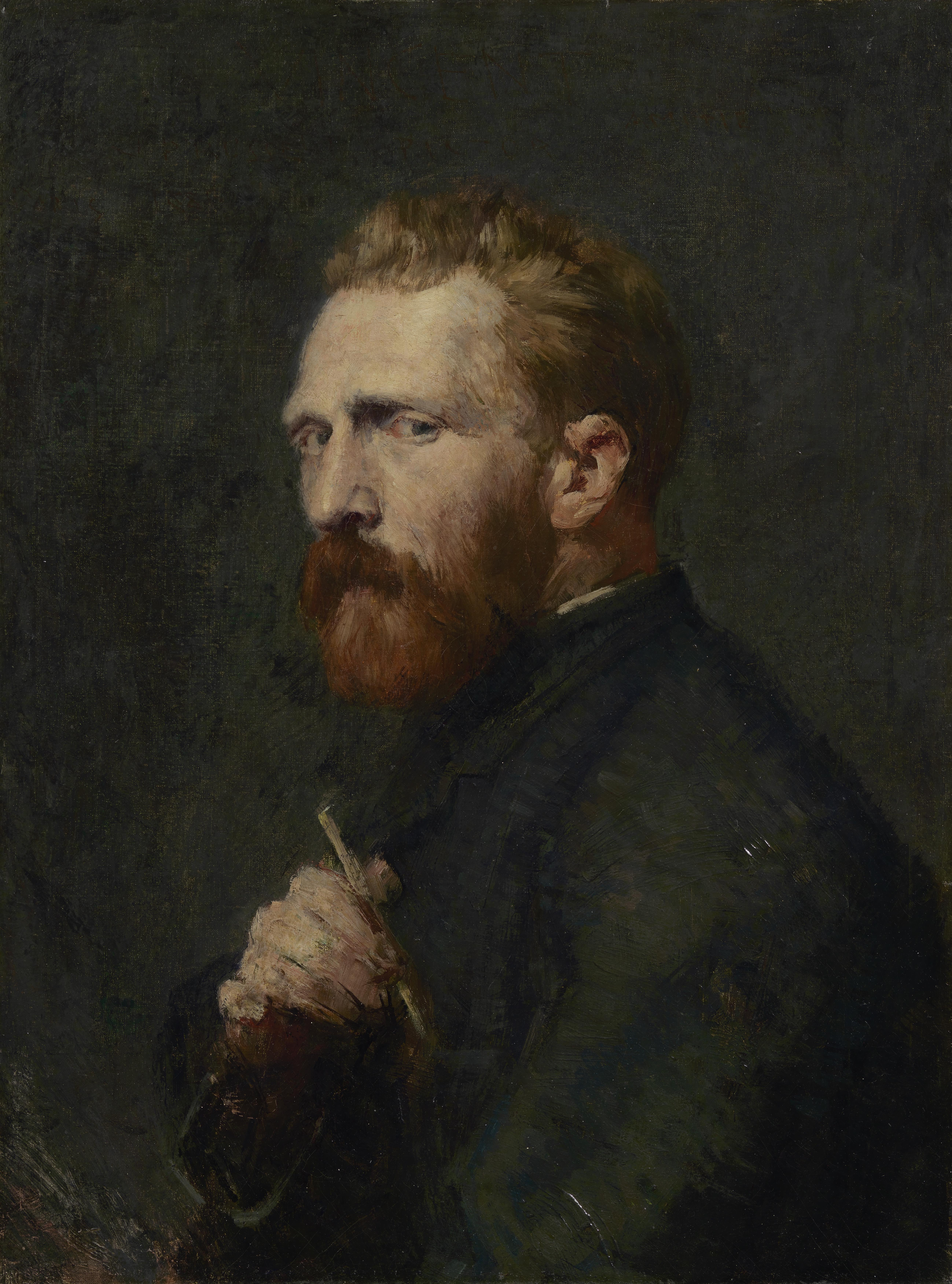
John Peter Russell, Vincent van Gogh, 1886
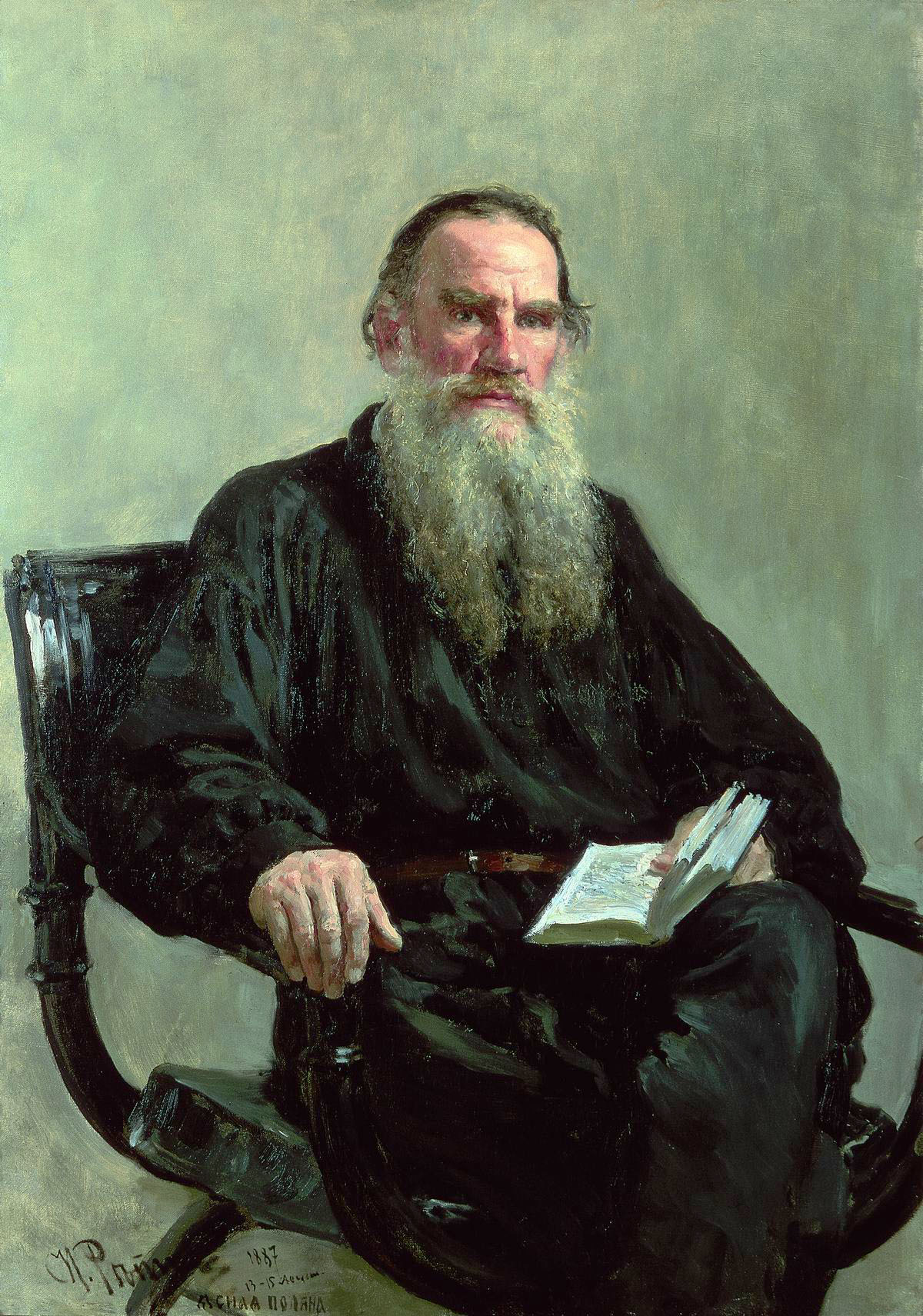
Il'ja Efimovič Repin, Ritratto di Lev Tolstoj, 1887
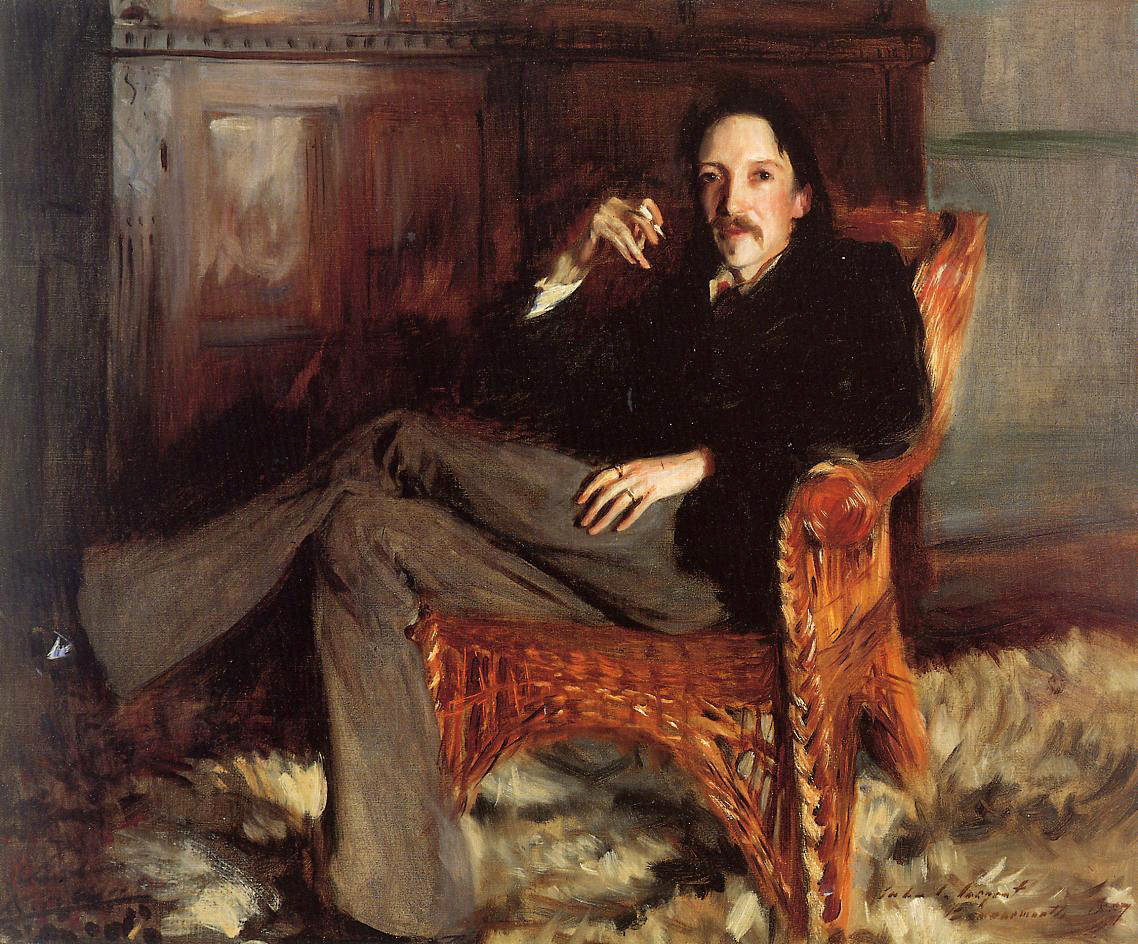
John Singer Sargent, Ritratto di Robert Louis Stevenson, 1887
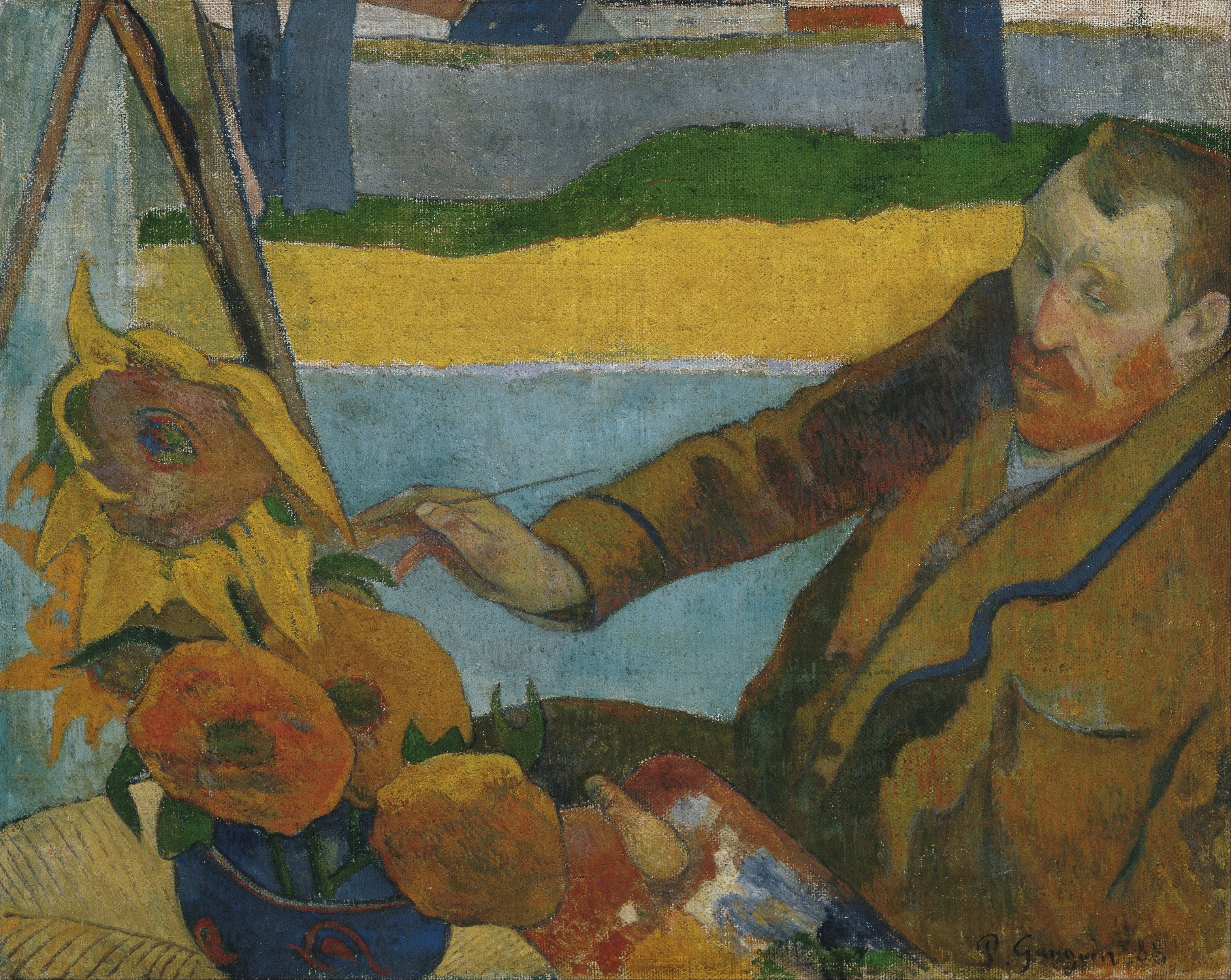
Paul Gauguin, Il pittore dei girasoli, Ritratto di Vincent van Gogh, 1888
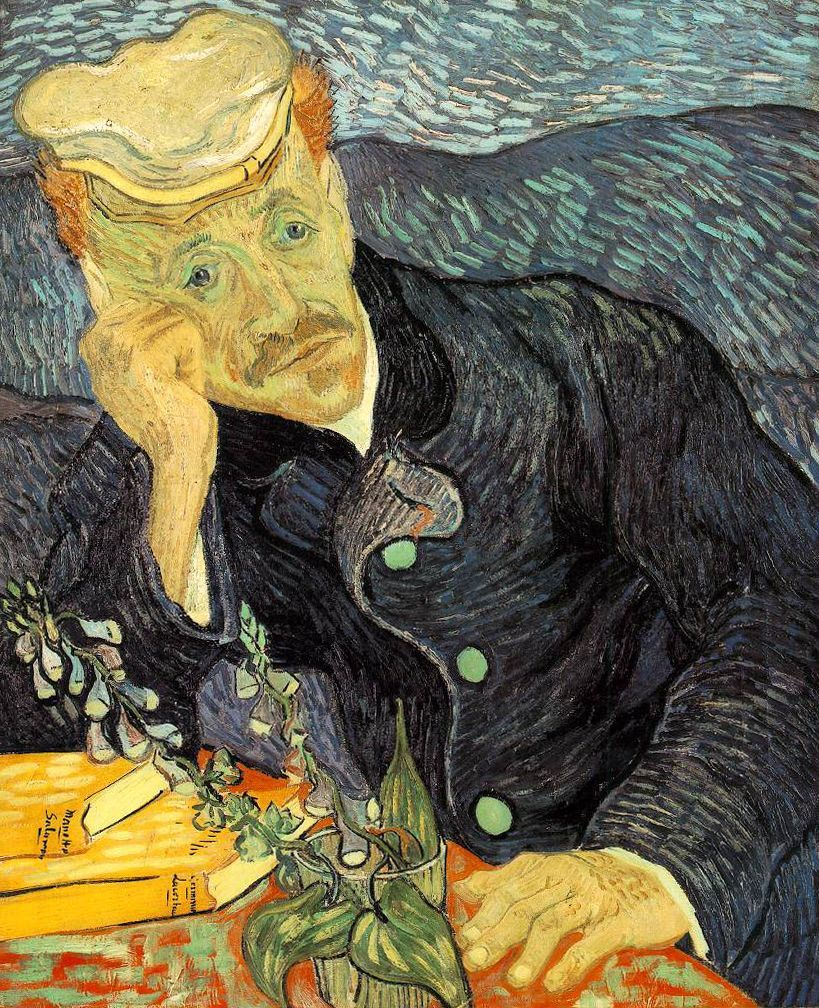
Vincent van Gogh, Ritratto del dottor Gachet, (prima versione), 1890
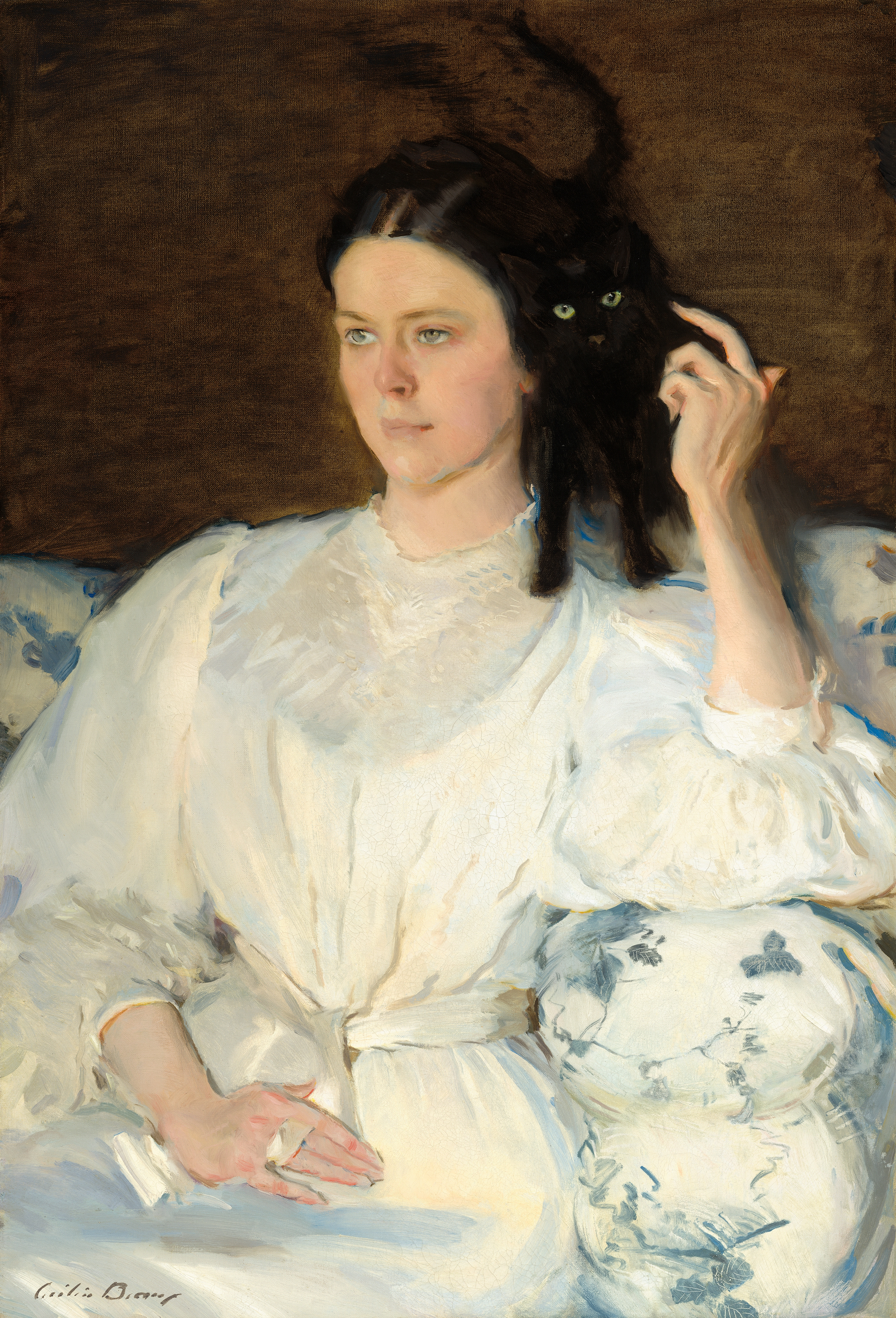
Cecilia Beaux, Sita e Sarita (giovani ragazze con gatto), 1893–1894
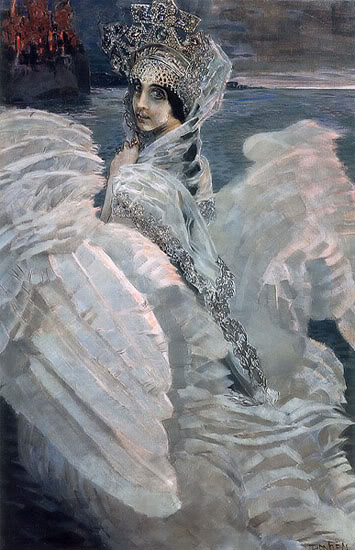
Michail Aleksandrovič Vrubel', La principessa del cigno (ritratto di Nadežda Zabela-Vrubel'), 1900
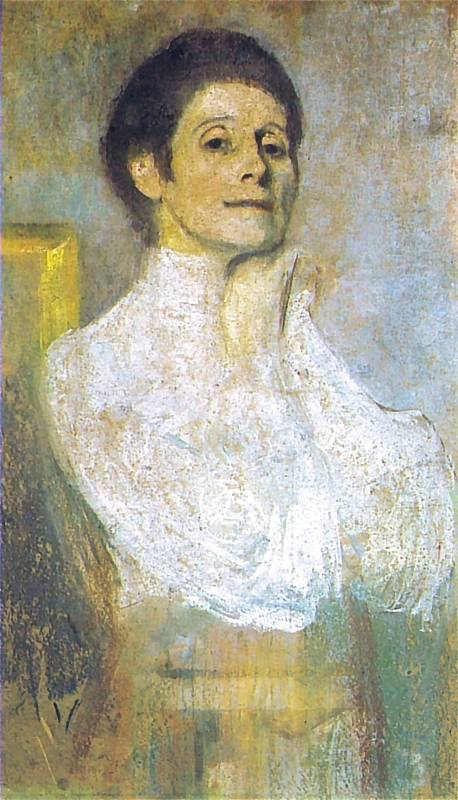
Olga Boznańska, Autoritratto, 1906, Museo nazionale di Varsavia
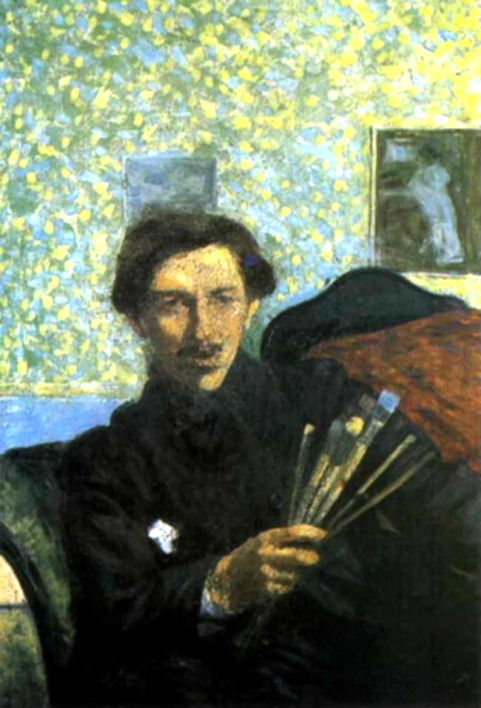
Umberto Boccioni, Autoritratto, 1906
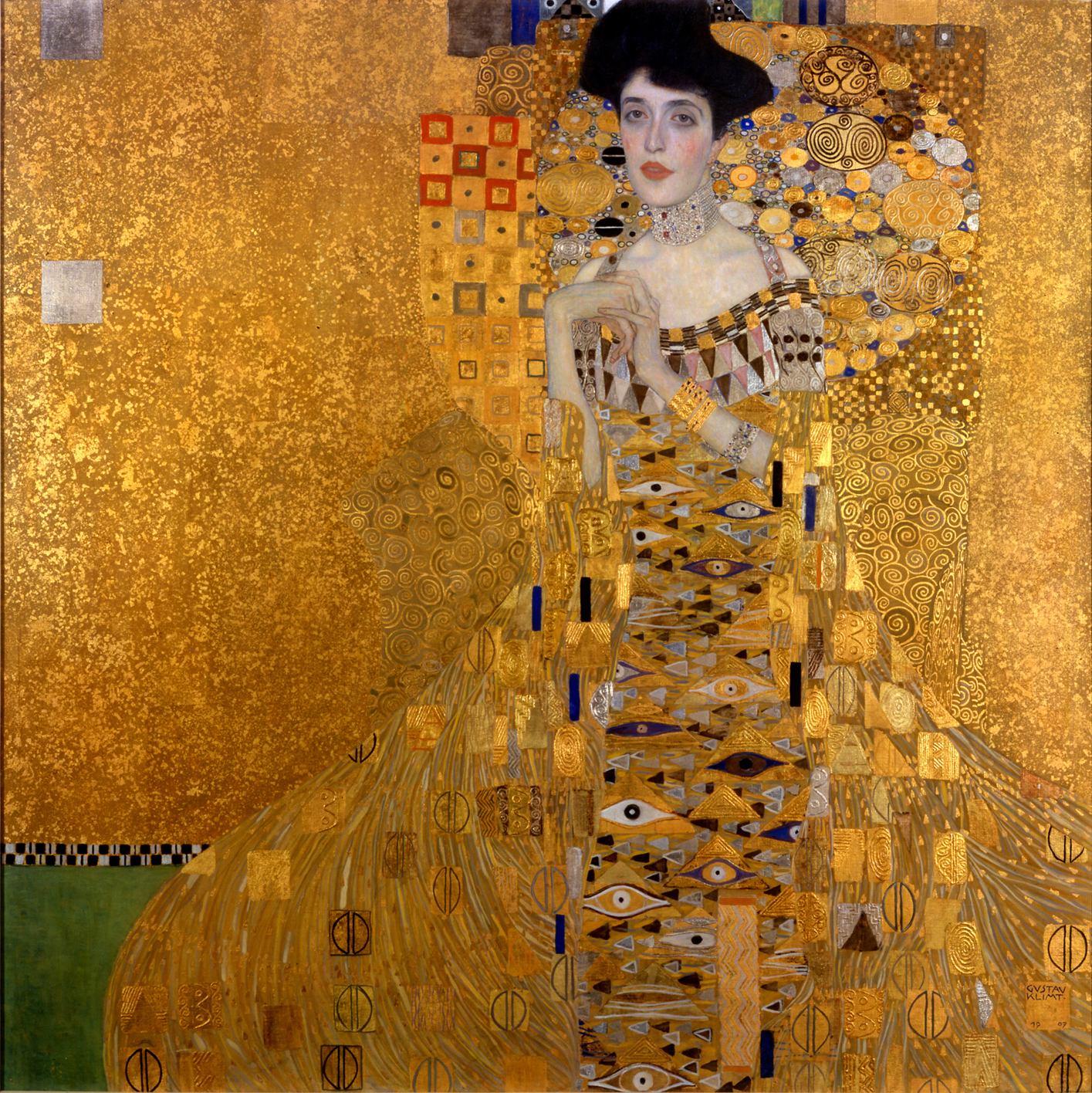
Gustav Klimt, Ritratto di Adele Bloch-Bauer I, 1907
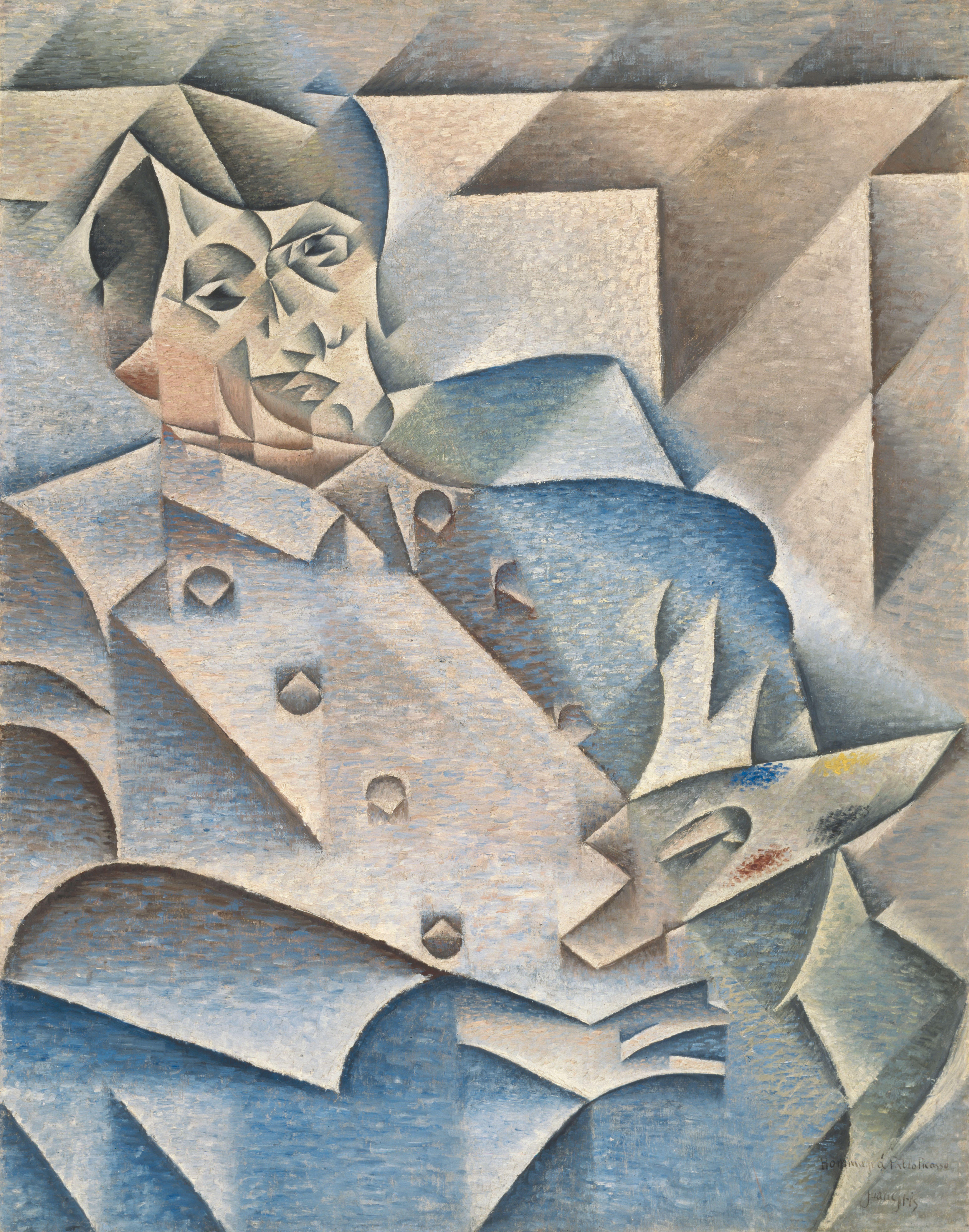
Juan Gris, Ritratto di Picasso, 1912
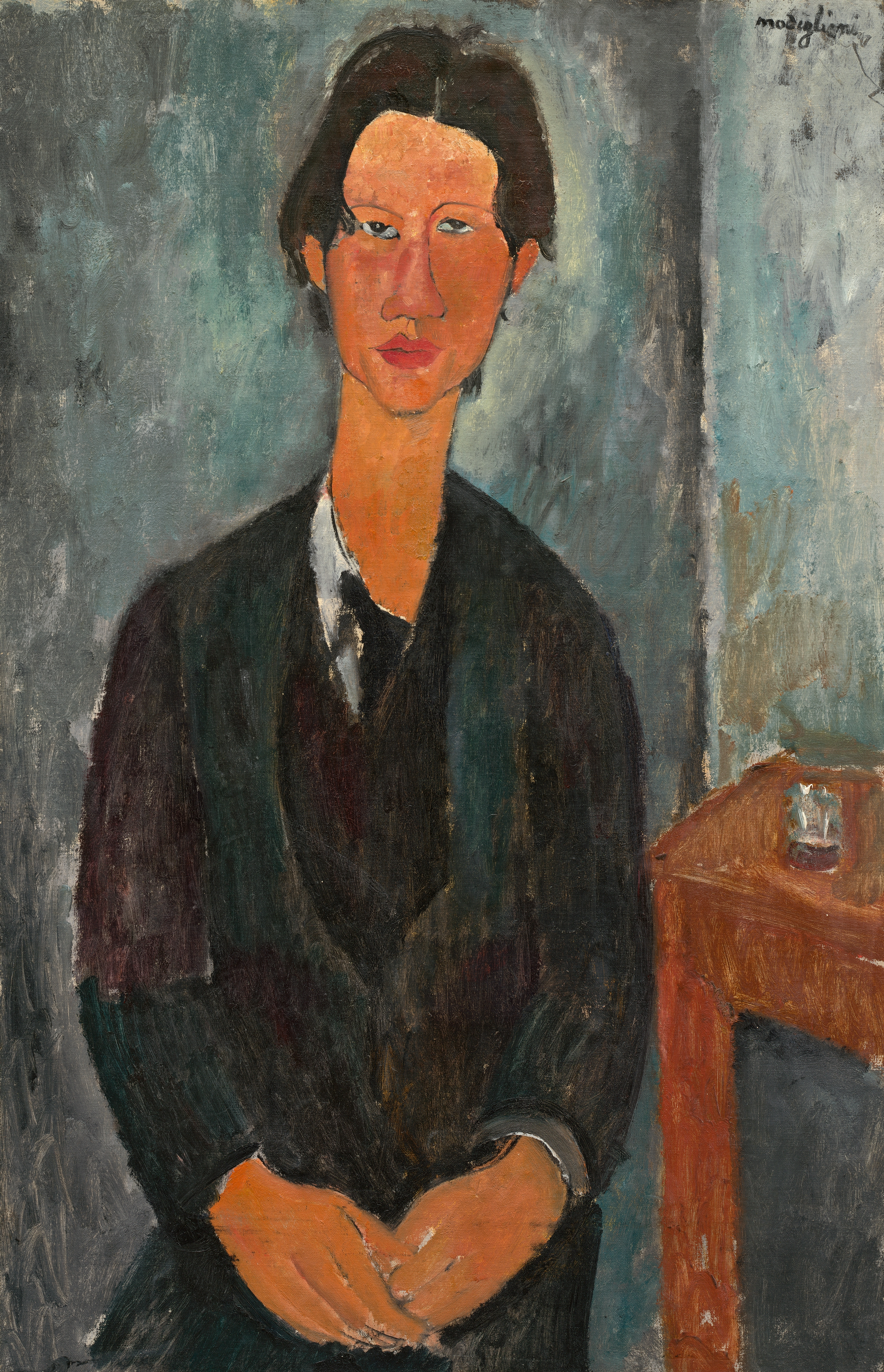
Amedeo Modigliani, Ritratto di Chaïm Soutine, 1916
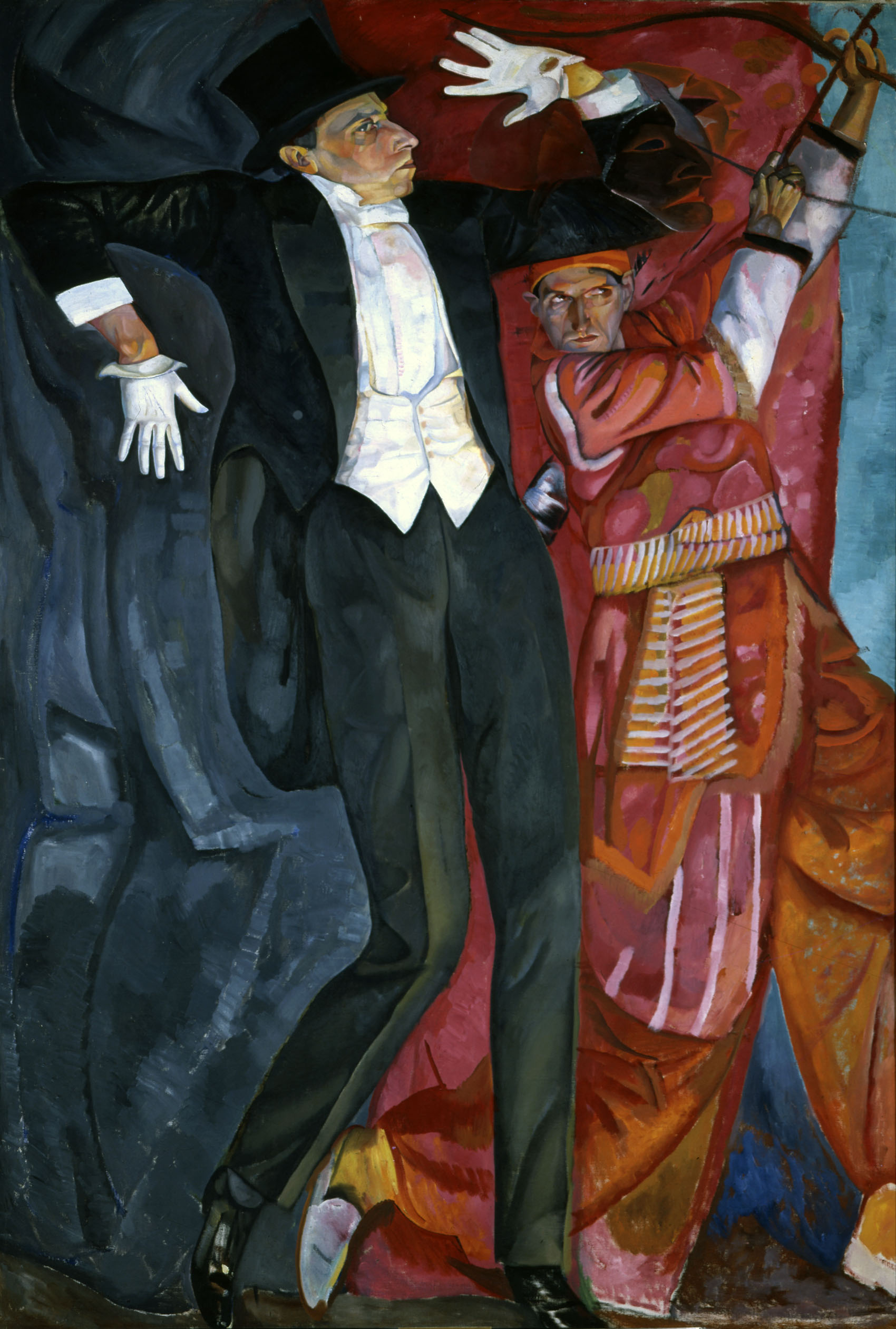
Boris Dmitrievič Grigor'ev, Ritratto di Vsevolod Mejerchol'd, 1916
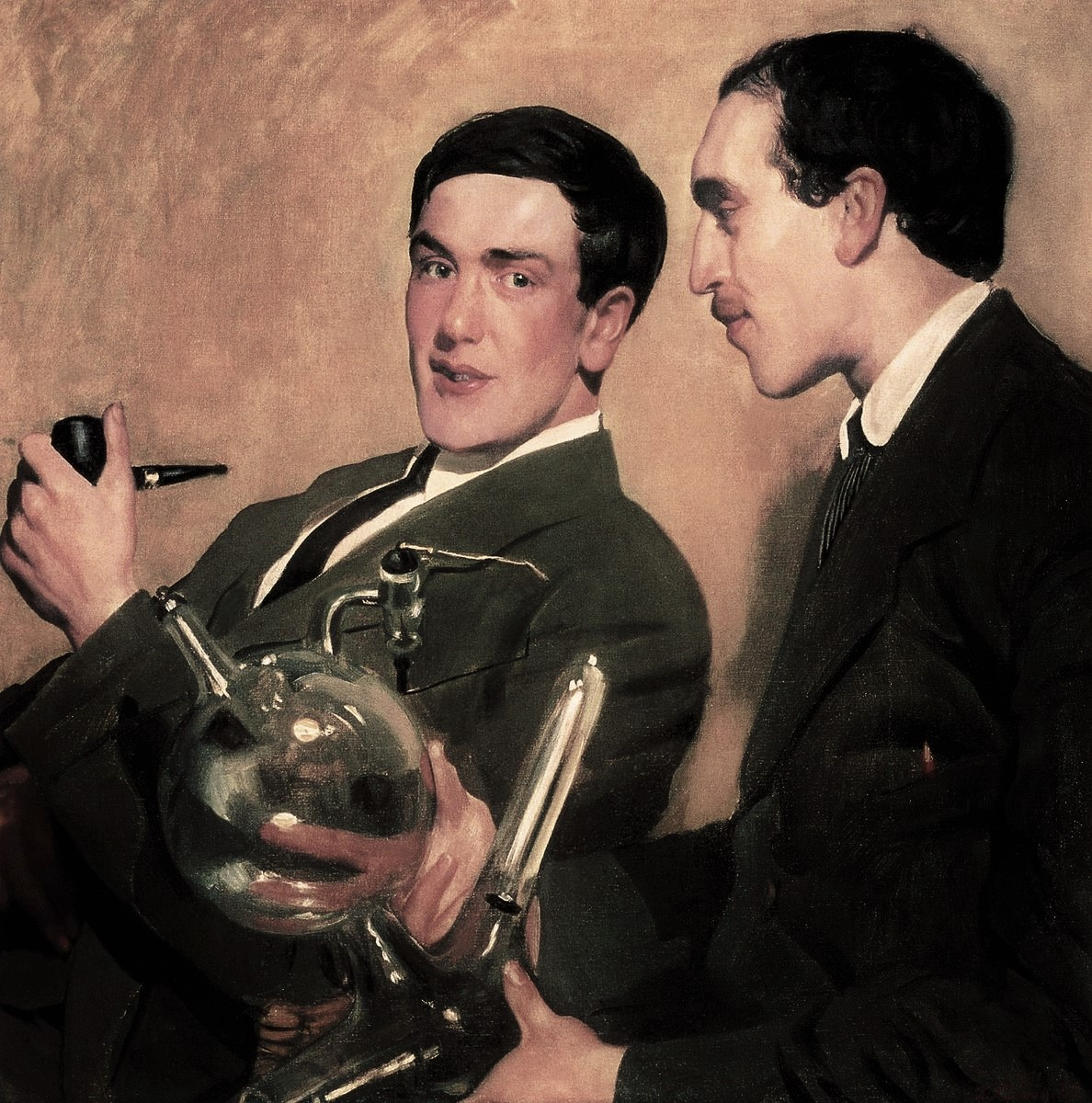
Boris Michajlovič Kustodiev, Kapica e Semënov, 1921